# Gustave Pattein
Pierre Gustave Pattein, né à Steenvoorde le 5 février 1849 et mort à Hazebrouck le 20 décembre 1924,,,, est un ébéniste, sculpteur et un chef d'entreprise français,,.
Frère du peintre César Pattein, il étudie à Aire-sur-la-Lys puis parvint à suivre les cours de l'école des Beaux-Arts de Lille. Arrivé à l'âge adulte, il commence sa carrière comme collaborateur du sculpteur lillois Charles Buisine-Rigot,,. Il s'installe ensuite à son compte à Hazebrouck,.
Au cours de sa carrière, il emploie jusqu'à 60 ouvriers et produit un grand nombre de sculptures et de meubles pour les églises du Nord de la France. Sa production est de grande qualité.
Au cours de sa vie, il fut, entre autres, chevalier de l'ordre de Saint-Grégoire-le-Grand,,,,, inventeur de système et adjoint au maire d'Hazebrouck,,.
À sa mort, son employé, Pierre Vanbesien, prend la succession de l'entreprise,,.
Le souvenir de Gustave Pattein reste associé, encore aujourd'hui, à la Flandre française ainsi qu'aux villes de Steenvoorde et d'Hazebrouck.

## Biographie

### Une famille paysanne unie à la vie rude
Gustave Pattein naît à Le Ryveld, commune de Steenvoorde, le 5 février 1849. Son père s'appelle Jean Martin Pattein (1818-1871) et sa mère Reine Cécile Robitaillie (1820-1908). Le couple Pattein-Robitaillie a déjà 3 garçons. Ce sont des paysans cultivateurs qui possèdent une ferme sur le plateau du "Riet Veld" à proximité du Mont des Cats,.
Cette ferme familiale est une humble bâtisse isolée entourée d'ormes séculaires la protégeant des vents. Martin et Reine mènent une vie rude entièrement consacrée au travail. Cette vie est d'autant plus rude que le sol est ingrat. Il n'y pousse facilement que des roseaux, les "Riet".

La vie au Riet Veld est décrite de la manière suivante par le Docteur Poupart, ami de Gustave : 

« Dans ce coin retiré, desservi par des chemins qui, aux premières pluies, se transformaient en fondrières et en bourbiers impraticables, l'hiver frappait d'une sorte d'engourdissement bêtes et gens, les confinant dans leurs réduits.
Un travail obstiné, une vie familiale intense préservaient les hommes de l'ennui, tandis que les longues soirées des mauvais jours leur laissaient des heures propices au recueillement et à la réflexion. »

 En 1850, la famille voit la naissance de leur dernier garçon, César, qui deviendra à l'âge adulte un peintre célèbre.
La famille Pattein, avec ses 5 garçons et ses 3 filles, est une famille joyeuse et unie. Si les enfants jouent entre frères et sœurs, ils passent une grande partie de leur temps à aider leurs parents. Jeunes encore, ils retournent la terre avec de lourdes bêches. Martin et Reine voient dans leurs enfants des collaborateurs et des futurs successeurs. Dans cette optique, ils donnent à leurs enfants dont Gustave une éducation.

### Premier emploi, cours du soir et rencontre avec Charles Buisine-Rigot
Dans son enfance, Gustave fréquente probablement l'école locale,. Une fois son éducation terminée, à l'âge de 11 ans, il part à Aire-sur-la-Lys rejoindre un frère plus âgé. Celui-ci lui trouve un emploi de mitron dans une boulangerie,, afin de subvenir à ses besoins et aussi probablement à ceux de sa famille. Le soir néanmoins, il suit des cours de dessin dans cette même ville,, auprès de Monsieur Magnard. En six mois, il acquiert le premier rang de l'école puis décroche au bout d'un an des premiers prix de dessin, de sculpture et de modelage,,.
À 15 ans, il travaille seul. Attiré par la sculpture, il transforme sa chambre en atelier et, doté d'un couteau, se met "à transformer les morceaux de bois informes en petits anges, en têtes, en créatures étranges, telles que son imagination tumultueuse, servie par une lecture considérable et encyclopédique, pouvait l'inspirer",. Vers 18-19 ans, un journaliste d'un journal local, après avoir vu ses sculptures réalisées chez lui le soir après son travail, lui prédit un brillant avenir,,.

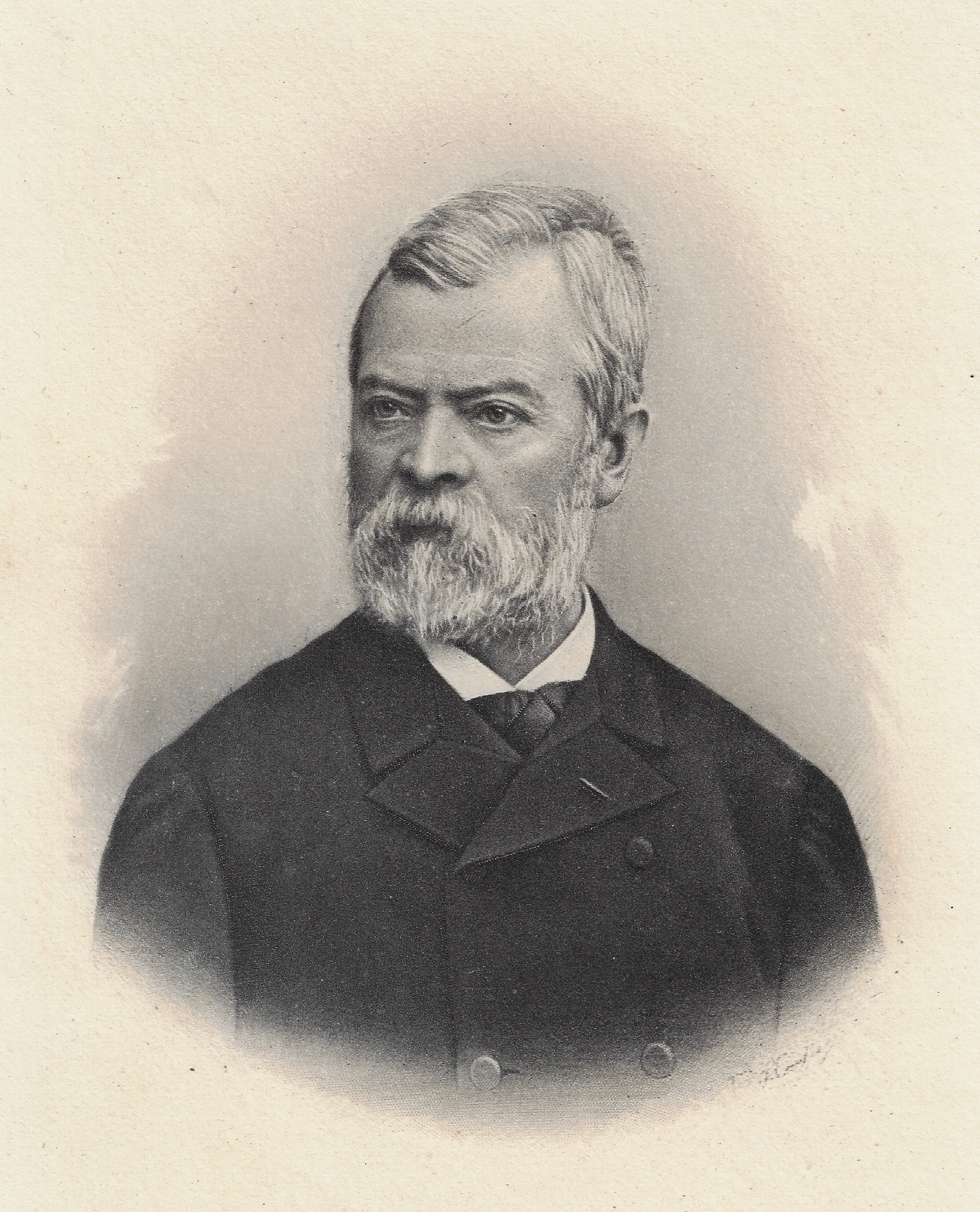
Charles Buisine-Rigot, portrait

Peu après, il se rend à Lille et se présente auprès du sculpteur Charles Buisine-Rigot,,. Celui-ci l'engage comme collaborateur,,. Sa grande culture artistique et théologique, fruit de ses lectures, son imagination et son talent, lui permettent d'être chargé de travaux importants d'ameublements d'église, spécialité de la maison Buisine-Rigot,. Sa vocation est dès lors certaine,,.
Parallèlement, il prend des cours du soir aux écoles académiques de Lille (future école des Beaux-Arts de Lille) situées à l'angle de la Place du Concert et de la rue de la Monnaie,,,. Il y continue de se parfaire techniquement, d'augmenter sa culture et de nourrir son imagination,,. Son frère César suit son exemple et s'inscrit également dans cette école lilloise.
Gustave se passionne particulièrement pour le style gothique du XIIIe siècle et le style romano-byzantin,,. C'est dans ces styles que son imagination et sa créativité s'épanouissent et ce durant toute sa carrière,,.

### L'intermède de la guerre de 1870
La guerre éclate en 1870. Pattein a alors 21 ans,,. Fervent patriote, il s'engage spontanément à l'Armée du Nord commandée par le général Faidherbe,,. Il prend part aux combats de Pont-Noyelles, de Bapaume, de Vermand et de Saint-Quentin,,. C'est lors de cette dernière bataille qu'il est blessé gravement et capturé par l'ennemi,,,,. Il guérit de ses blessures à la forteresse de Spandau où il est détenu durant 1 an,,. Il occupe sa convalescence en crayonnant des paysages,, mais il est soupçonné d'espionnage et manque d'être fusillé.
Plus tard, en souvenir de cette terrible période, il montrera à ses amis venus lui rendre visite sa capote trouée, conservée religieusement dans une armoire vitrée,.
Cette parenthèse difficile est d'autant plus malheureuse qu'elle voit également la mort de son père en 1871.

### 1872 - 1884: Fondation de son atelier à Hazebrouck et premiers succès
Après la guerre, il revient à Lille et s'installe au no 23 de la rue Saint Nicolas probablement avec son frère César. Il reprend ses études dans divers ateliers,,. Il se fixe ensuite à Hazebrouck et ouvre son premier magasin dans un modeste local rue de la clef. Il expose ses premières œuvres : des cadres sculptés et des meubles,,. En 1874, un Christ encadré attire l'attention de connaisseurs.

À Hazebrouck, il se construit progressivement un réseau de clients et d'amis qui lui permettent d'obtenir des travaux importants,,. En 1879, il réalise le chemin de croix de la prairie d'Amettes, lieu de pèlerinage dédié à Saint Benoit Labre,. Il réalise les 14 stations en pierre dans un style gothique simple et pur. Malheureusement, l'ensemble a été restauré de manière très maladroite et les pinacles de chaque station ont été modifiés et remplacés par des équivalents disgracieux. 

Chemin de croix d'Amettes (1879)
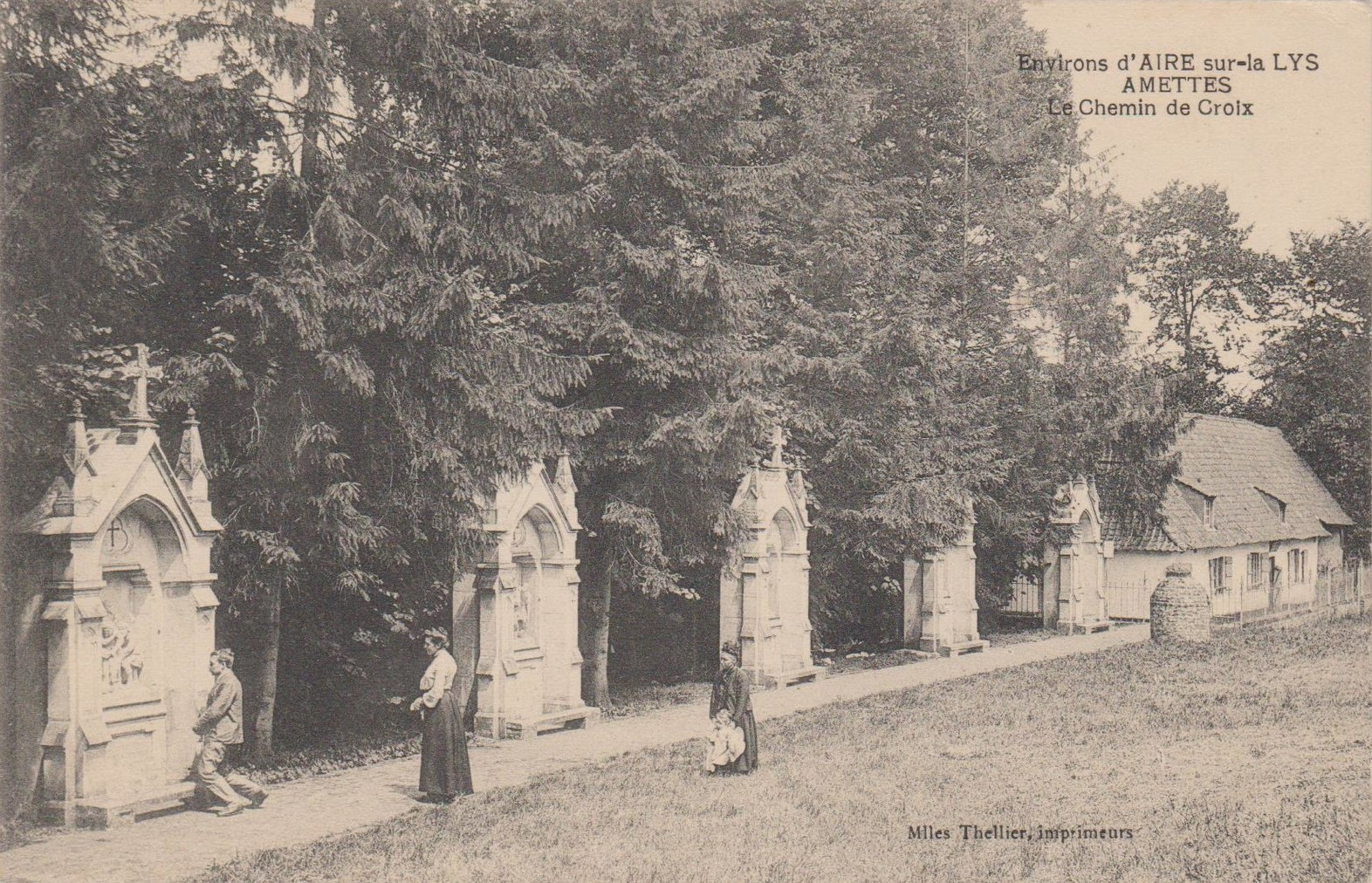
Vue d'ensemble vers 1890-1900
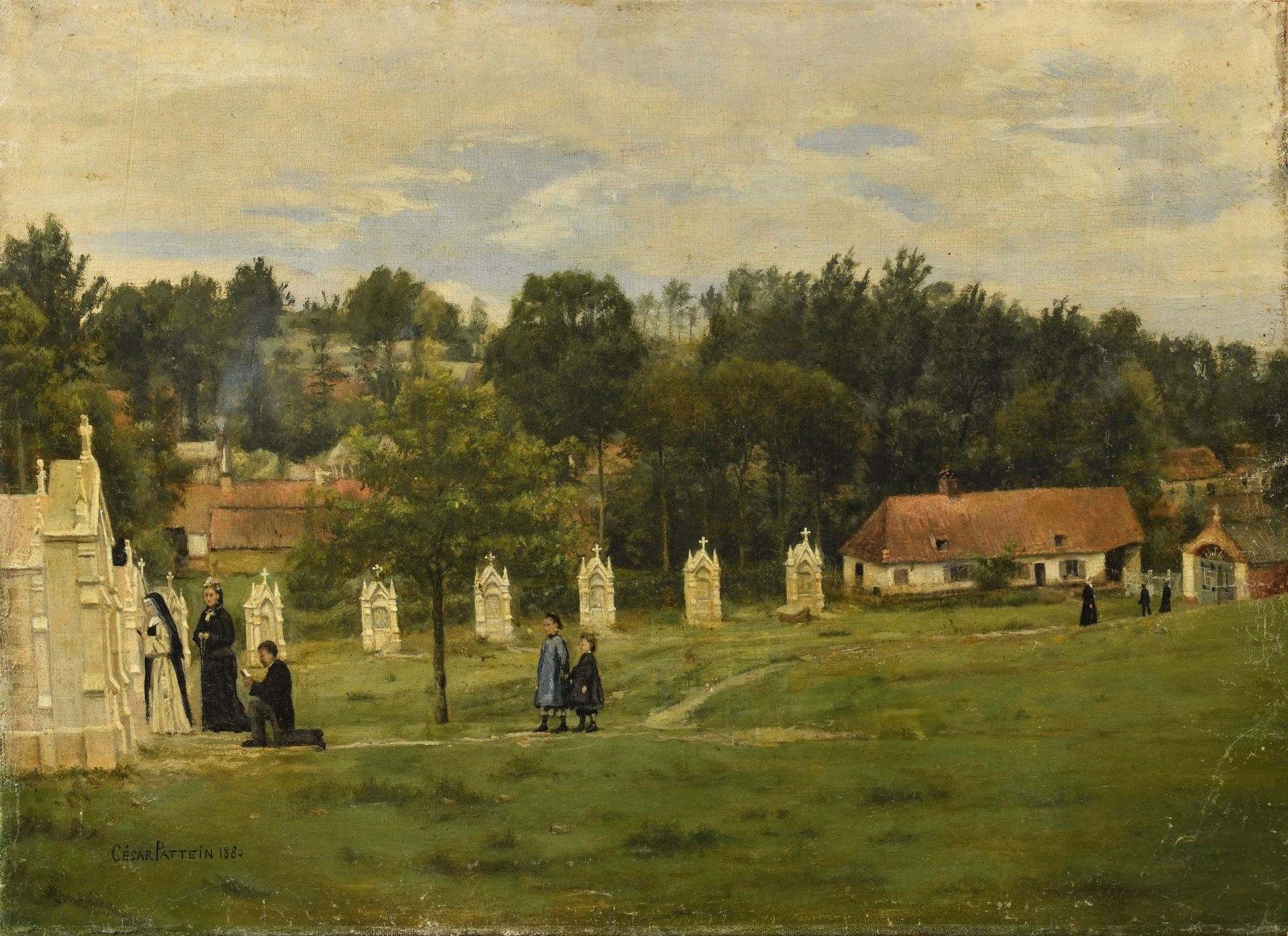
Le chemin de croix vu par le frère de Gustave, le peintre César Pattein en 1880
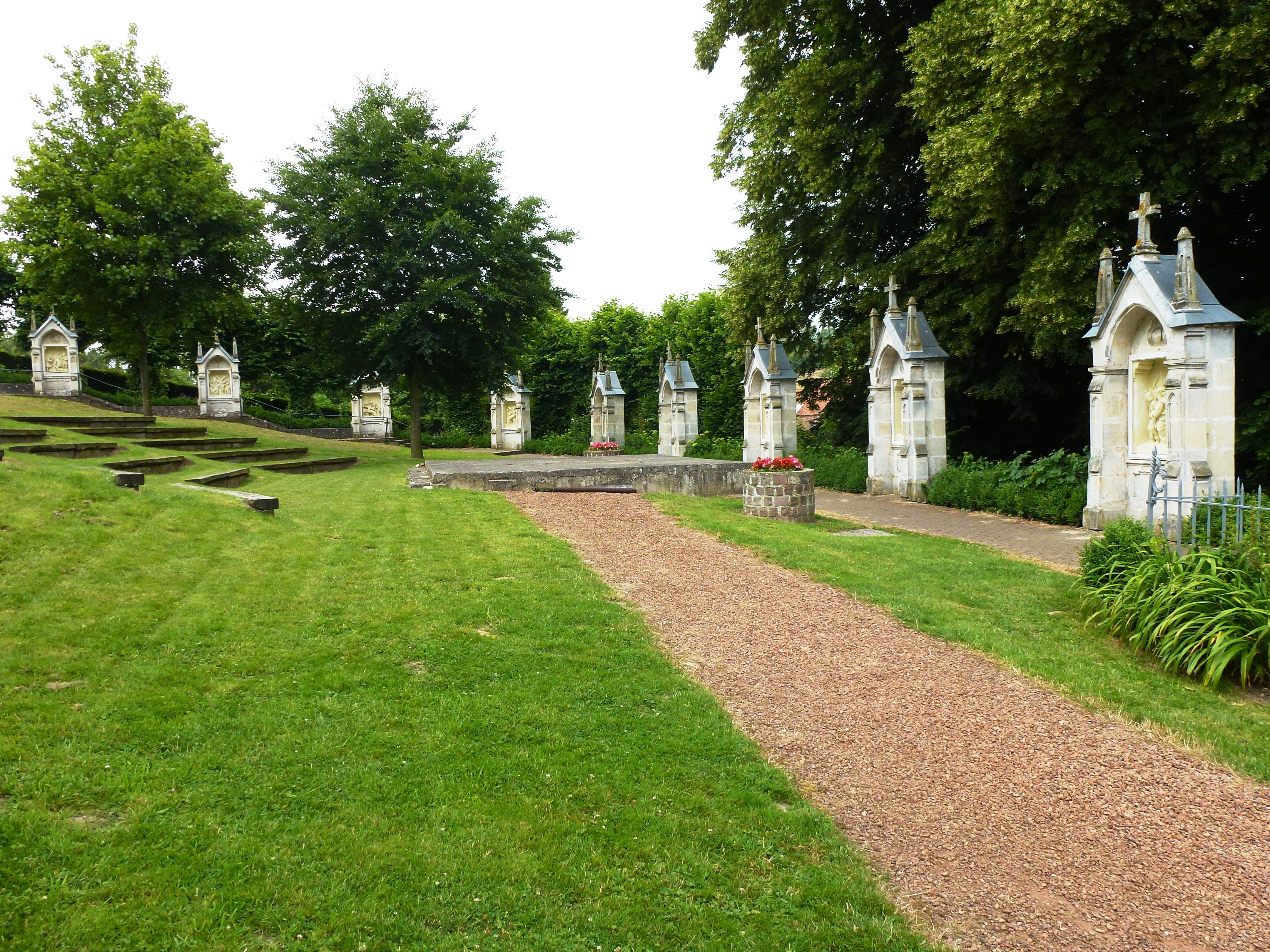
Vue d'ensemble en 2013 avec les pinacles modifiés.
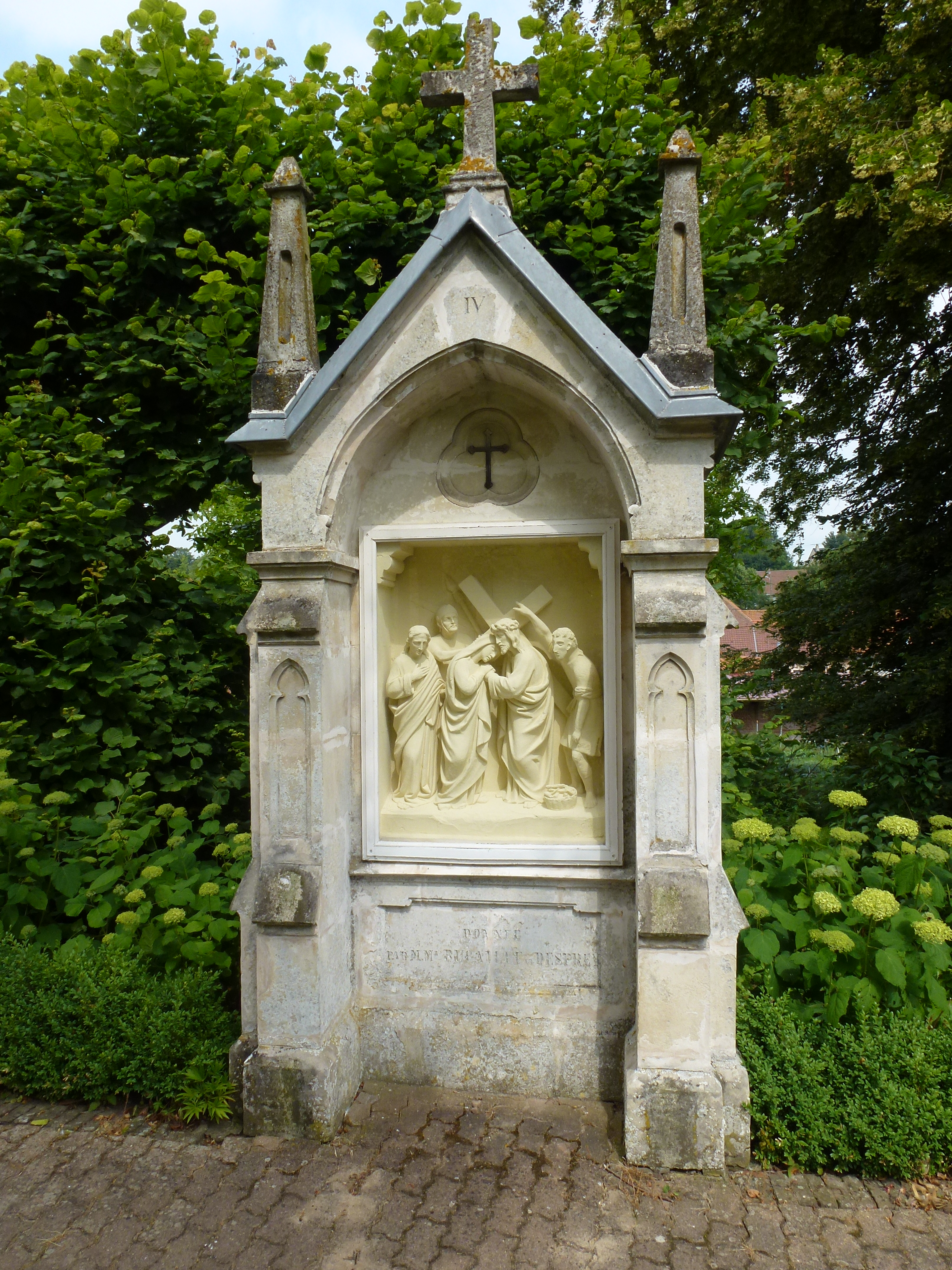
Station IV, Jésus rencontre sa mère

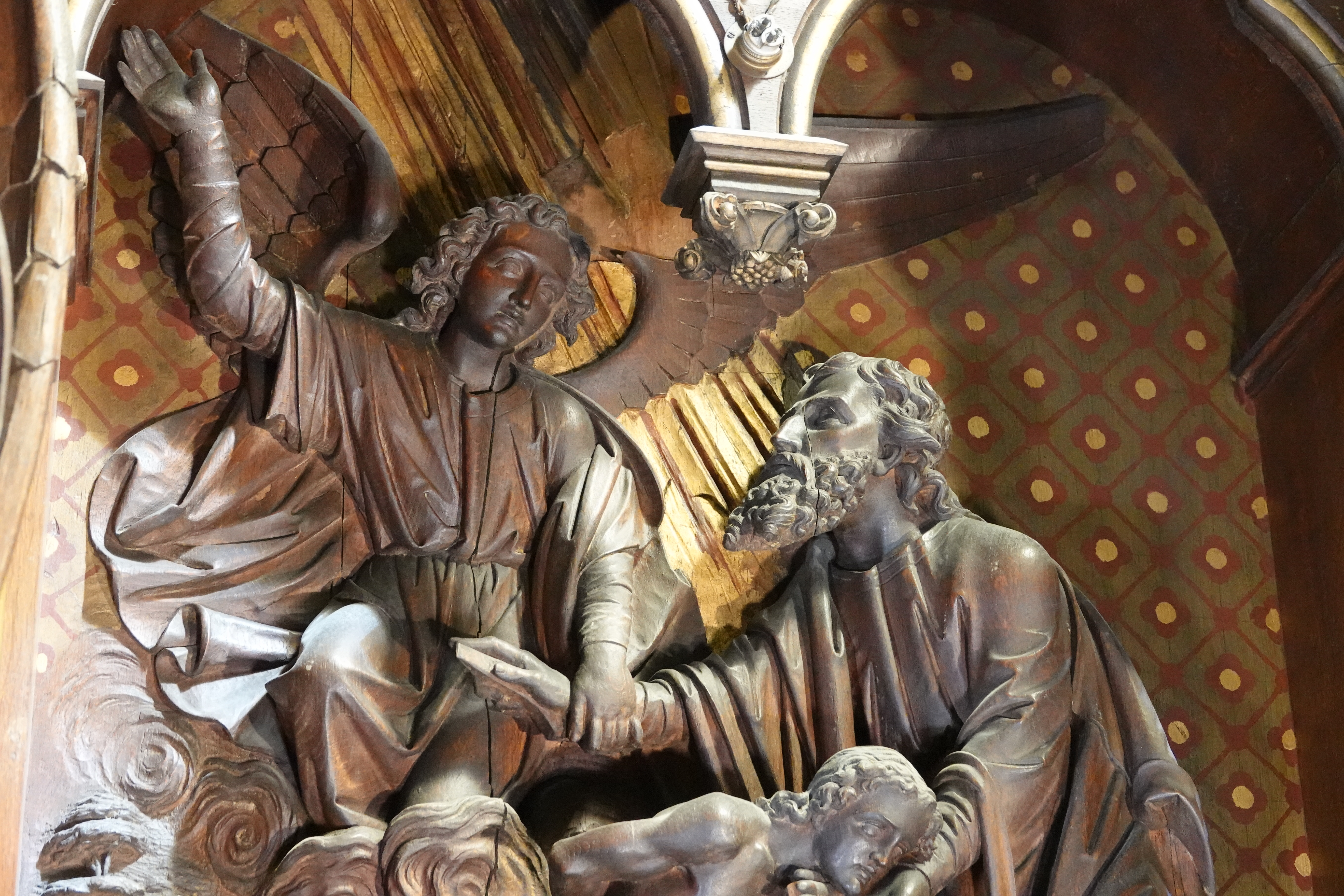
Le sacrifice d'Isaac, panneau du retable de l'Église Saint-Omer de Caëstre

Définitivement lancé dans sa carrière de sculpteur religieux, il enchaîne les travaux dans divers matériaux (pierre, marbre, bois) pour diverses églises du Nord de la France,, : ameublement de l'église de Caëstre, maître-autel de l'église Wez-Macquart, maître autel, banc de communion et stalles de l'église de Mortagne (1882),,.
Ces réussites dans la vie professionnelle s'accompagne également d'évènements heureux sur le plan personnel. Gustave se marie en 1875 avec Marie Wallaert, une modiste née en 1848. Ensemble, ils ont 5 enfants dont les naissances s'échelonnent de 1876 à 1882.
C'est probablement vers cette époque que son atelier est déplacé de la rue de la clef au no 22 de la rue de Saint-Omer à Hazebrouck (aujourd'hui rue de la sous-préfecture),,.

### 1885-1905: L'apogée

#### Le mobilier de l'église Notre-Dame-de-Lourdes d'Hazebrouck
Vers la fin des années 1880, il réalise un premier chef-d'œuvre en sculptant le mobilier de l'église Notre-Dame-de-Lourdes d'Hazebrouck,, : autels, banc de communion, chaire, stalles, confessionnaux, fonts baptismaux et tribune et buffet d'orgue (cf. section Œuvres). Le travail demande plusieurs années et le buffet de l'orgue n'est inauguré qu'en 1895,. Paul Parisis, journaliste et auteur d'un article biographique sur Pattein, loue "l'originalité puissante" et "la poésie ardente et évocatrice" de l'œuvre réalisée.

Malheureusement, l'église est bombardée lors de la Seconde Guerre mondiale et est complètement détruite. La nouvelle église reconstruite en 1959 conserve néanmoins des éléments qui ont pu être récupérés, principalement dans sa crypte.

Œuvres de Pattein pour l'église Notre-Dame-de-Lourdes d'Hazebrouck
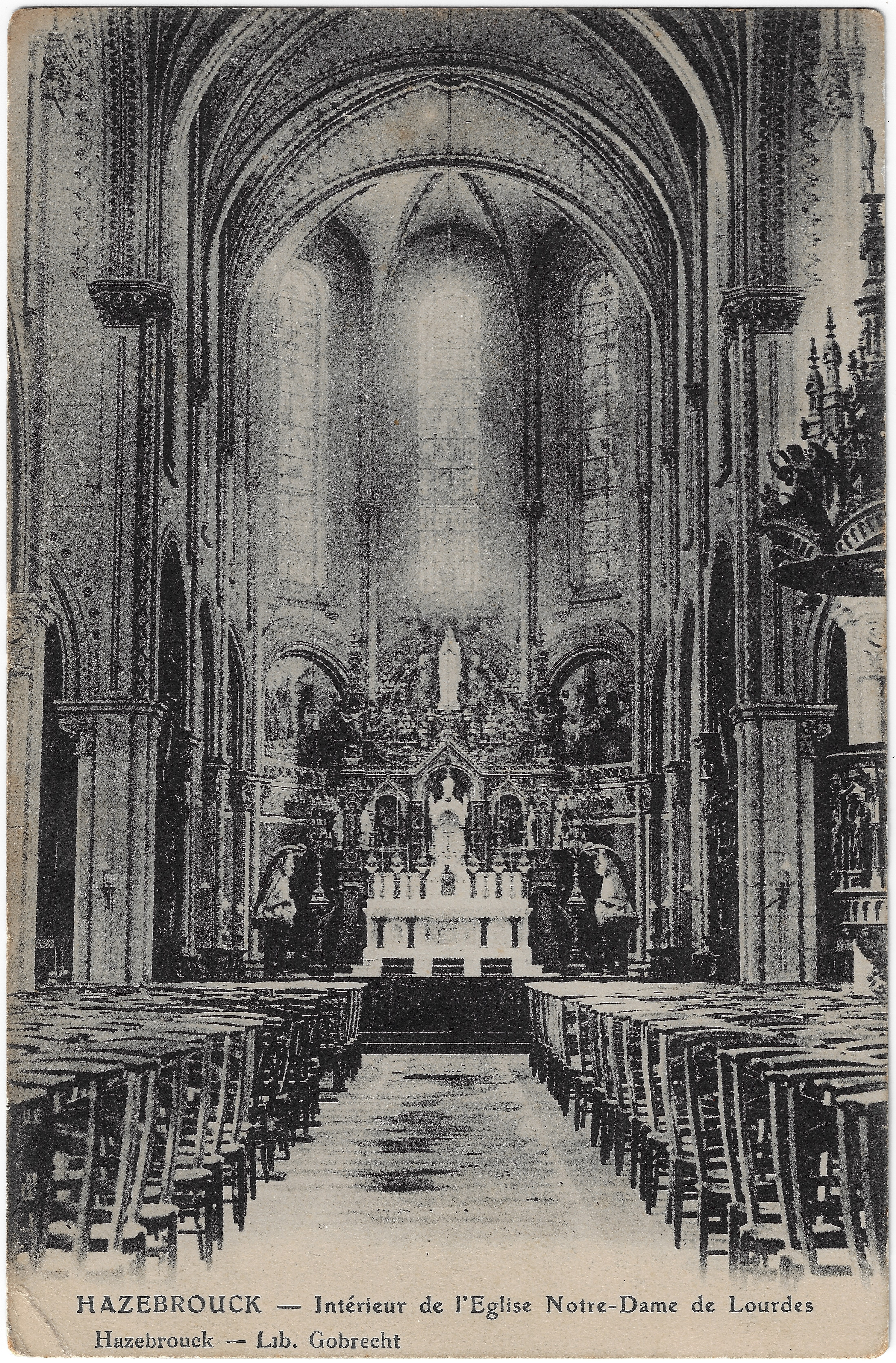
Intérieur de l'ancienne église Notre-Dame-de-Lourdes d'Hazebrouck
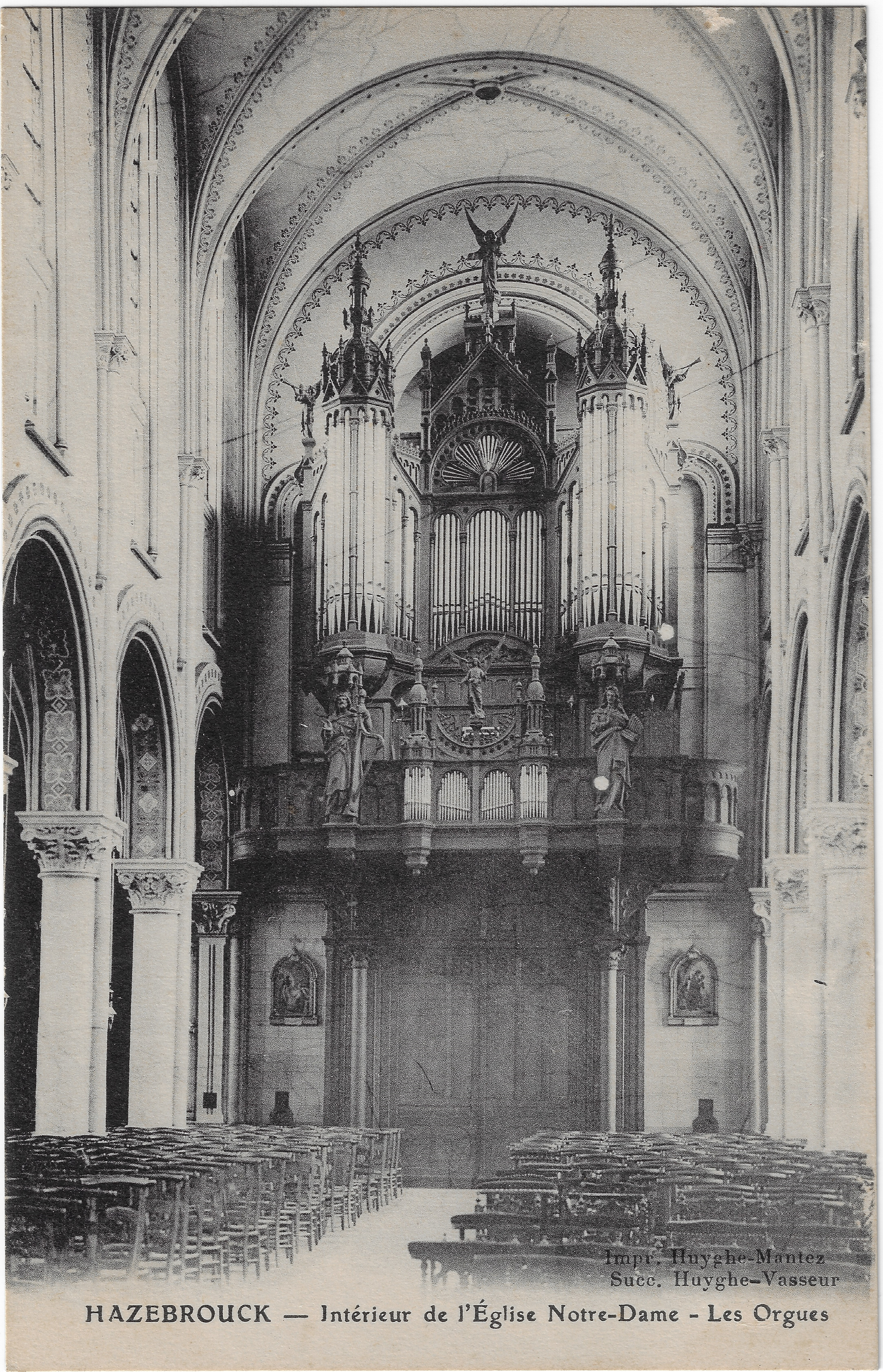
Le buffet d'orgue (détruit)
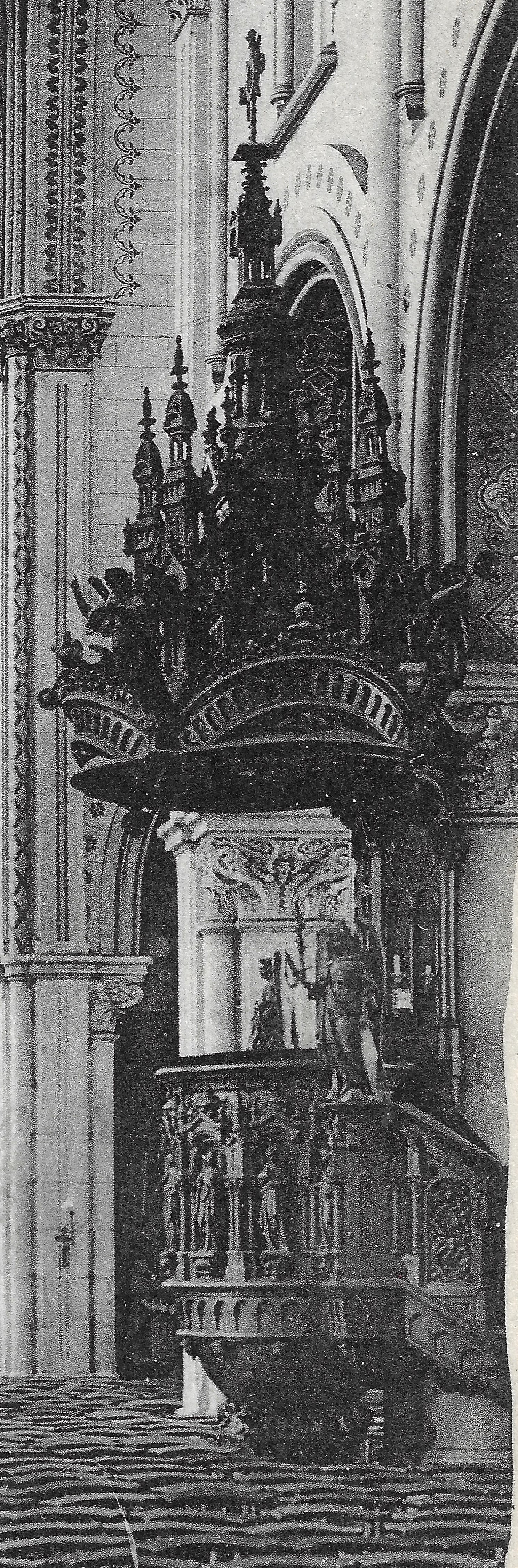
La chaire (en partie détruite)
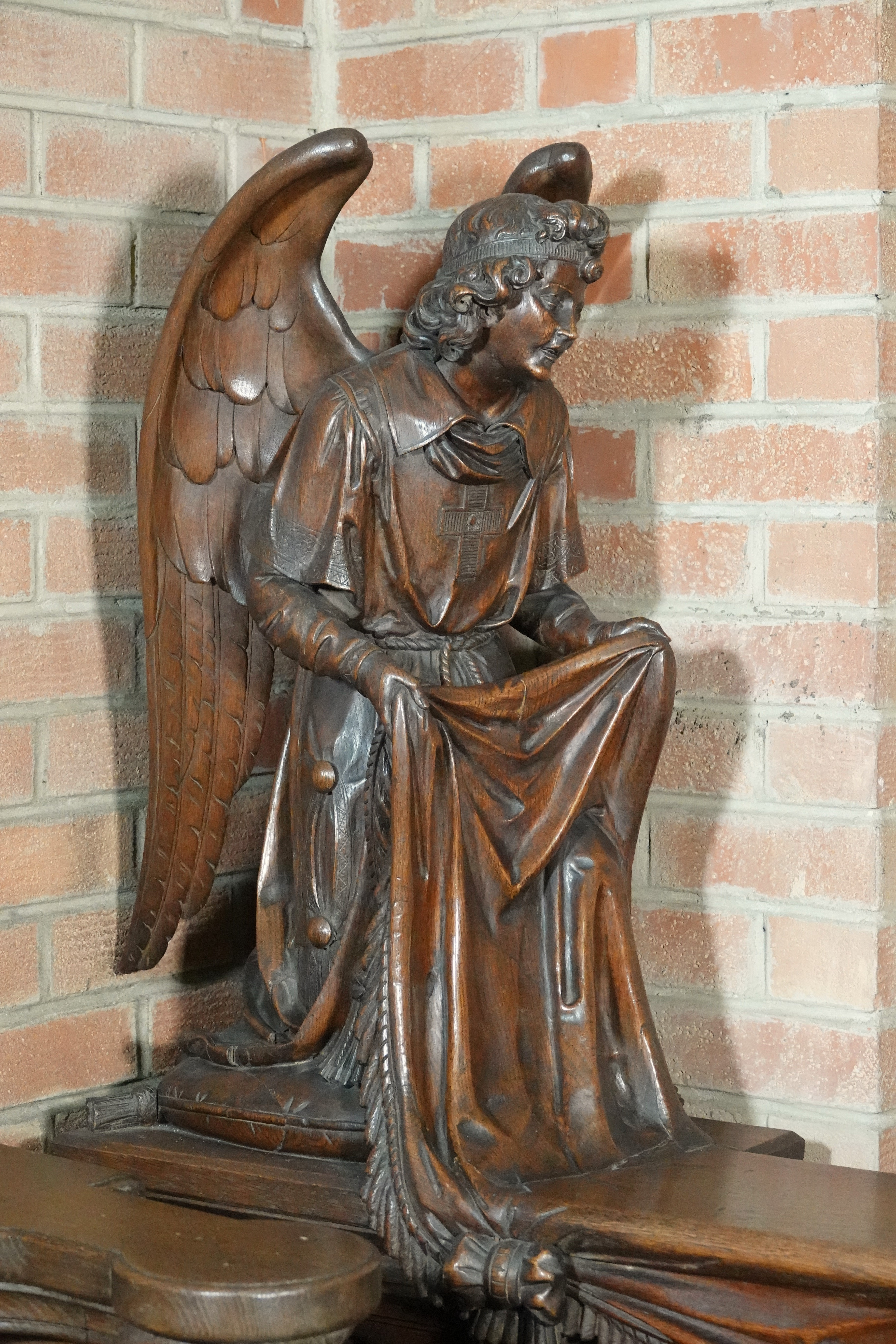
Ange tenant la nappe, extrémité du banc de communion
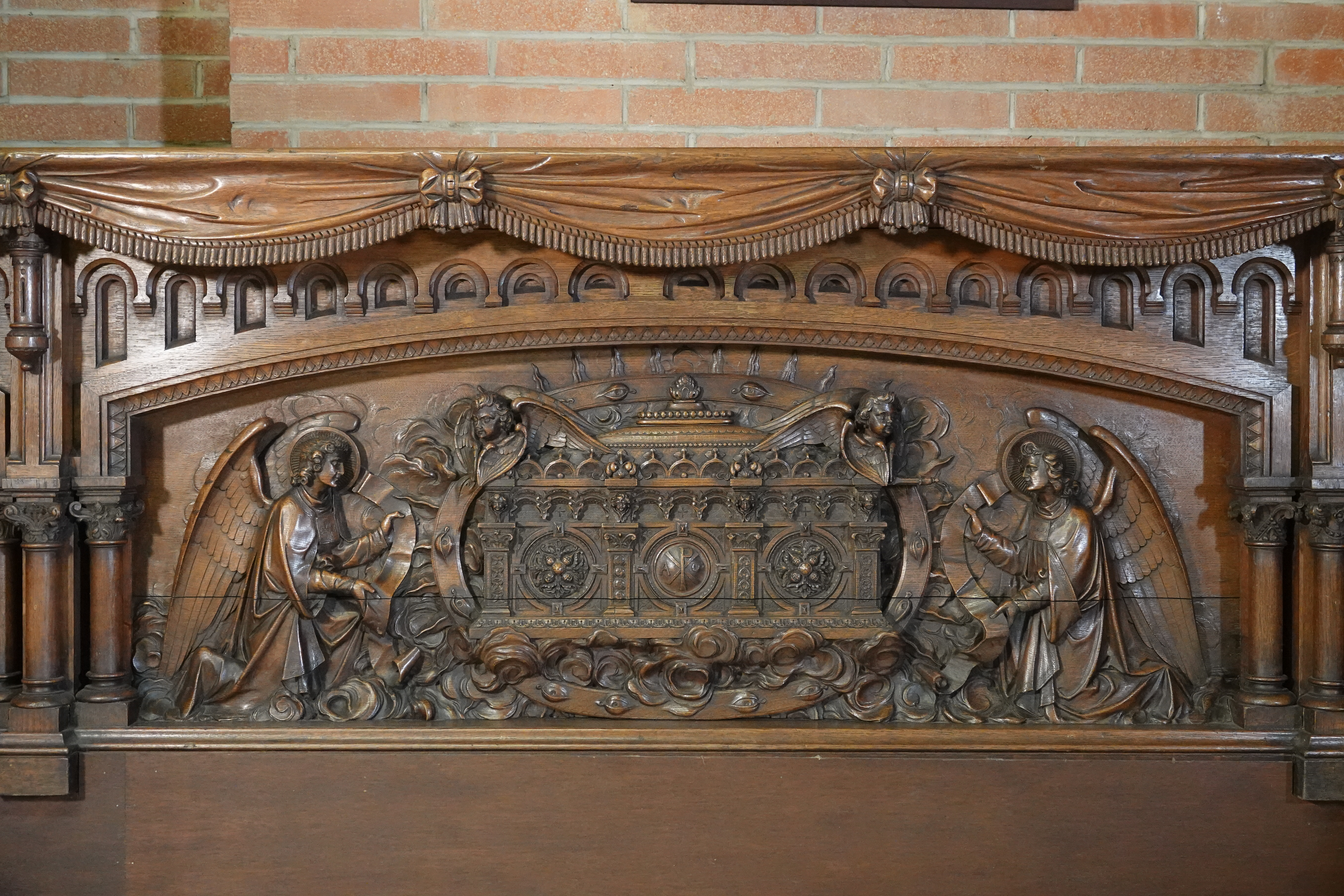
Anges gardant l'Arche d'alliance sur le banc de communion
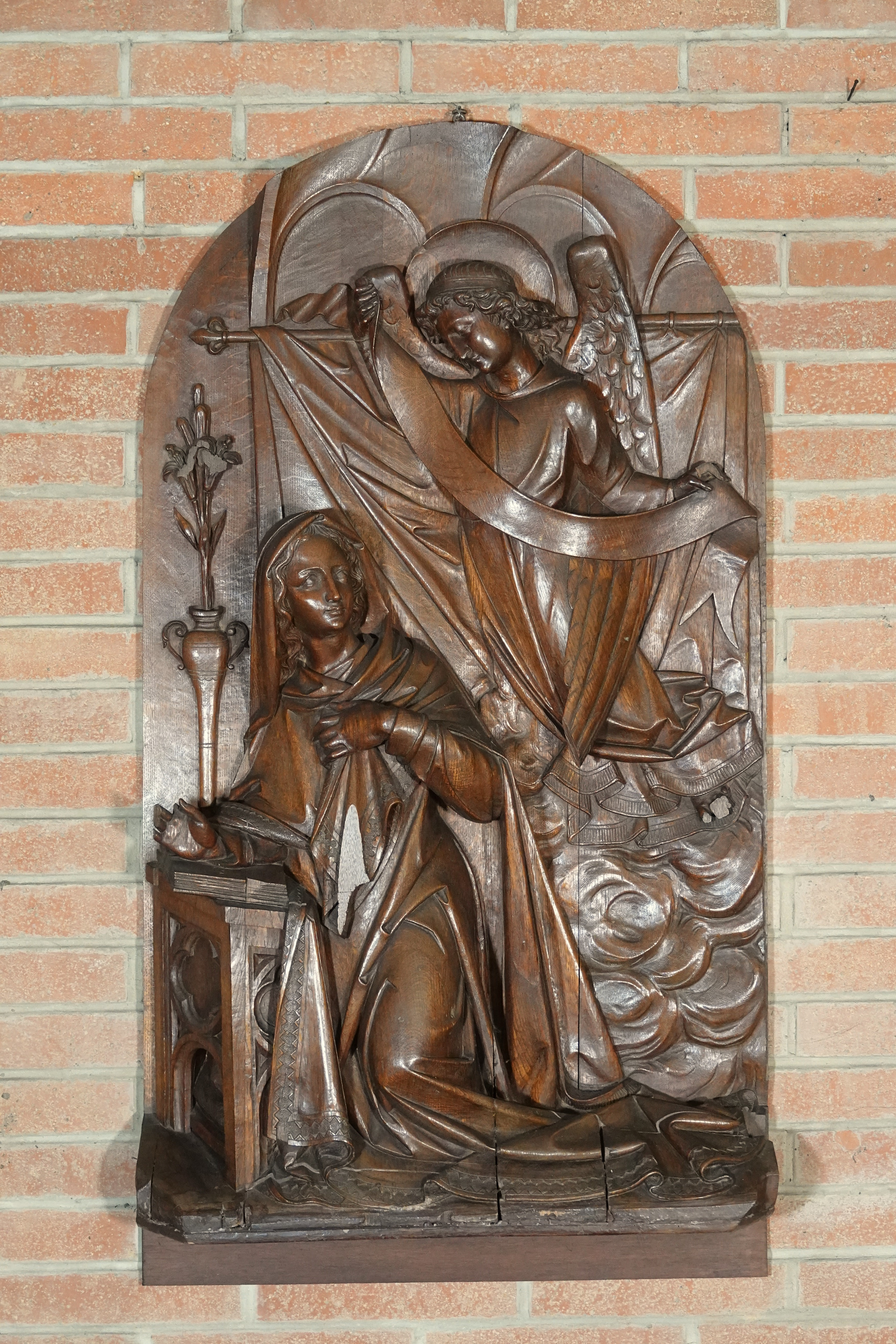
Haut relief provenant du maître-autel, l'Annonciation

#### Un acte "héroïque"
Le 12 mars 1891, alors qu'il se trouve en gare d'Achiet-le-Grand pour se rendre à l'église d'Achiet-le-Petit afin d'y porter des stalles, il sauve la vie d'une femme qui manque de tomber sur les voies. L'incident est rapporté dans les nouvelles locales.

#### Le mobilier de l'abbatiale du Mont des Cats
De 1893 à 1898, il conçoit et sculpte le mobilier de l'abbatiale du Mont des Cats,,,. Il obtient le marché à la suite d'un concours qu'il remporte devant plus de vingt compétiteurs français et belges,,. L'ensemble, malheureusement détruit lors de la première guerre mondiale, suscite l'admiration de tous. Il réalise un jubé et ses autels, 107 stalles pour les frères, le maître autel et le trône abbatial,,,. Un critique écrit : 

« Il a le secret de produire des silhouettes originales ; celles de l'autel majeur avec ses reliefs et ses arcs boutants ornés, celles du splendide jubé accosté de ses deux autels, en sont la preuve. Que de détails et quelle harmonie dans cet ensemble ! Quelle richesse sans profusion, quel bon goût et comme le style de l'édifice est scrupuleusement respecté dans ces ornementations ! »

Abbatiale du Mont des Cats, mobilier (1893-1898)
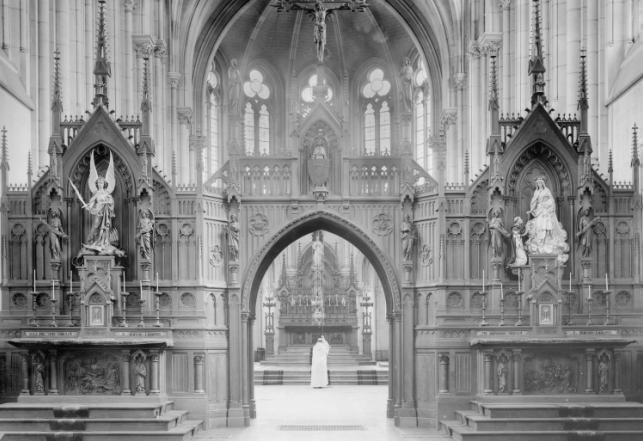
Jubé (clôture monastique) vu depuis la nef
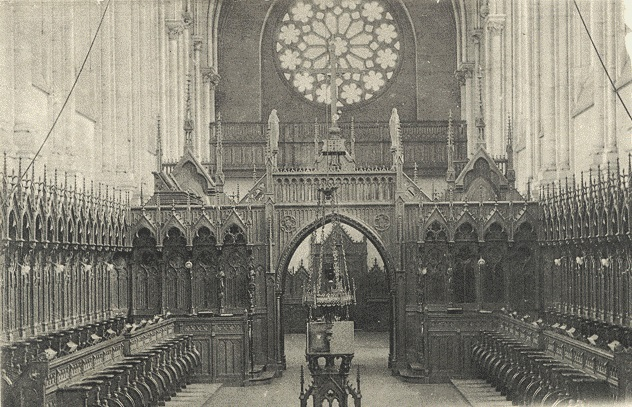
Jubé (clôture monastique) vu depuis le chœur
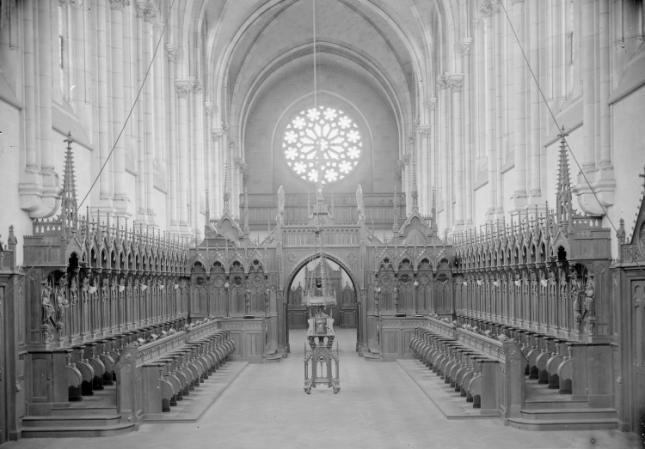
Jubé et stalles (clôture monastique) vu depuis l'autel
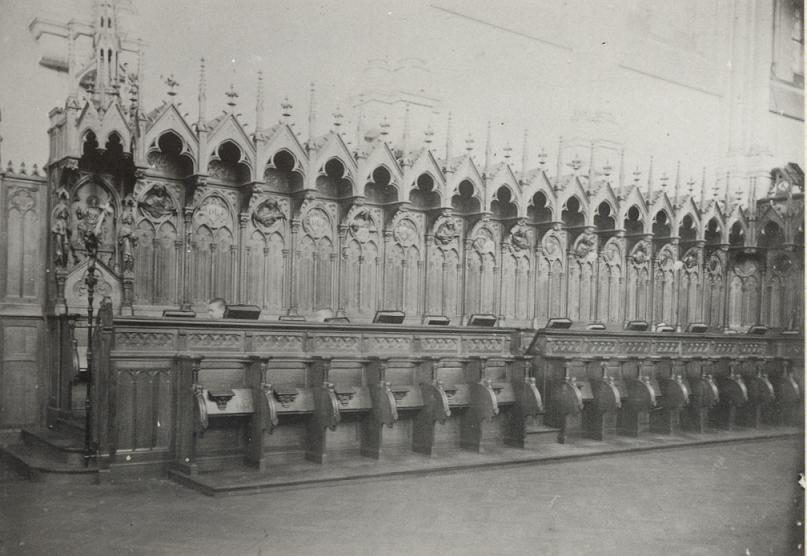
Stalles
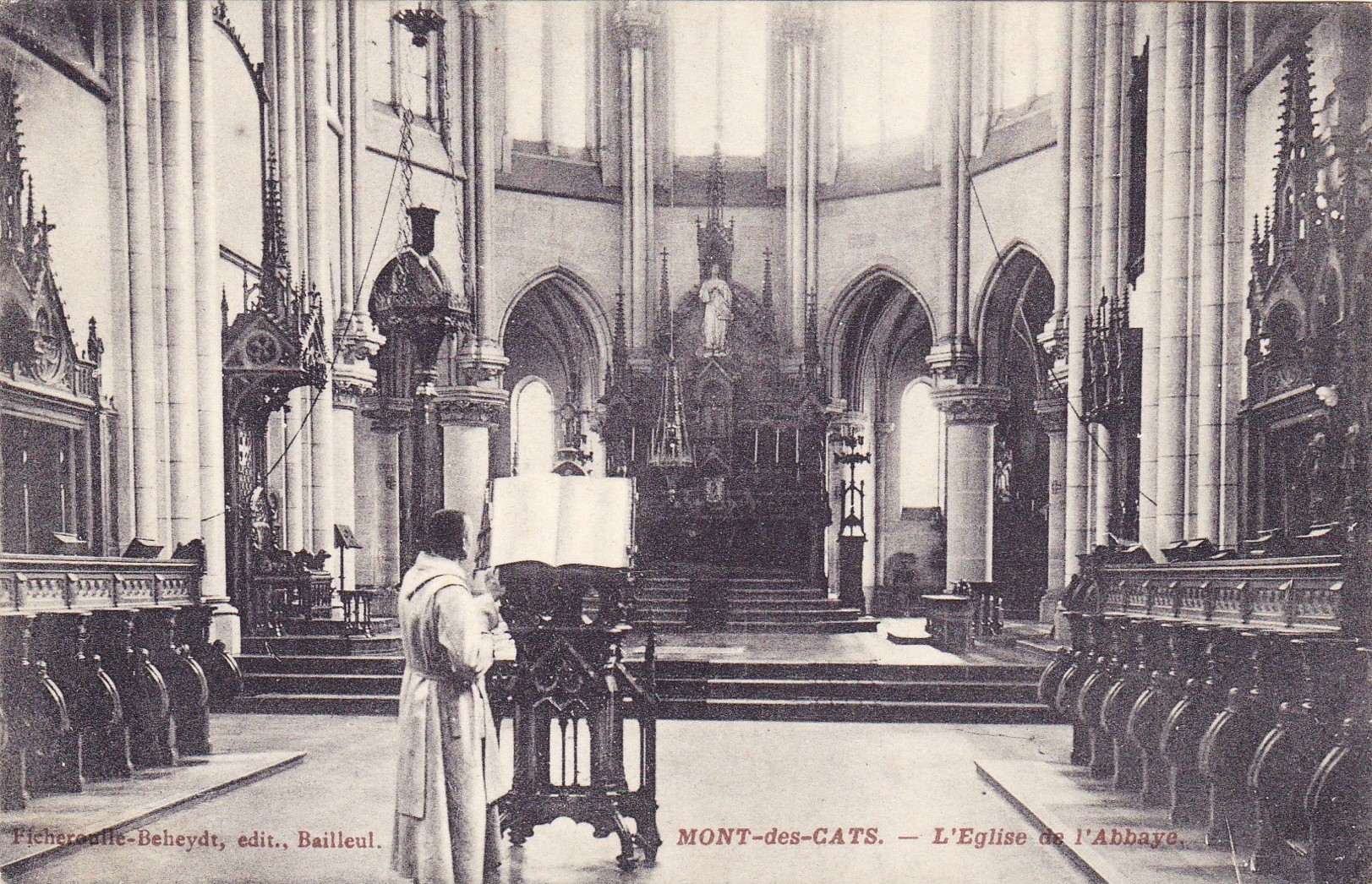
Vue du chœur (stalles, trône, autel)

#### Le mobilier de l'église Saint-Sauveur de Lille
Vers 1899, il remporte le concours pour la fabrication du mobilier de la nouvelle église Saint-Sauveur de Lille,,, dont l'architecte est Louis Delemer. Il y produit la chaire,, le banc de communion,, les confessionnaux, les stalles, le baptistère et probablement le buffet de l'orgue,,.

La chaire est la pièce la plus impressionnante. La cuve est formée par le globe terrestre écrasant le démon tandis que l'abat-voix supporte les triomphes du Christ et de l'Église,,. Sur les confessionnaux, les péchés personnifiés grimacent et les vices rampent,.

Mobilier de l'église Saint-Sauveur de Lille
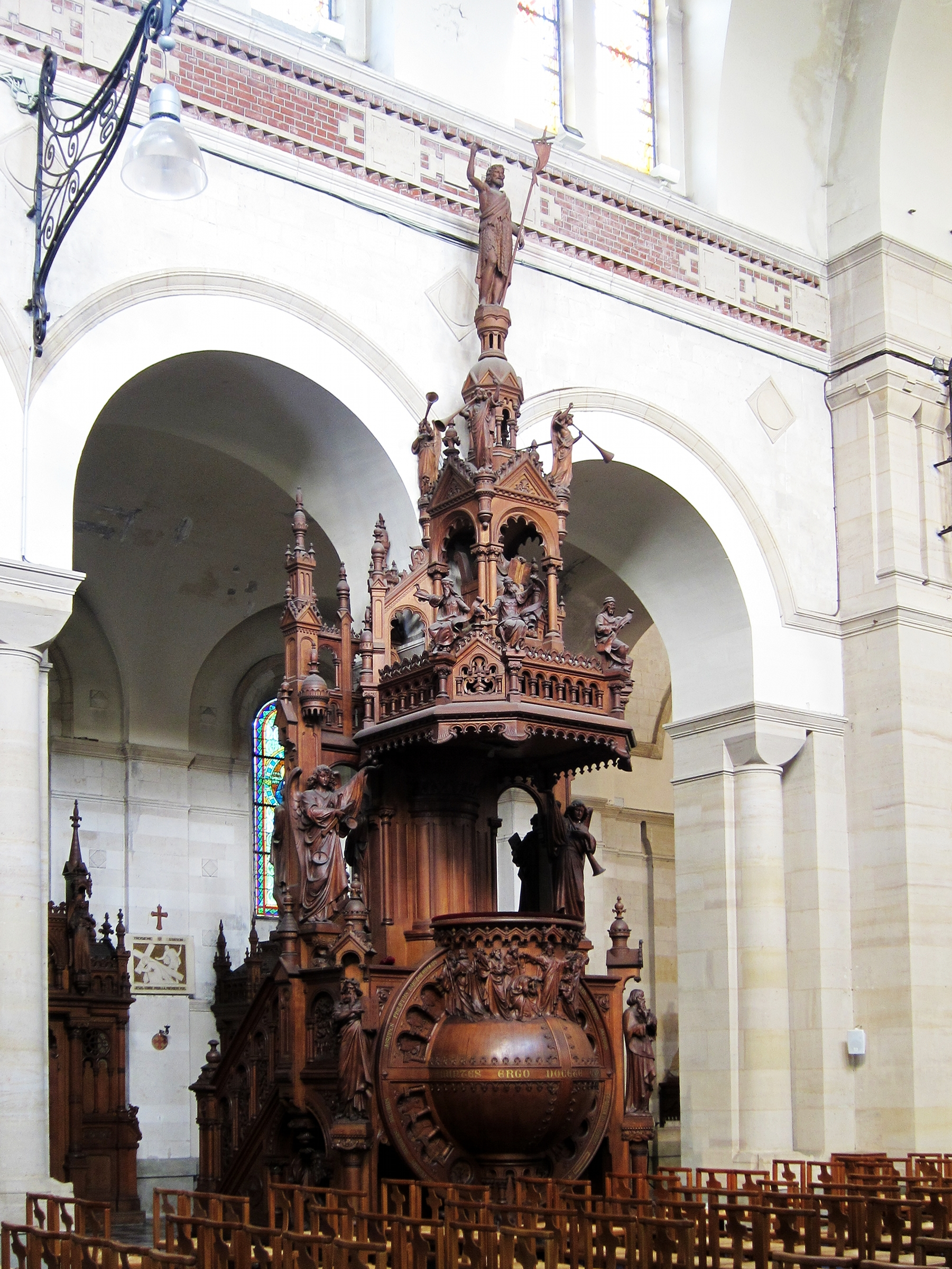
Chaire
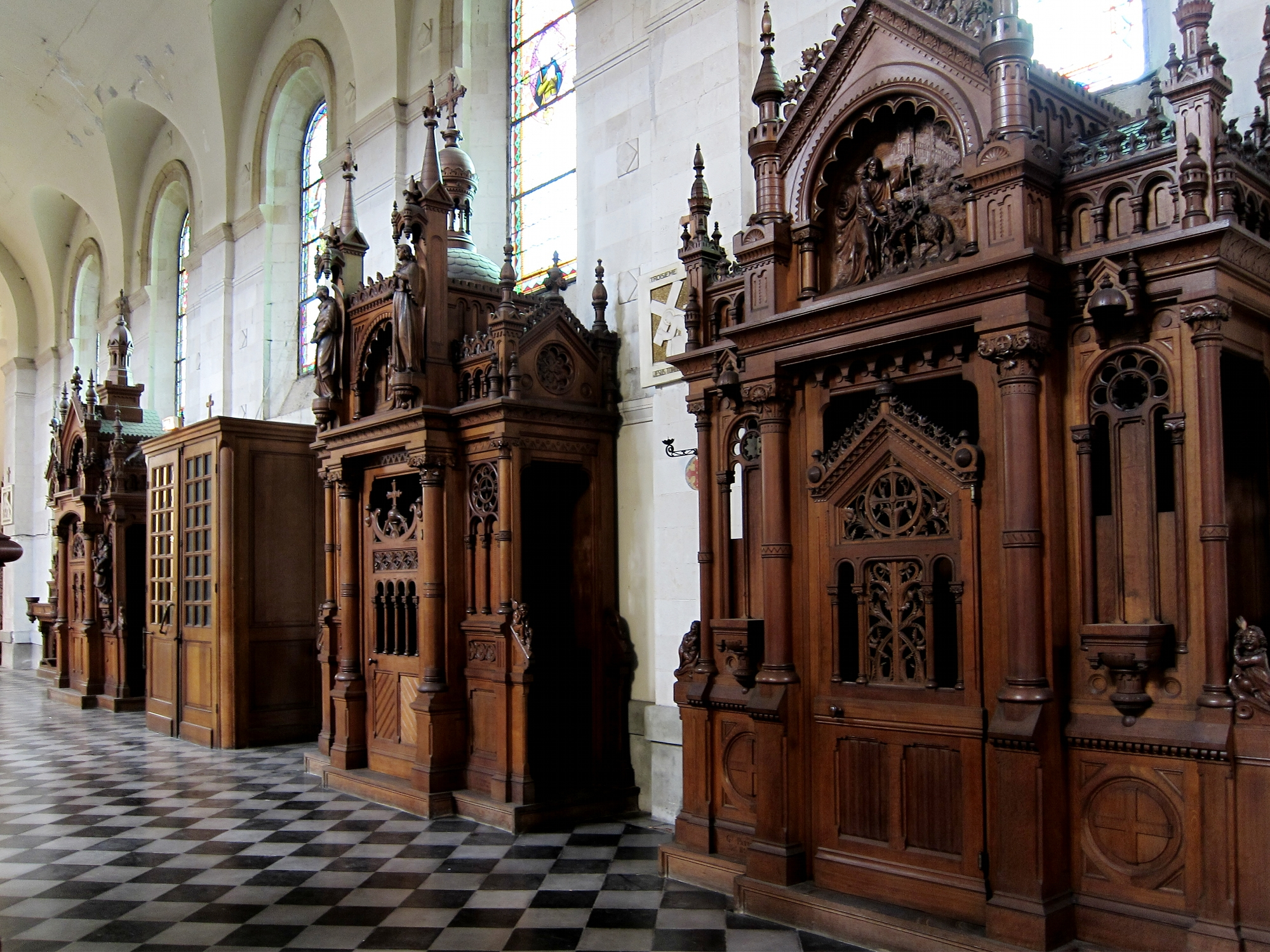
Confessionnaux
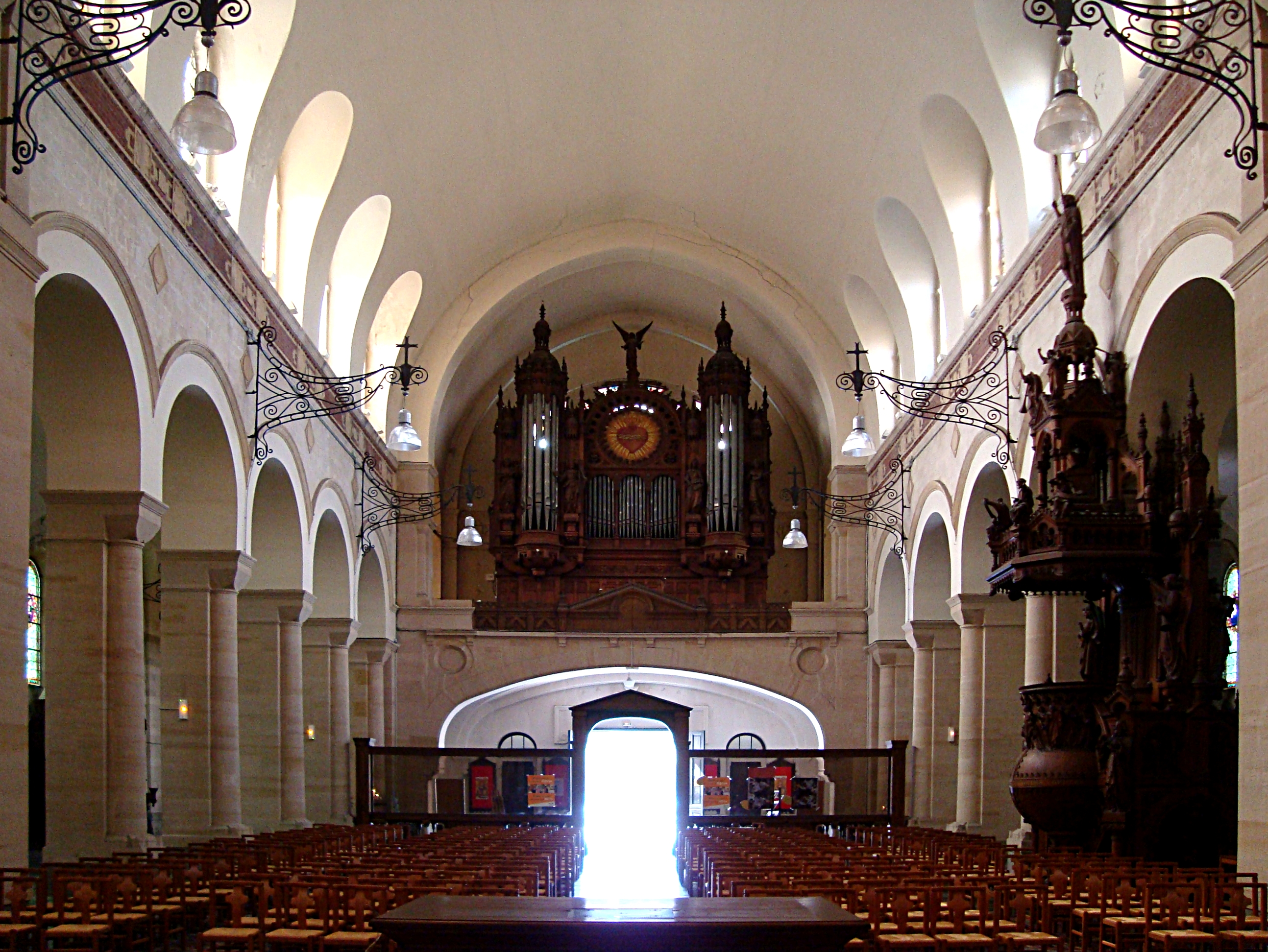
Tribune et buffet d'orgue

Si l'auteur étonne ses contemporains par son imagination, il surprend également par son souci du détail et de la finition,. Gaspard Van den Bussche décrit son travail de la manière suivante, : 

« Que l'on examine les traits de n'importe laquelle des statues qui ornent à profusion...on sera confondu de leurs variétés, de leur caractère, conforme à la tradition qui leur est propre, de leur expression même. Les ermites dissimulés sous la chaire en des sortes de caveaux, le Christ, le Pape, les apôtres, les évangélistes, quelles admirables pièces de sculpture dont chacune est en soi une œuvre vivante et parachevée...on reste stupéfait en songeant au prestigieux dessinateur qui a d'abord jeté sur le papier ce monde de figures conçues par son génie et puis l'a fait surgir en ces formes parfaites. »

 La gloire de Gustave Pattein est alors maximale,, et son atelier rue de Saint-Omer emploie une cinquantaine de personnes,,. En 1900, afin de le remercier de son travail pour l'église Saint-Sauveur, le pape Léon XIII le nomme chevalier de l'ordre de Saint-Grégoire-le-Grand,,,,. Cette même année, il est élu pour la première fois conseiller municipal.

### 1902-1914: Premières turbulences et engagement politique
Le ciel radieux s'assombrit brusquement en 1902. Son épouse décède le 1er septembre à l'âge de 55 ans. Il en est probablement profondément affecté.
En 1905, la loi de Séparation de l'Église et de l'État est votée. Cela impacte fortement, bien qu'indirectement, l'activité de Gustave,,. En effet, le budget des paroisses diminuent drastiquement car elle ne sont plus financées par le pouvoir public. Les commandes se raréfient. Pattein doit licencier la majorité de son personnel,,. Il s'oriente alors vers des commandes civiles : salles à manger, chambres à coucher, cheminées…

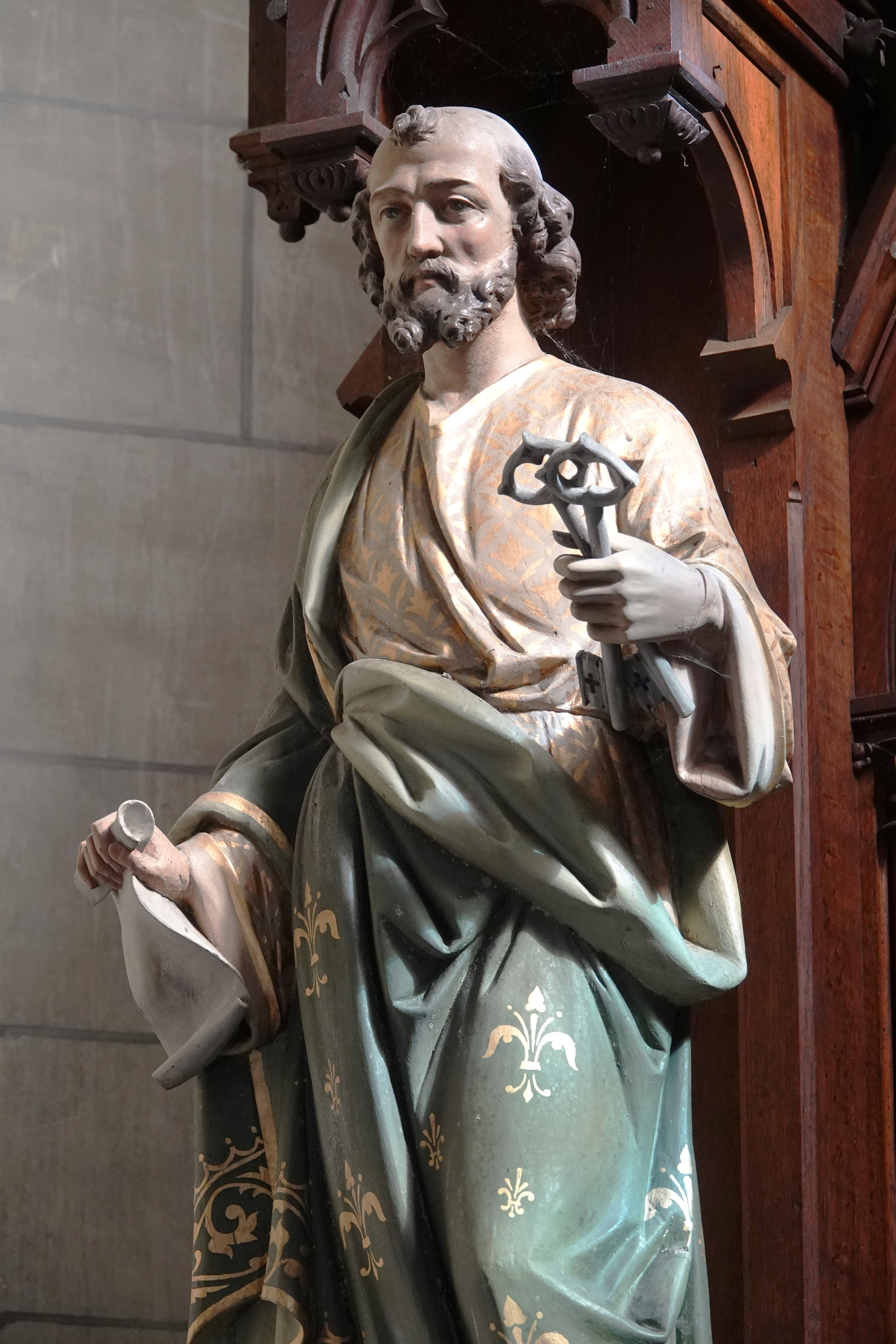
Statue de Saint Pierre dans l'Église Saint-Pierre de Godewaersvelde (1907)

Les décès familiaux s'enchaînent ensuite. Sa belle mère meurt en 1907, sa mère en 1908 et sa deuxième fille en 1912 à l'âge de 35 ans. Elle laisse derrière elle un jeune enfant.
Déjà conseiller municipal d'Hazebrouck, ami du maire Eugène Warein, il devient son adjoint en mai 1912,,. Il le reste jusqu'en mai 1914,. Il s'est engagé pour s'occuper plus particulièrement des travaux publics. Dans ce cadre, il conçoit un projet de passage supérieur destiné à remplacer le passage à niveau de la rue de la Clef et à rapprocher le quartier Notre-Dame, du centre de la cité,,.

Pour Steenvoorde, sa ville natale, il livre les plans et les dessins du Monument aux morts en 1913,,,,,

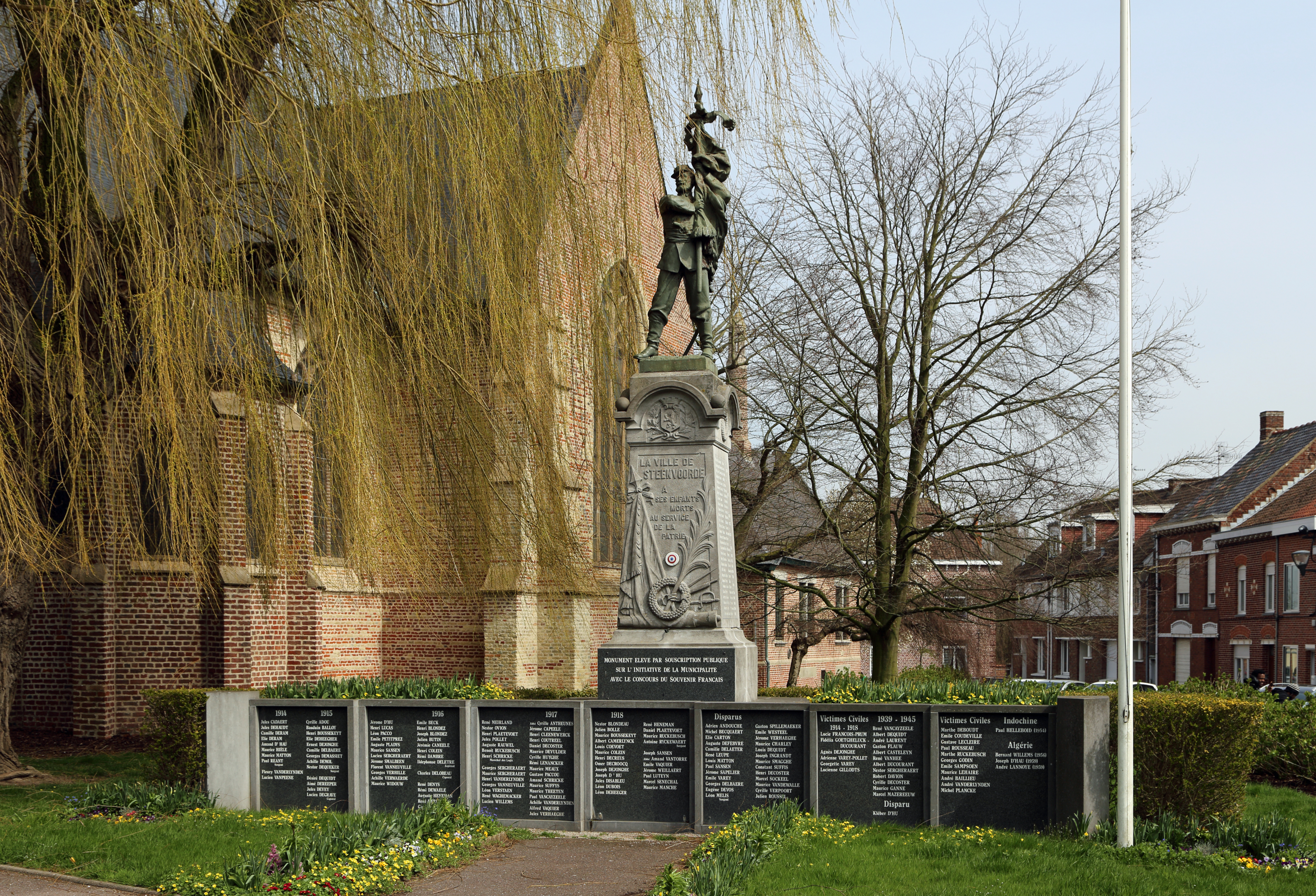
Monument aux Morts de Steenvorde (1913). Pattein fournit le pilier.

Parallèlement à ses nouvelles activités politiques, il redouble d'efforts pour développer à nouveau l'atelier et il y parvient,,. Son nom est alors parfois associé à celui de son élève et collaborateur, Pierre Vanbesien.

### 1914-1918: engagement patriotique et destruction de l'atelier.
Lorsque la Première Guerre mondiale commence, Pattein est déjà trop vieux pour combattre,,. Néanmoins, il ne veut pas rester inactif,,. Dès 1914, il propose à l'armée "un périscope des plus pratiques qui pouvait rendre de grands services et surtout éviter des pertes inutiles". Puis, il découvre un moyen de repérer les canons ennemis par leurs lueurs,,. Pattein fait part de son invention au sous-préfet, à l'état-major du maréchal Foch, à Cassel, et au ministère de la Guerre. Il en est remercié.
Enfin, il façonne, pour l'armée anglaise, les plans-reliefs des secteurs les plus importants du front occupé par les alliés,,.
Malheureusement, l'entreprise est bombardée,,. Un obus détruit les ateliers et les machines-outils tandis qu'un autre disperse des milliers d'études et de dessins. Les pertes sont énormes. De plus, les locaux sont occupés par des soldats qui dégradent et vandalisent tout. Pattein, lui, s'est exilé,,. Durant cette période, il peint des paysages et des portraits,,.

### L'après guerre: une difficile renaissance
Après la guerre, fidèle à son caractère opiniâtre et travailleur, il entame la résurrection de son atelier,,, notamment grâce aux dommages de guerre. Néanmoins, le temps a passé et Gustave est désormais un vieillard. Il n'a plus la force physique et mentale qu'il avait 40 ans plus tôt. Il confie donc la direction des ateliers à Pierre Vanbesien.
En 1919, il rencontre Paul Parisis pour la rédaction d'un article dans le Beffroi, une revue régionaliste. Il confie au journaliste sa souffrance morale d'avoir vu son atelier anéanti durant la guerre. Une photographie illustrant l'article le montre amaigri et fatigué, et il est probablement malade.
De plus, ses enfants sont partis. Pour lutter contre la solitude et l'aider dans ses tâches quotidiennes, il engage une domestique.

### Décès
Le samedi 20 décembre 1924, il assiste à deux funérailles et présente ses condoléances aux familles,. De retour chez lui, il prend son repas et est pris d'un malaise,. L'abbé Samsoen, vicaire, qui passait par là, lui administre les derniers sacrements et il meurt quelques minutes plus tard,. Les nécrologues évoquent une "congestion",, c'est-à-dire probablement une attaque cardiaque. Il avait 75 ans,,.

Les funérailles ont lieu le 26 décembre 1924 en l'église Saint-Eloi et il est inhumé au cimetière du même nom. Plusieurs personnalités assistent à la cérémonie dont son ami et ancien maire Eugène Warein, le député-maire l'abbé Jules-Auguste Lemire et le conseiller général Henri Degroote.

Tombe de Gustave Pattein au cimetière Saint-Éloi d'Hazebrouck en mai 2024
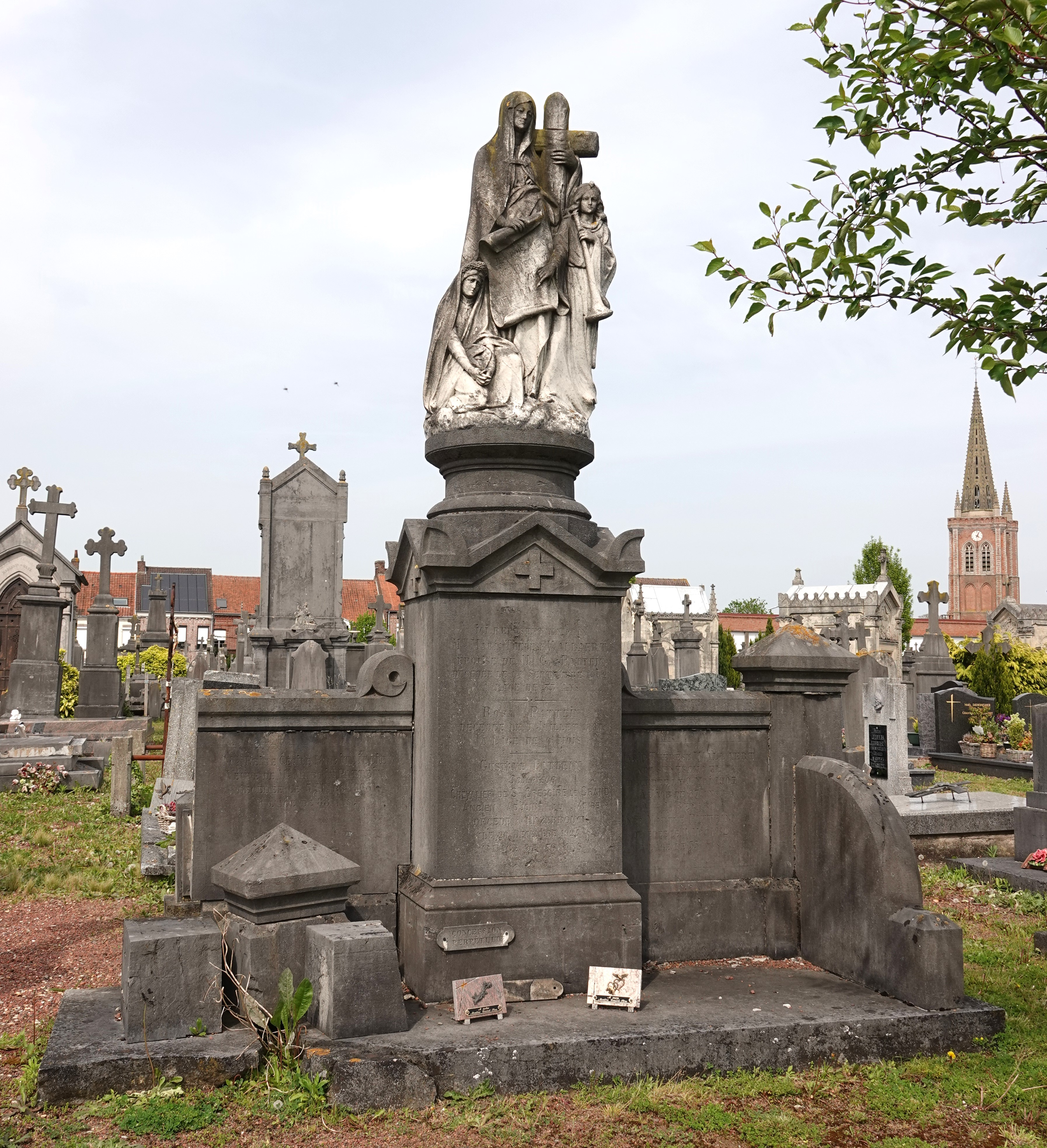
Vue générale
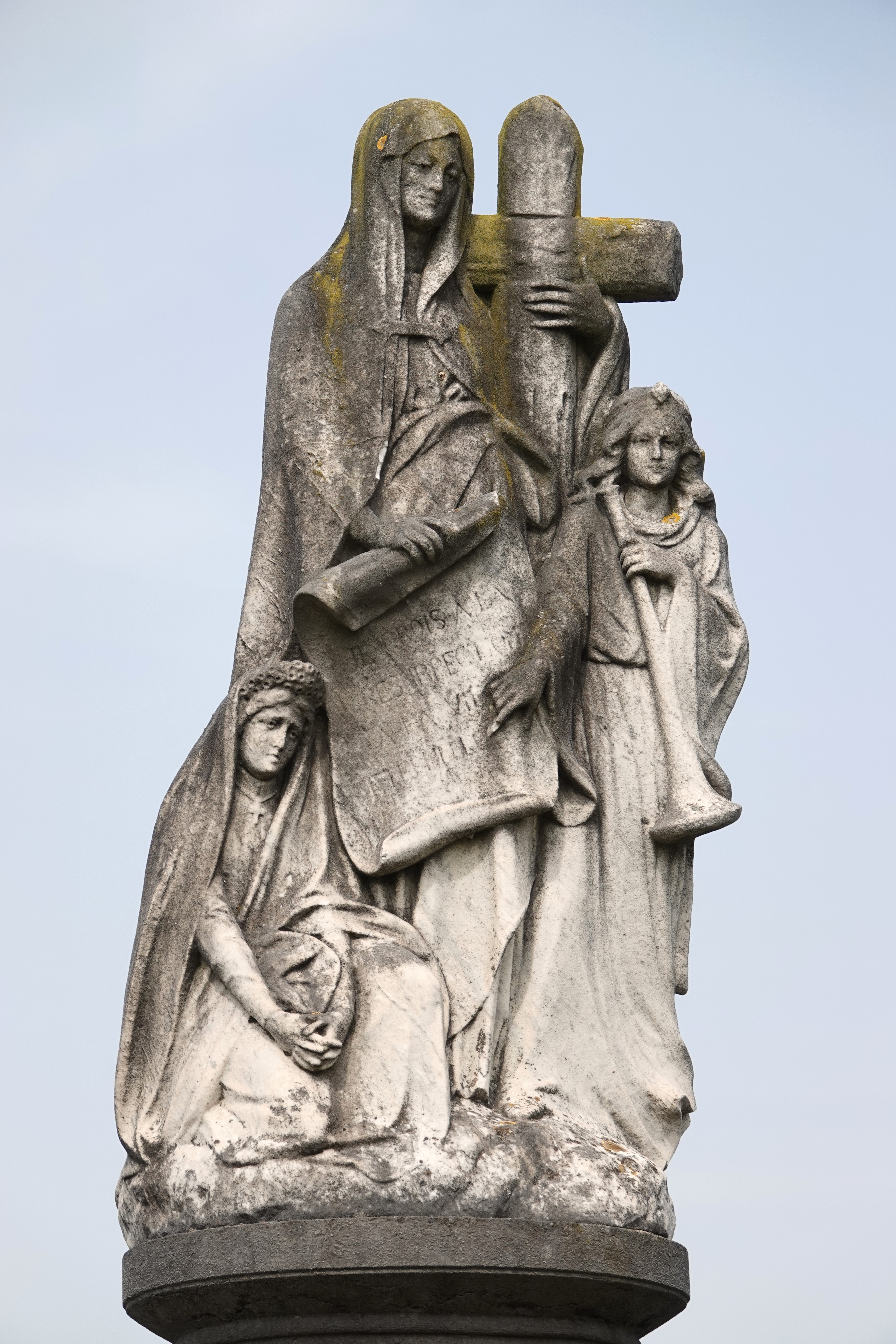
Sculpture : pleureuse, allégorie de la foi et ange du jugement dernier.
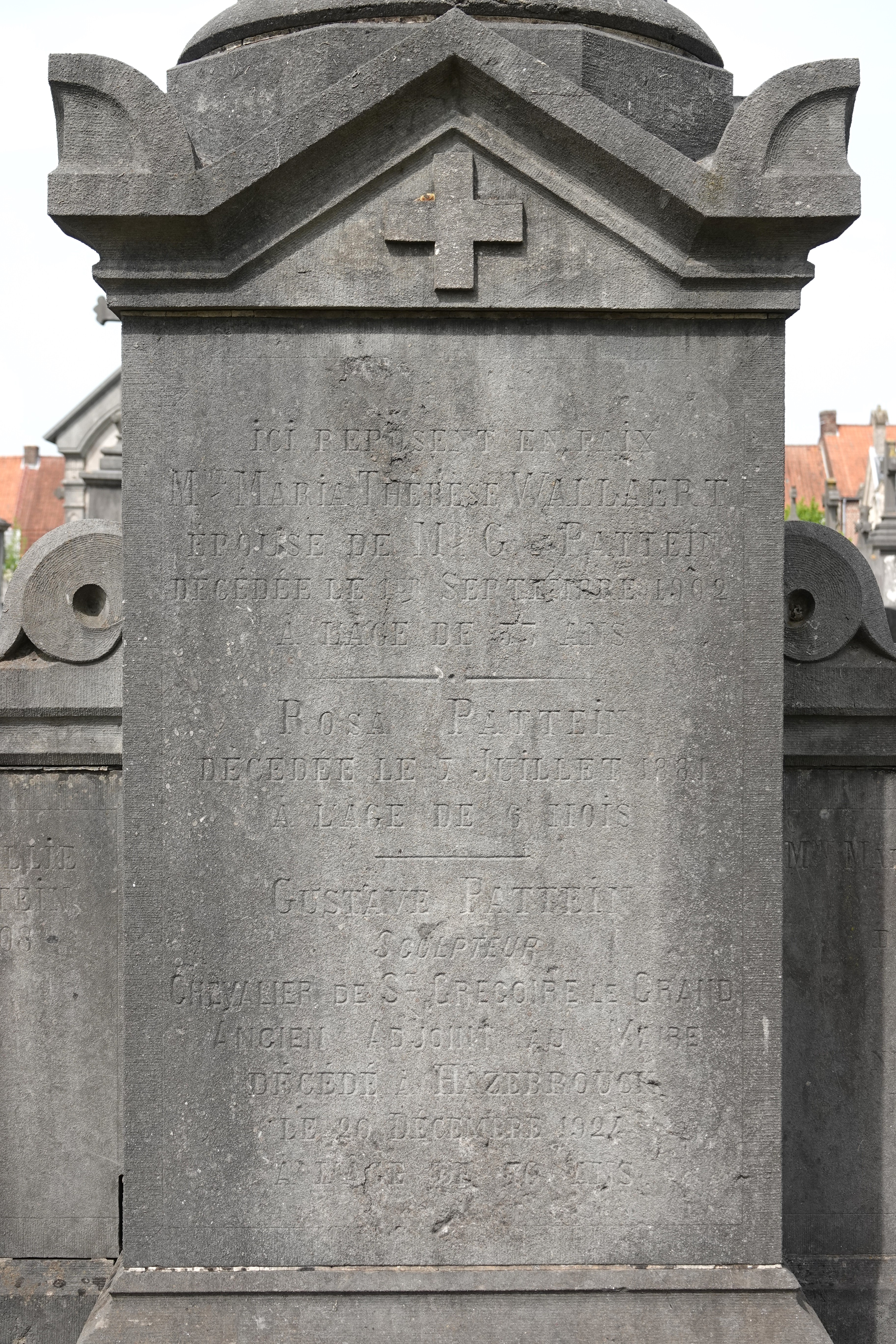
Epitaphe

Son entreprise est confiée à Pierre Vanbesien, "premier élève et digne continuateur",,. Celui-ci continue le travail jusqu'à la Deuxième Guerre mondiale,,. Il produit notamment des buffets d'orgue,, du mobilier pour l'église de Pérenchies ou encore le monument aux morts de l'église Saint-Eloi d'Hazebrouck.

Monument aux morts de l'église Saint Eloi d'Hazebrouck par Pierre Vanbesien
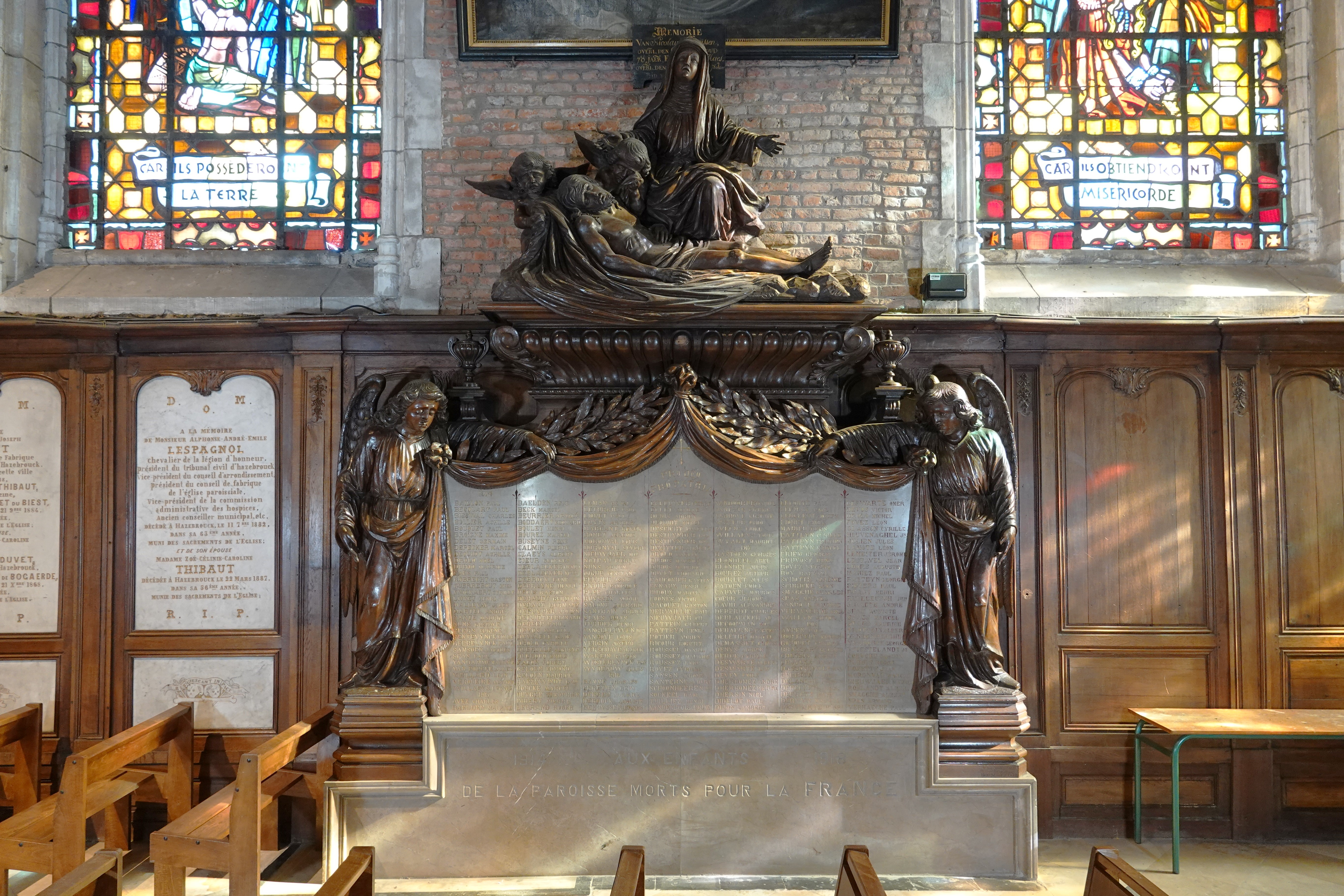
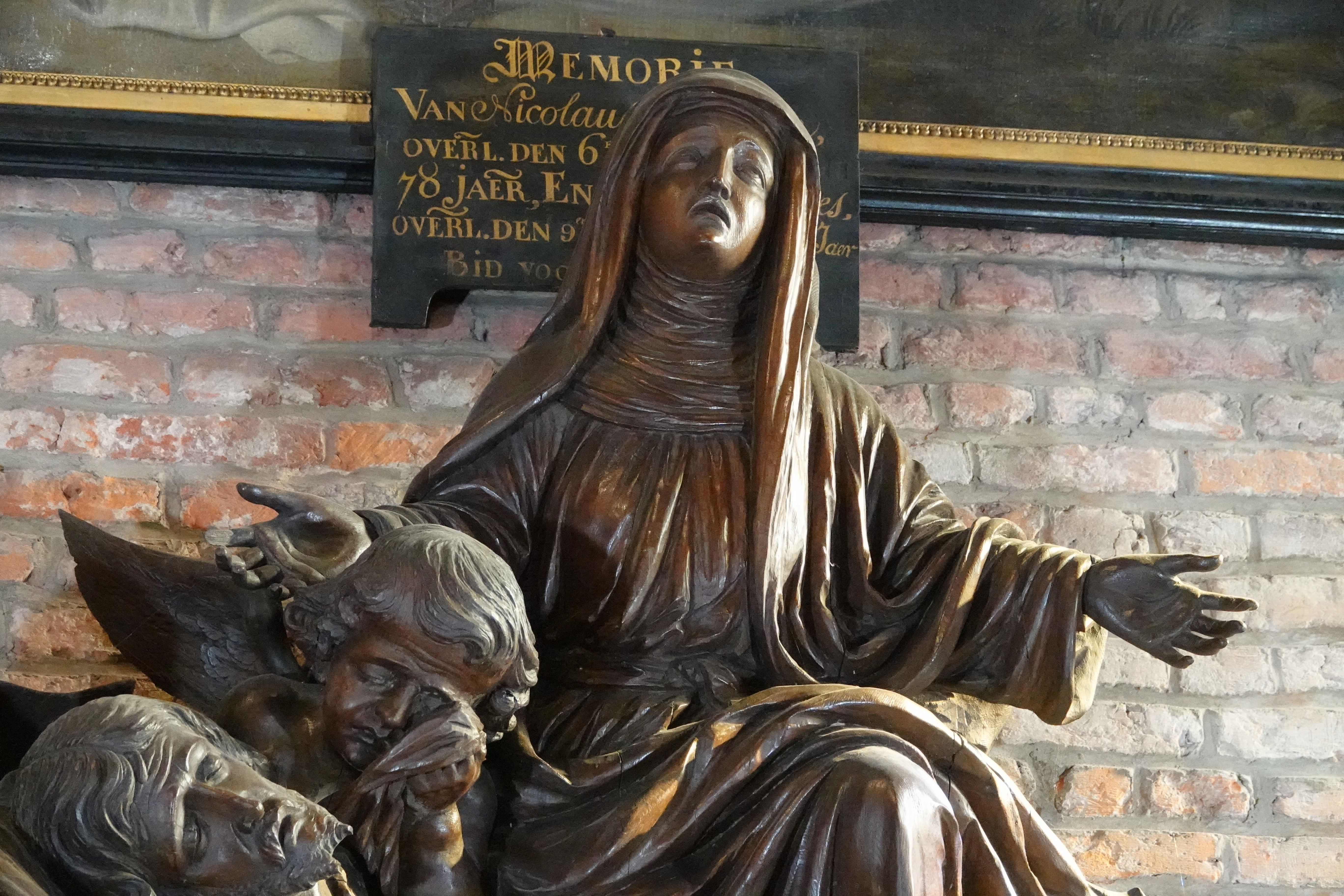
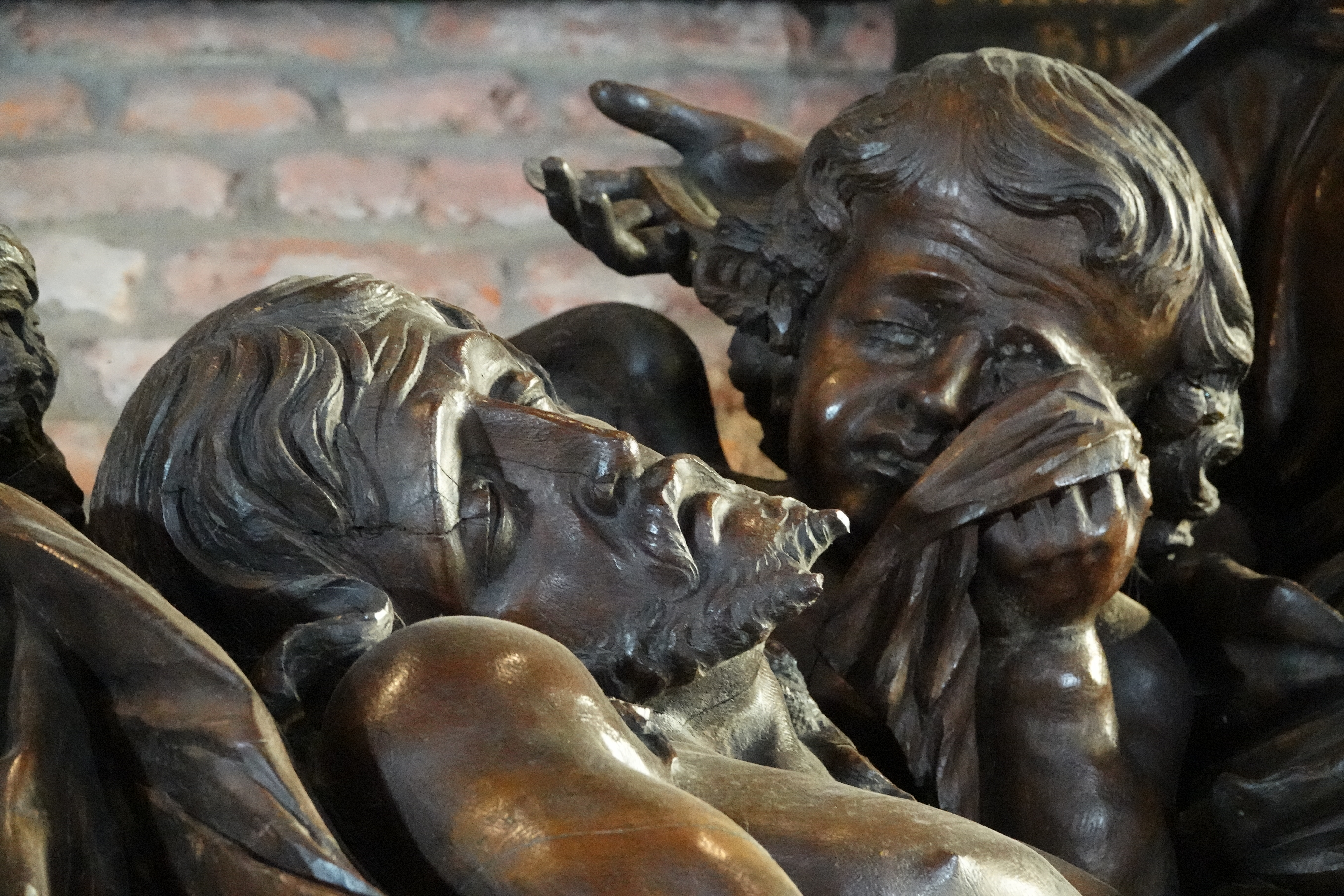
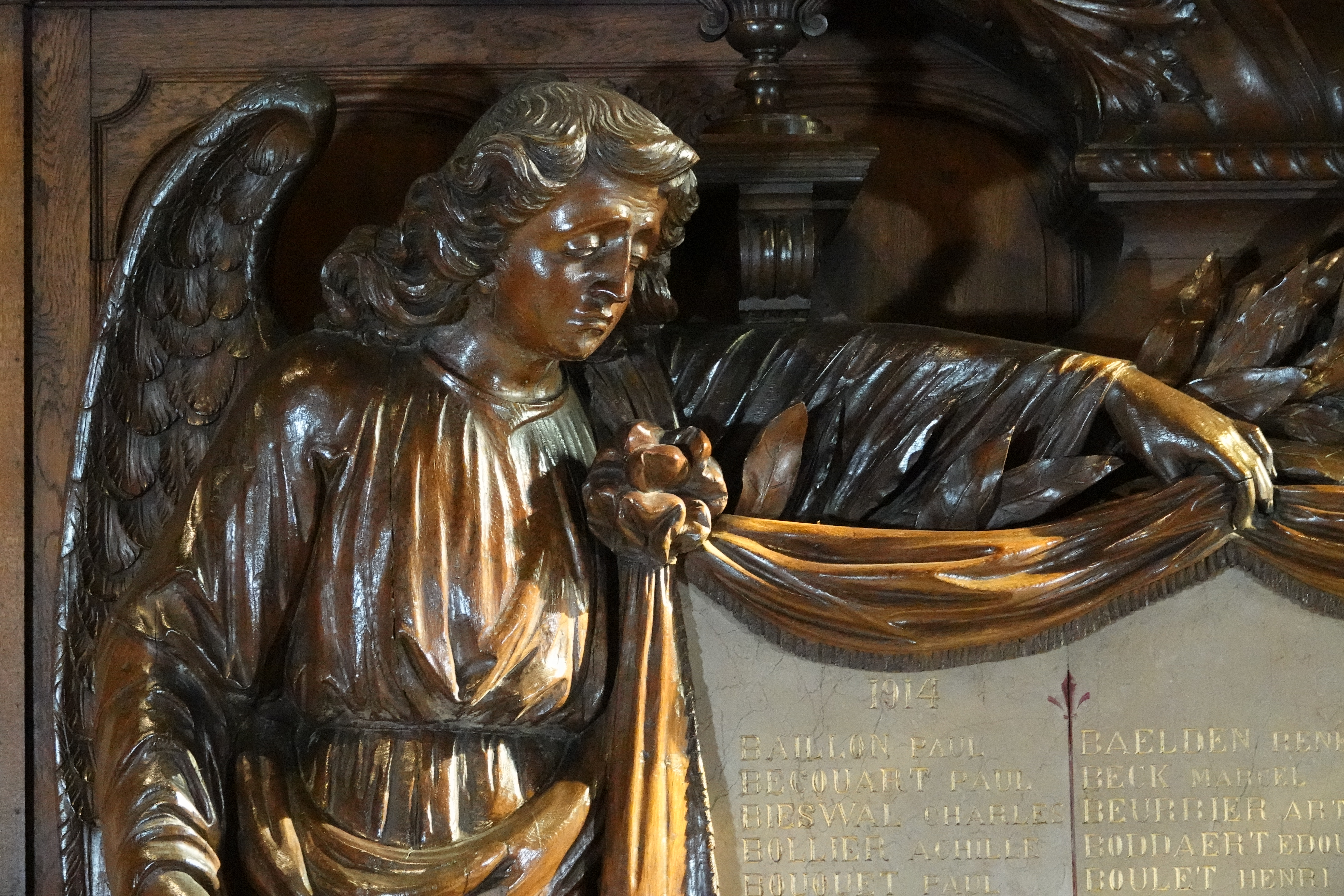

## Personnalité de Gustave Pattein
Ses origines paysannes et la rudesse de la vie familiale, ont développé chez lui un goût du travail et une opiniâtreté remarquable.
Très tôt, il a dû lutter et travailler dur pour pouvoir suivre sa voie et enfin vivre de son art,,. Par deux fois, son entreprise fût presque anéantie et par deux fois, il s'est relevé,.
D'un naturel sympathique et sociable,, Gustave a laissé un bon souvenir à ses contemporains,. La nouvelle de sa mort subite a ému à Hazebrouck, Steenvoorde et dans les milieux catholiques du Nord de la France,. Bien qu'étant toujours très occupé par ses activités artistiques, il fut dans la ville d'Hazebrouck :
- Conseiller municipal à partir du 6 mai 1900. Il le reste pendant 14 ans[L 6],[T 4].
- Adjoint au maire durant 4 ans[L 6]
- Président de la société chorale "La Concordia"[2],[L 7],[L 14]
- Vice-président de la musique communale d'Hazebrouck[2],[L 7]
- Membre de la commission des vétérans de 1870[2],[L 7],[L 14]
- Membre de la commission des Beaux-Arts (à plusieurs reprises)[2],[L 7],[21]
- Président fondateur en 1923 d'un sous-comité des arts appliqués du Nord[22]
- Membre de la commission des fêtes publiques[L 14]
- Président de la société de "Saint-Hubert-du-tir-au-pigeon", société de tir[L 6] qu'il fonde en 1891 avant d'en prendre la présidence[T 8].
- Créateur (avec d'autres) du musée et membre du comité d'organisation[L 14]

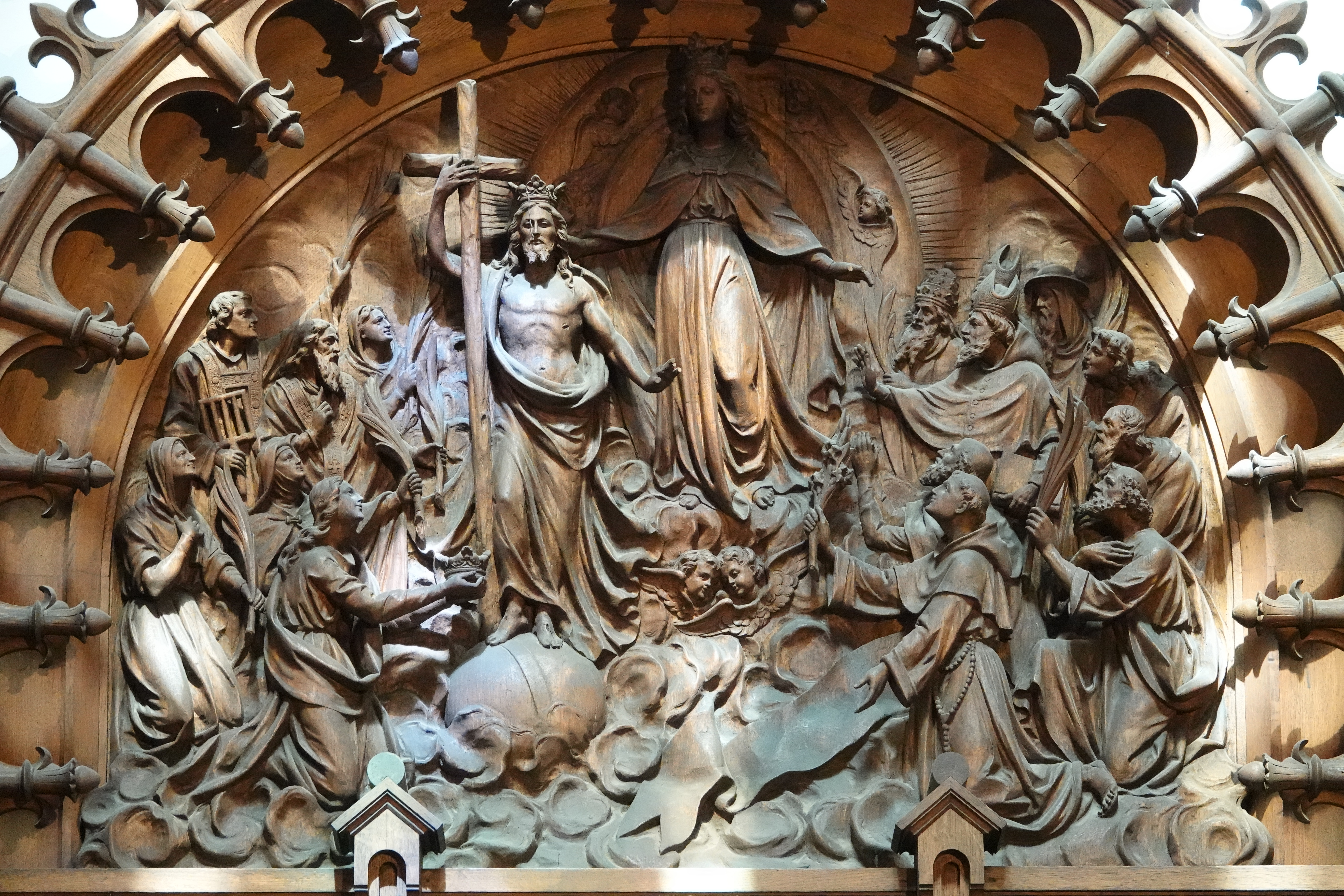
Triomphe du Christ et de la Vierge, tympan des stalles de l'église Saint-Calixte de Lambersart

Sa production témoigne de son goût pour un travail fin et bien fait mais aussi de son immense culture, surtout artistique et religieuse, qu'il a acquise progressivement par ses lectures.
Enfin, Gustave Pattein présentait un goût certain pour le symbolisme et une mystique réelle qui transparaît dans le programme iconographique de ses œuvres.

## L'atelier de la rue de Saint Omer à son apogée
Paul Parisis, dans son article biographique sur Pattein paru dans le journal flamand Le Beffroi, décrit l'atelier de la rue de Saint-Omer (aujourd'hui rue de la sous-préfecture) de la manière suivante :
 Les ateliers sont détruits dans la seconde moitié du XXe siècle. Seul relique, le tympan de style médiéval surmontant la fenêtre de la maison de Pattein, détruite par la première guerre mondiale, est aujourd'hui exposé sur le parking du 22 rue de la sous-préfecture. Il représente Pattein devant sa planche à dessin tandis que des ouvriers travaillent à la fabrication des œuvres.

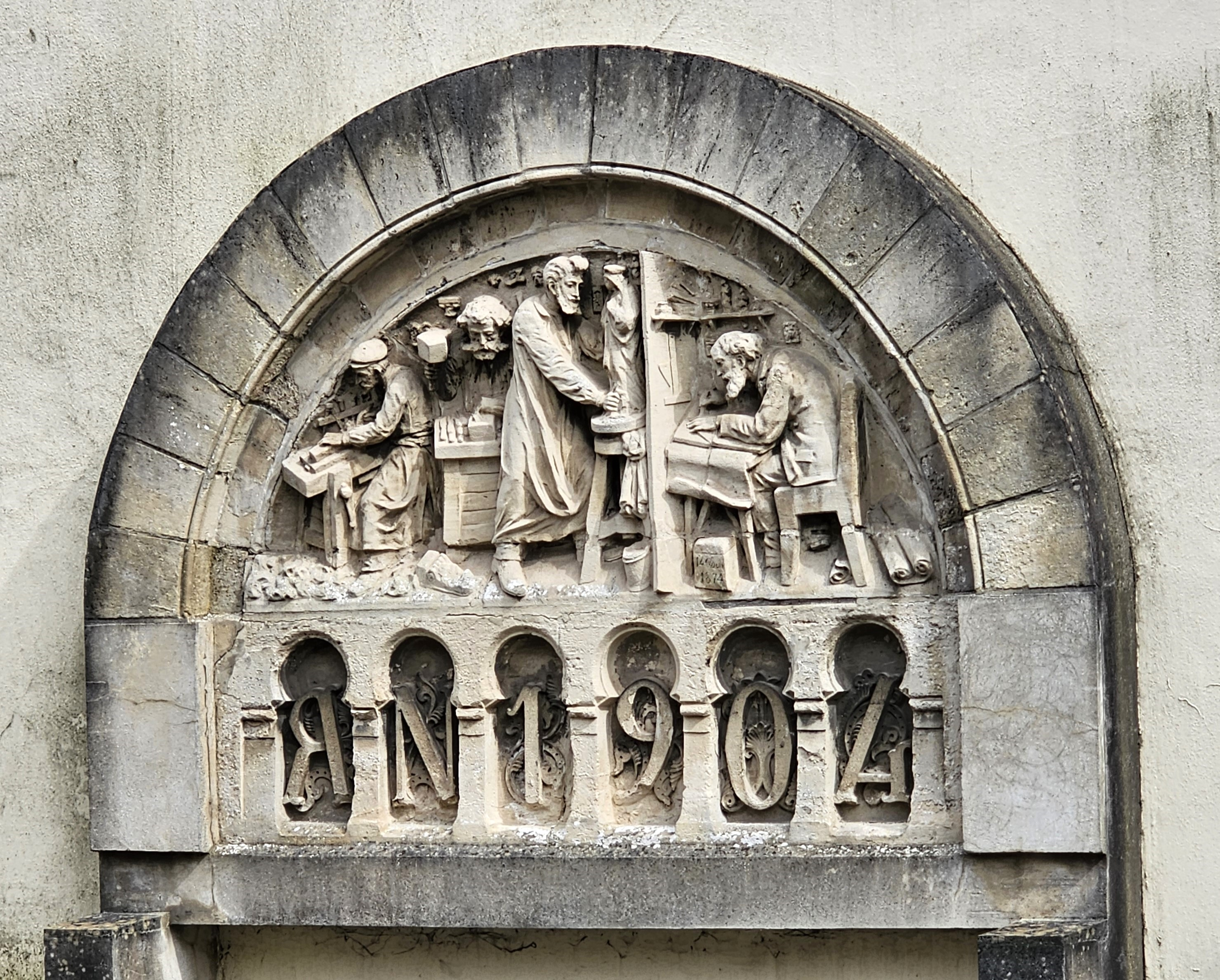
Tympan de la porte d'entrée de l'atelier de Gustave Pattein

## Œuvres

### Généralités
Gustave Pattein travaille la pierre, le marbre mais aussi surtout le bois. Chaque œuvre sortie de ses ateliers est conçue et dessiné par lui,,. S'il ne réalise pas entièrement une œuvre, l'ébauche est d'abord confiée à une machine-outil et/ou un collaborateur puis il apporte sa touche et les finitions,,.

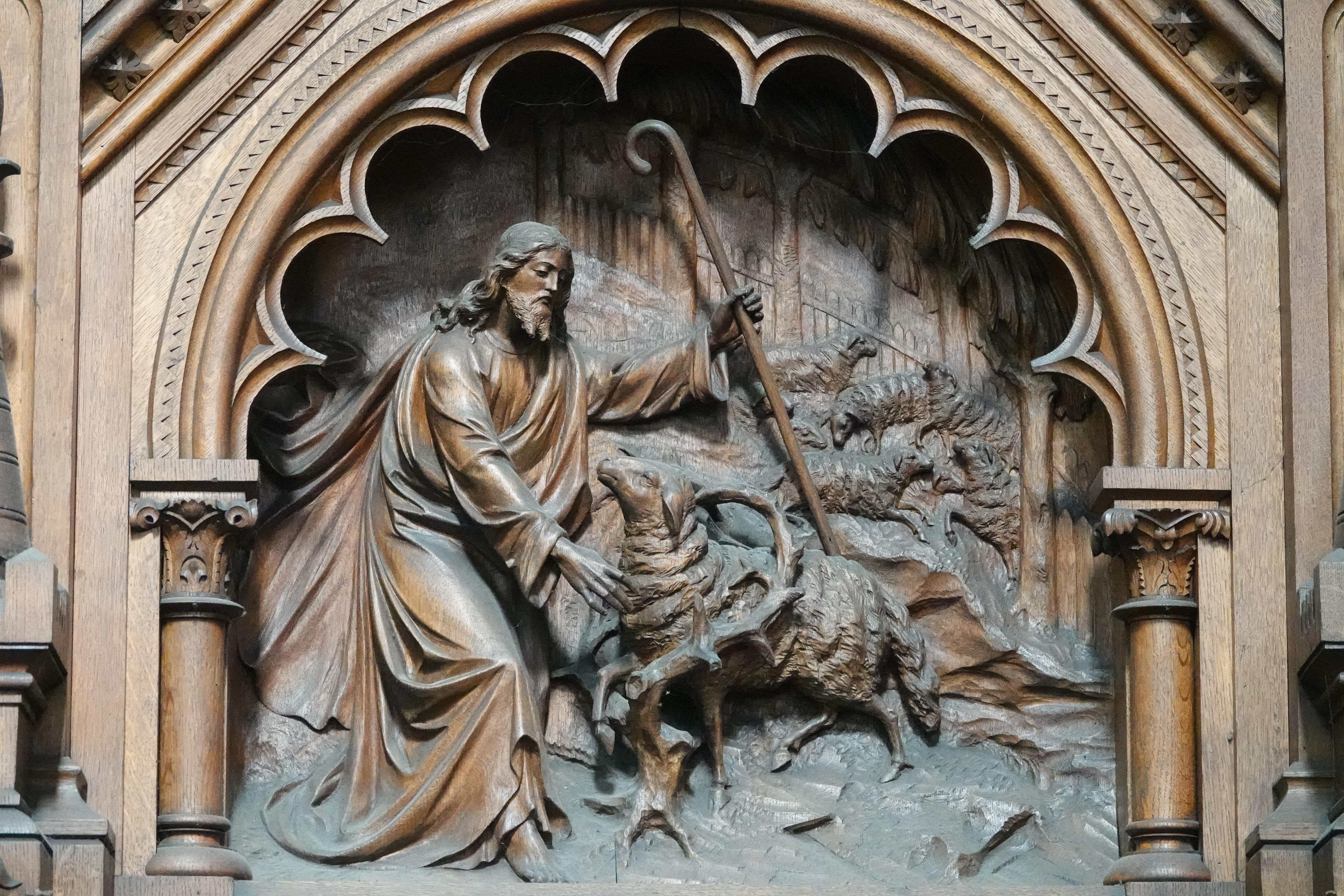
Le Bon Pasteur sur le tympan d'un confessionnal de l'église Saint-Germain de Mouvaux

Les œuvres de Gustave Pattein sont la plupart du temps néo médiévales (gothiques, romanes ou byzantines) tout en étant originales et à forte tendance symbolique.

### Collaborations avec de grands architectes et d'autres ateliers
Pattein collabore avec des grands architectes du Nord de la France en concevant le mobilier de leurs églises : Louis Croïn et Charles Maillard de Tourcoing, François-Joseph Delemer de Lille et Paul Destombes de Roubaix.
Sur les chantiers dirigés par Charles Maillard, Gustave Pattein se voit confier à plusieurs reprises la conception du mobilier en bois, tandis que Modeste Verlinden est chargé de l’exécution des éléments en marbre. Cette collaboration se retrouve notamment dans les églises Saint-Maclou de Wattrelos, Saint-Piat de Roncq, et l’église de l'Immaculée-Conception de Wervicq-Sud.
Par ailleurs, Pattein délègue parfois la réalisation du mobilier en marbre à des ateliers spécialisés de Cousolre, qui exécutent les pièces d’après ses dessins. C’est le cas, par exemple, du maître-autel de l’église Sainte-Élisabeth de Roubaix, ou encore des autels de l’église Saint-Étienne de Wignehies.

### Ensembles remarquables

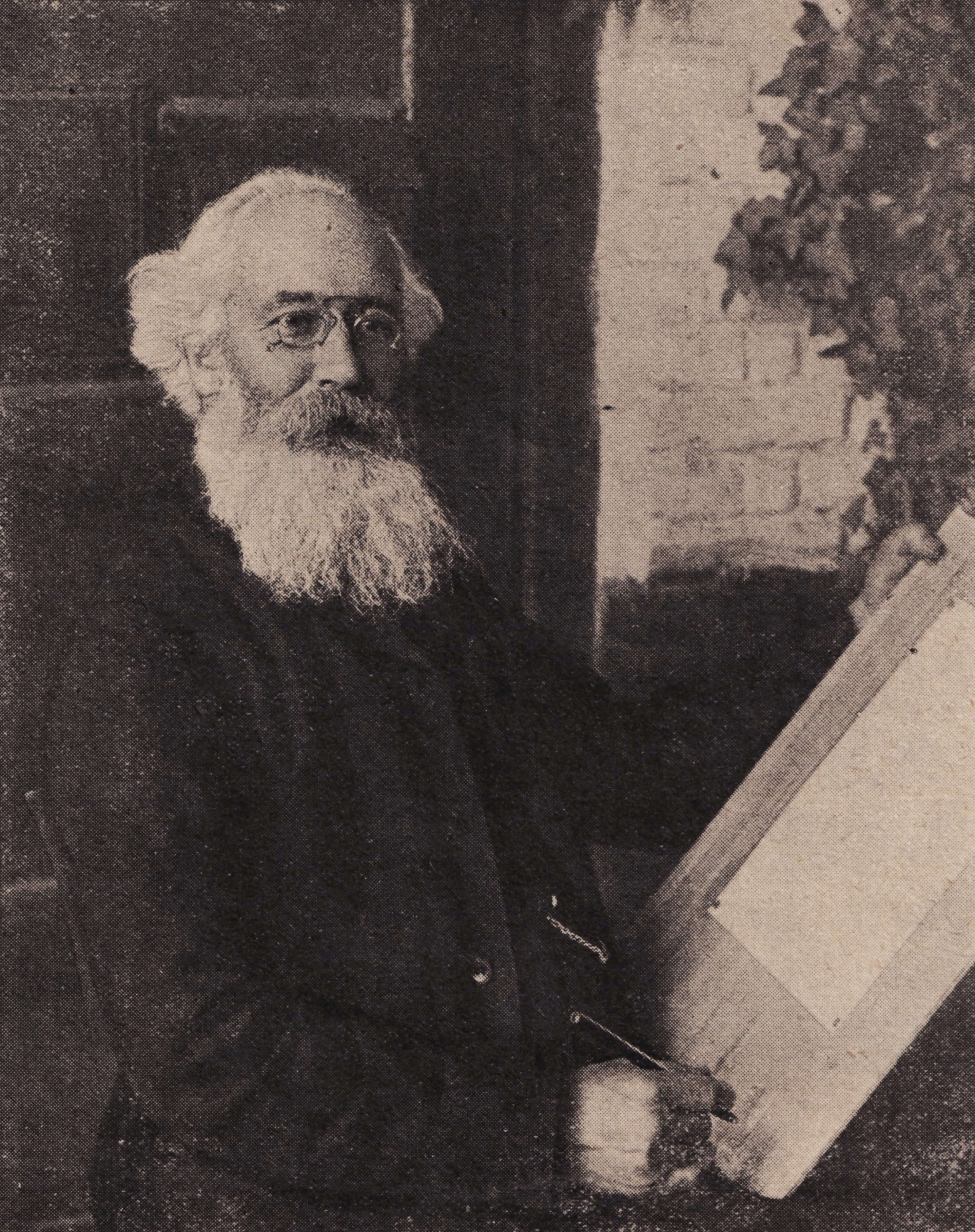
Gustave Pattein devant sa planche à dessin

Les trois chefs-d’œuvre de Gustave Pattein sont les ensembles mobiliers de l’église Notre-Dame-de-Lourdes d’Hazebrouck, de l’abbatiale du Mont des Cats, et de l’église Saint-Sauveur de Lille. Les deux premiers ont été détruits lors des deux guerres mondiales, tandis que le troisième est aujourd’hui en péril. En effet, l’église Saint-Sauveur, fermée depuis plusieurs années, est désormais menacée de désacralisation.

### Utilisation et inclusion d'œuvres de série
Pattein utilise parfois des sculptures figuratives en terre-cuite de la Sainterie de Vendeuvre, statues ou bas reliefs, pour garnir ses autels ou ses chemins de croix. Ces œuvres produites en série étaient solides, particulièrement bien exécutées et la polychromie présentait une grande finesse. Leur utilisation au détriment de sculptures sur bois réalisées par Pattein lui-même, devait représenter une économie substantielle pour le client. Ce phénomène se rencontre notamment dans les églises de petites paroisses comme Houchin ou Loon-Plage dont le budget devait être modeste.

### Une production abondante
Dès 1919, Paul Parisis prétend que Pattein a meublé 400 églises. 
Au début des années 2000, Aïda Tellier, historienne d'Hazebrouck, a réalisé un important travail de qualité concernant Gustave Pattein. Elle a notamment publié un "essai de répertoire de l'œuvre de l'atelier de Gustave Pattein" dans les annales du Comité flamand de France en 2002. Il s'agit du travail le plus complet sur le sujet à avoir été publié. Néanmoins, un vrai catalogue exhaustif des œuvres restent à dresser et une exposition similaire à celle réalisée pour l'atelier Lefebvre-Lenclos à Béthune en 2006 permettrait de mieux faire connaître l'atelier.
Si beaucoup de ses œuvres se trouvent dans des édifices du Nord de la France, certaines sont mentionnées comme localisées dans d'autres régions de l'hexagone, en Amérique du Nord, au Brésil, en Égypte, au Dahomey (actuel Bénin) et en Suisse,,.

### Mobilier d'églises ou de chapelles
La liste suivante reprend les éléments mentionnés dans l'important travail de Madame Tellier en 2001 mais en ajoute de nouveaux. Les éléments douteux ou trop incertains ont été écartés.
- Amettes : 
  - Chemin de croix en plein air (1879)[L 12],[3]
- Abscon (1891-1892)
  - éléments de mobilier (endroit, type et état inconnu)[T 11]

Il s'agit probablement de l'ancienne église Saint-Brice d'Abscon construite en 1892-1894. Elle est fermée au culte en 1969 à la suite d'un affaissement minier. Elle est détruite en 1978. Son mobilier est considéré comme disparu.
- Armentières, chapelle des Petites-Sœurs des pauvres (1897)[T 9]
  - maître-autel de la chapelle[26] (disparu)
- Armentières, église Saint-Joseph[T 11]
  - éléments de mobilier (type et état inconnu)
- Armentières, église Saint-Roch (1883)[7]
  - Mobilier[T 2] (considéré comme disparu)

Première collaboration avec l'architecte Paul Destombes. L'église a été ravagée durant les deux guerres mondiales puis détruite définitivement en 2002. Le mobilier est considéré comme disparu.
- Arnèke, maison de retraite Van Kempen 
  - éléments de mobilier dont le maître-autel
- Barlin, église Saint-Pierre[T 11]
  - un projet pour l'autel de la Vierge daté du 06 mars 1895 est répertorié par Aïda Tellier
- Béthune, église Saint-Vaast : 
  - éléments de mobilier ou travaux de sculpture (détruits durant la Première Guerre mondiale)[7]
- Boeschepe L'Abeele, église de l'Immaculée-Conception (1891-1893)[T 11]
  - orgue et probablement la tribune de l'orgue[P 14],[27]
- Bois-Jean, église de la Nativité de Notre Dame[28]
  - maître-autel
  - deux autels latéraux
  - banc de communion
  - confessionnal (probablement)

- Bollezeele, église Notre-Dame[29],[T 11]
  - statue de Sainte Barbe bénie le 3 décembre 1904
- Boulogne-sur-Mer, Église Saint-François de Sales : 
  - monument de Monseigneur François Leuillieux et des prêtres de la paroisse (1913)[P 15]
- Brouckerque, église Saint-Omer[T 11]
  - maître-autel (1903)
  - autel latéral dédié à Notre Dame du Rosaire
  - autel latéral dédié à Saint Joseph
- Bruay-sur-l'Escaut, église Saint-Pharaïlde[T 11]
  - un projet pour un petit autel daté du 16 juin 1894 est répertorié par Aïda Tellier
- Bullecourt, église (années 1880) : 
  - travaux de sculpture[7] (type et état inconnu)
- Le Sart (Merville), église Notre-Dame-du-Sart
  - confessionnal[30] (probablement détruit durant la première guerre)
- Caëstre, église Saint-Omer (entre 1882 et 1890)[6],[L 12],[3],[T 12]
  - maquette de l'église
  - orgue et tribune de l'orgue[P 16],[P 17]
  - autel de la passion[P 18]
  - autel du Sacré-Cœur[P 19]
  - autel de Notre-Dame de Lourdes[P 20]
  - dais de procession[P 21]
  - crédence[P 22]
  - sièges[P 23],[P 24]
  - chaire[P 25]
  - banc de communion[P 26]
  - fonts baptismaux[P 27]
  - quatre confessionnaux[P 28]
  - douze stalles[P 29]
  - maître-autel et son tabernacle[P 30]

Œuvres de Pattein pour l'Église Saint-Omer de Caëstre
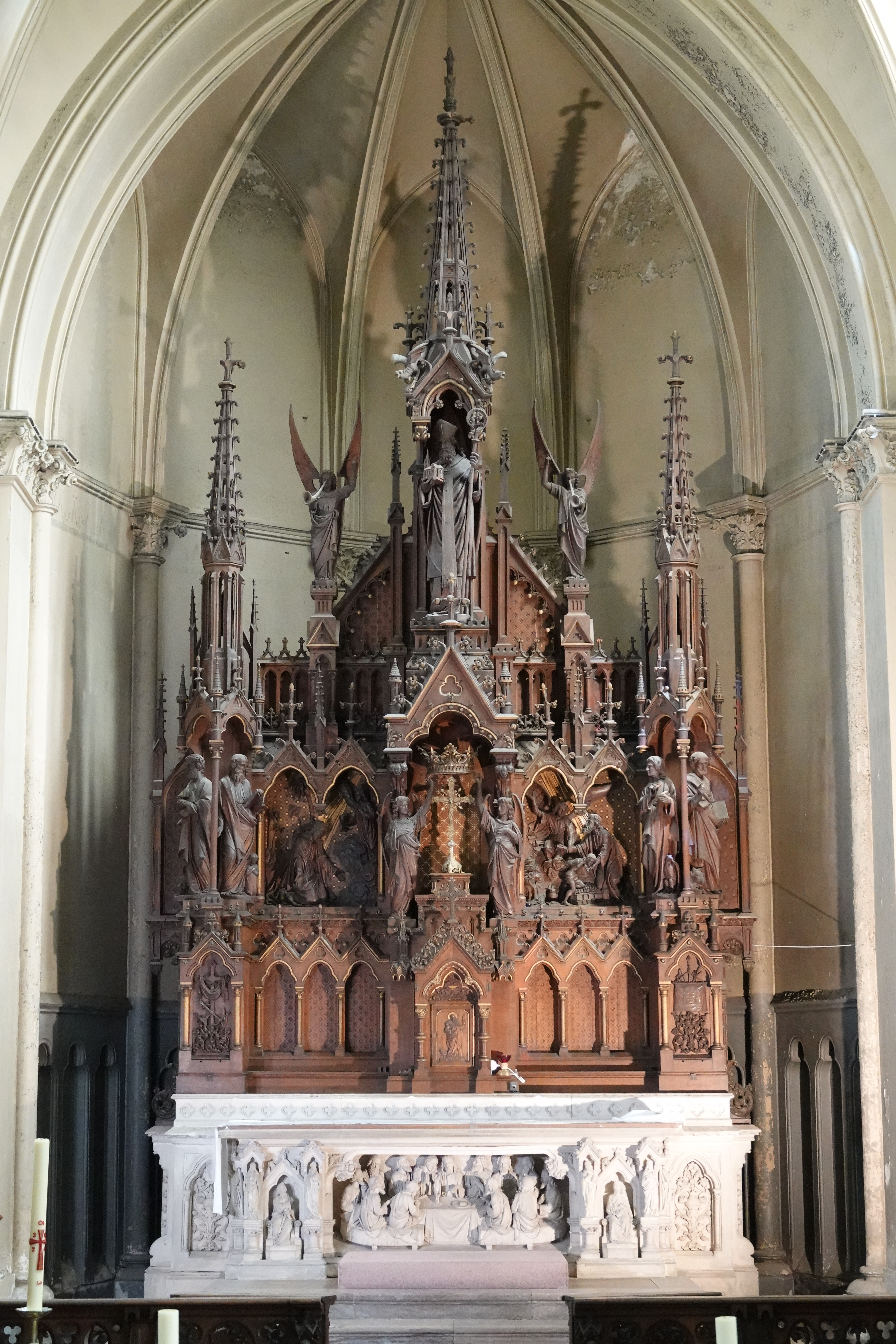
Maître-autel
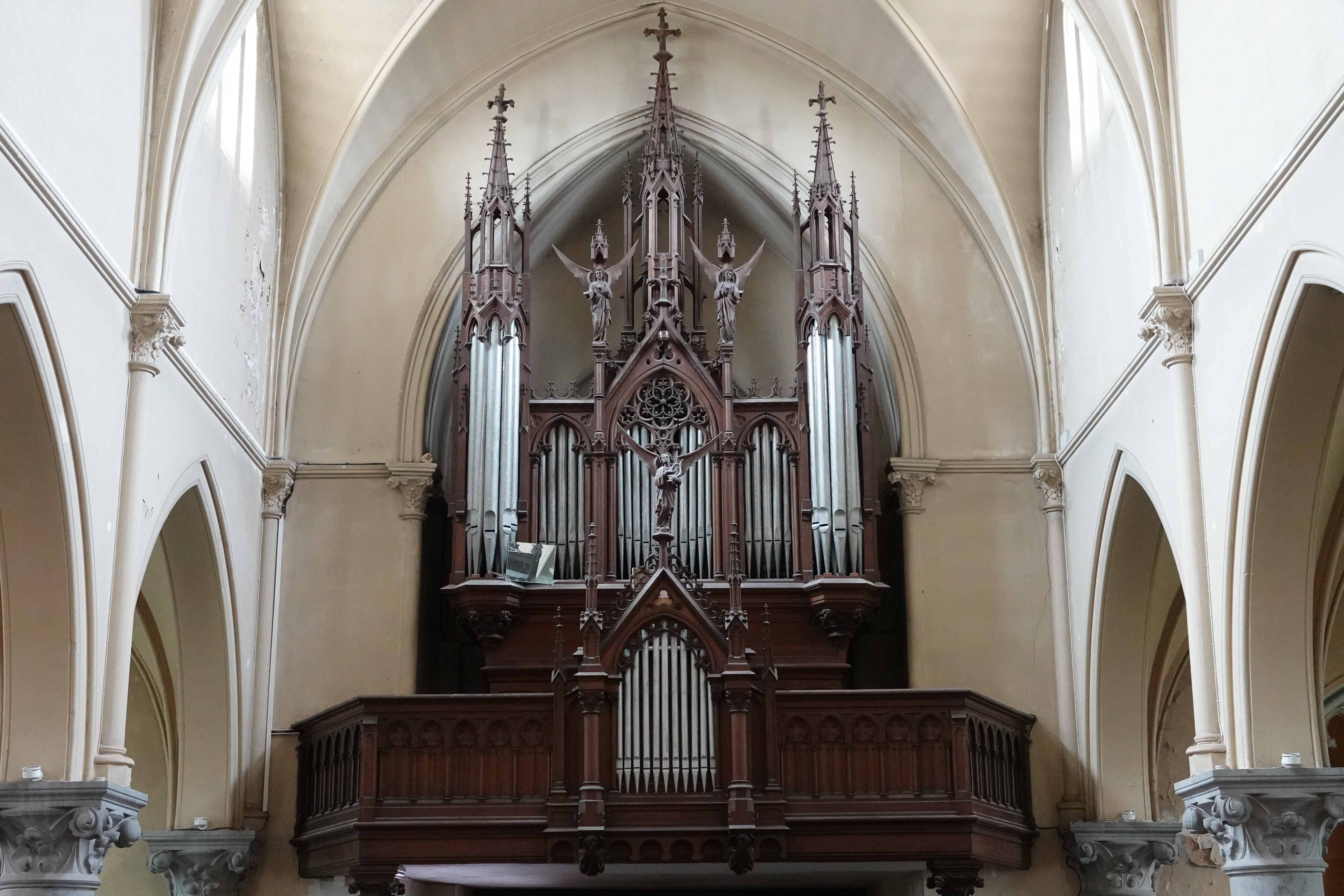
Buffet et tribune de l'orgue
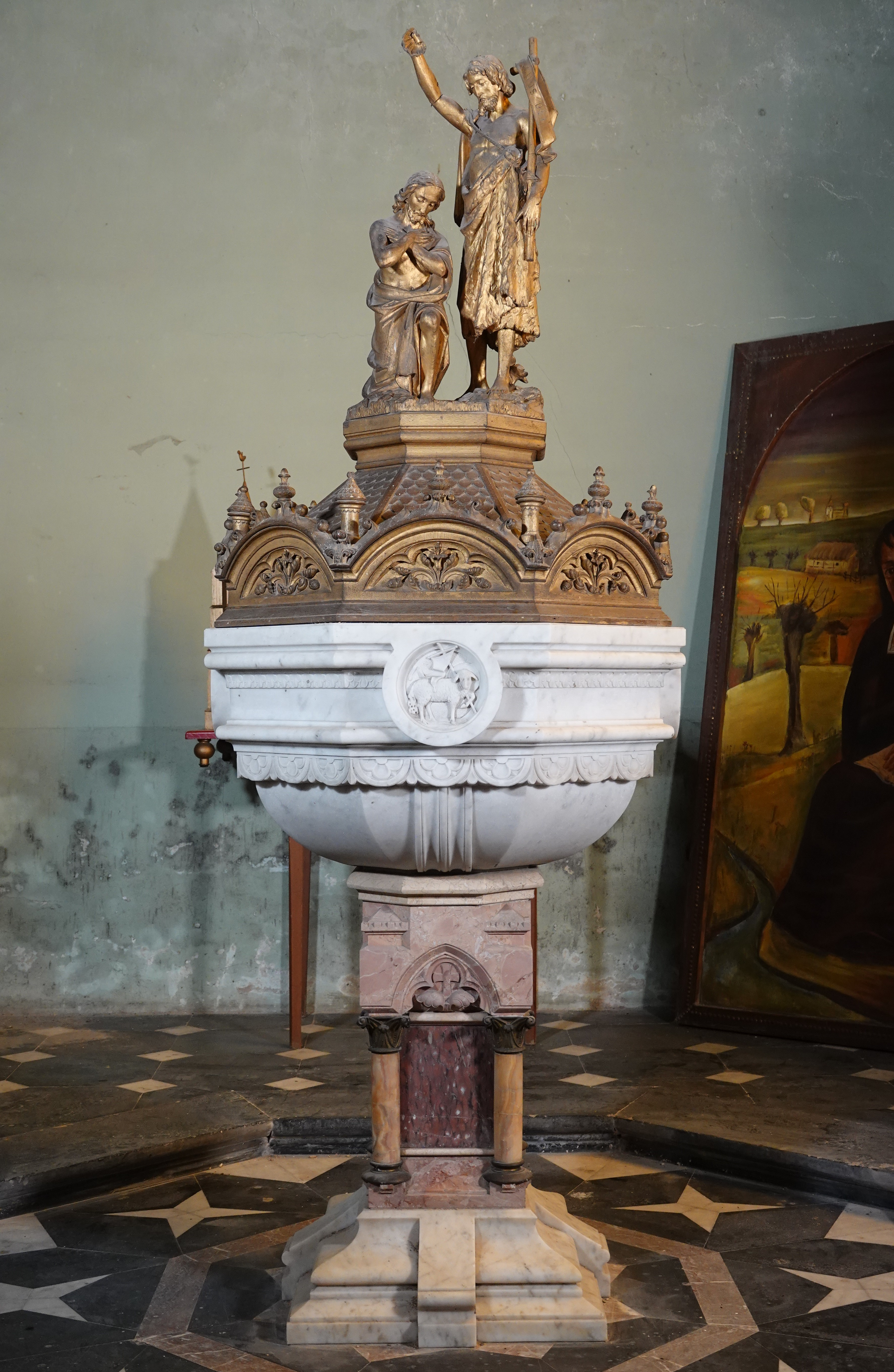
Fonts baptismaux
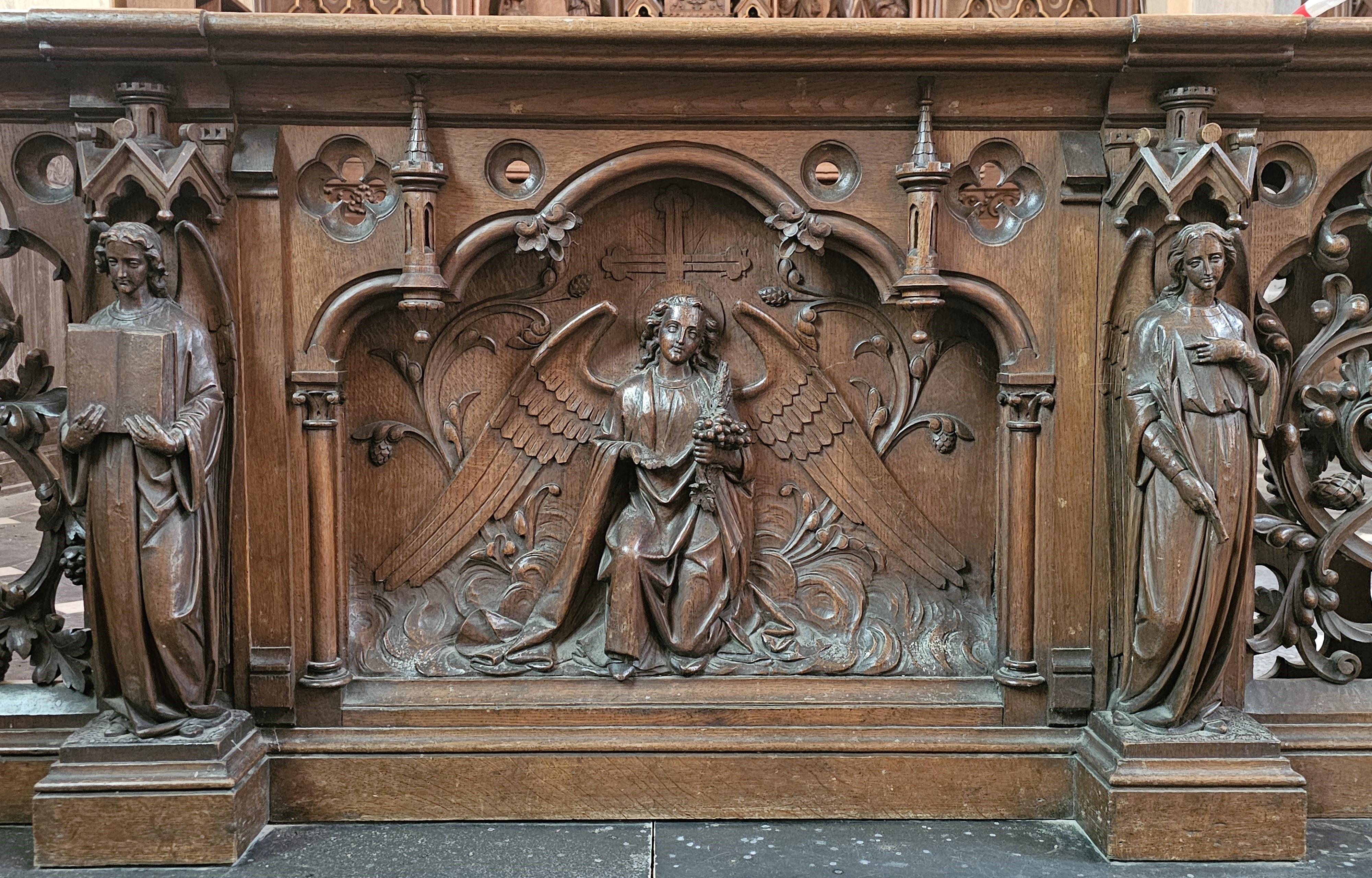
Banc de communion (détail d'un panneau)
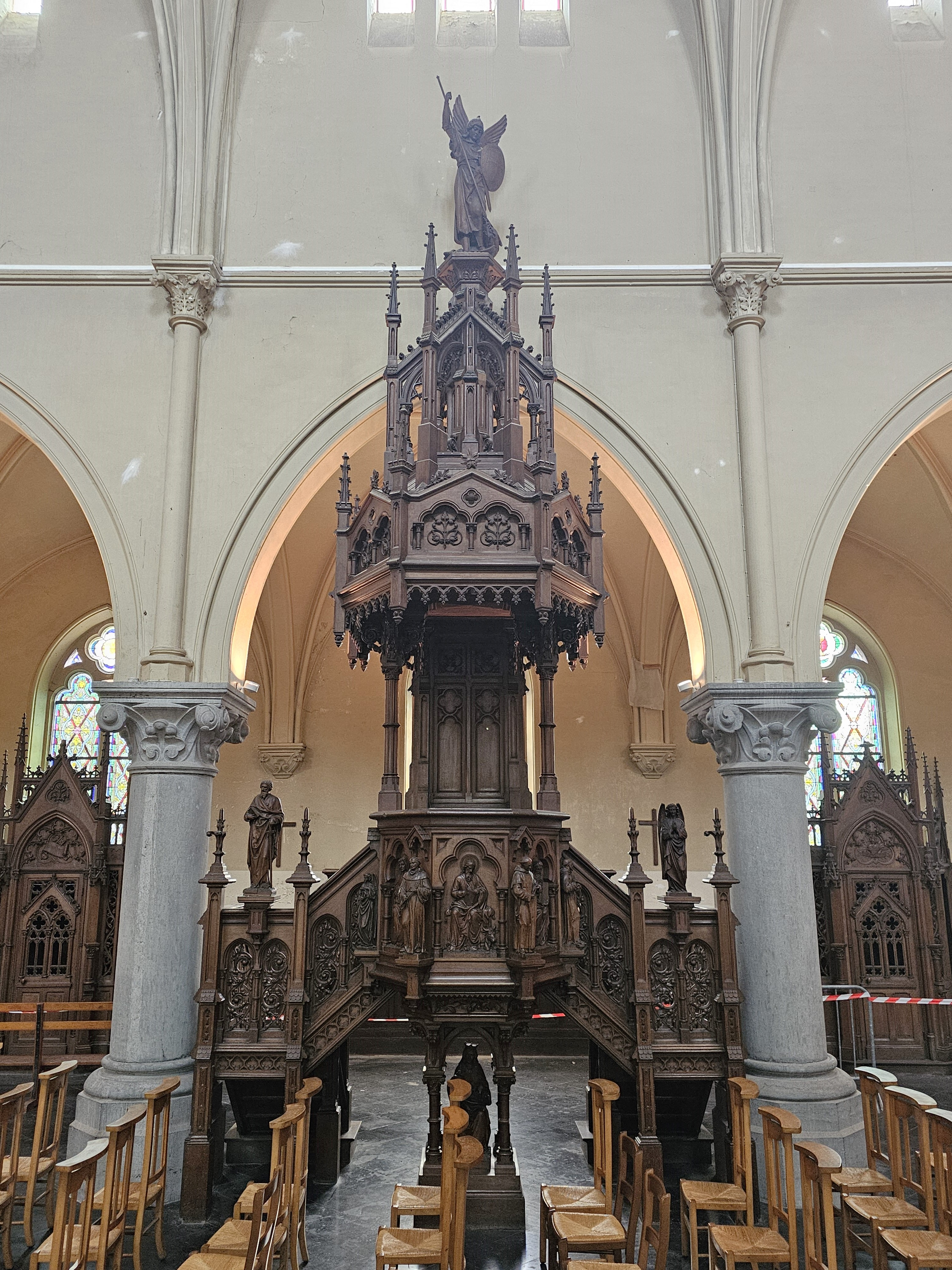
Chaire de vérité
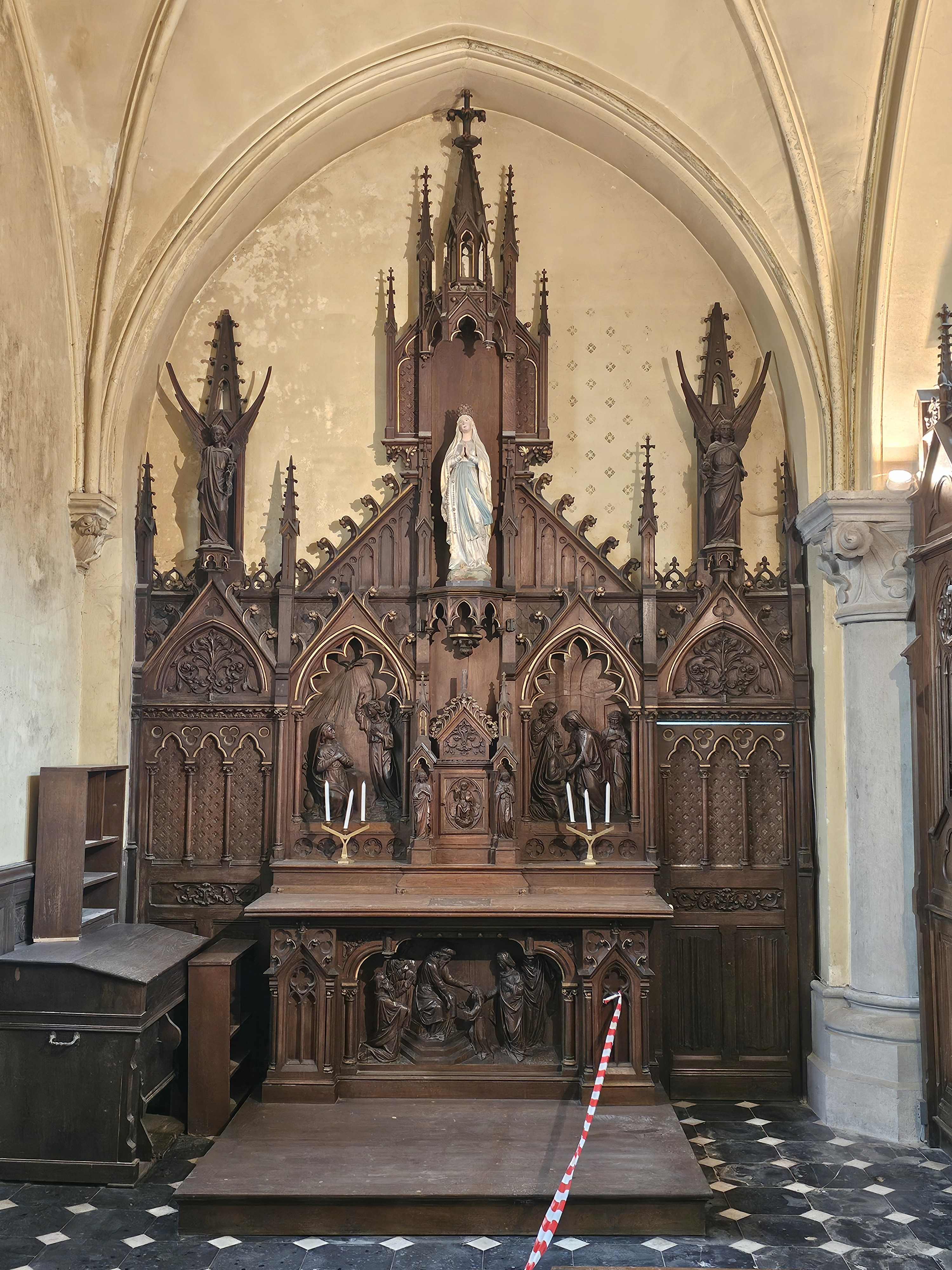
Autel et retable de la chapelle de la Vierge

- Crépy (Pas-de-Calais), église Saint-Germain
  - Maître-autel

L'agneau sur le tombeau de l'autel est similaire à celui se trouvant sur le tombeau de l'autel de l'église Notre-Dame-de-Lourdes d'Hazebrouck
- Dunkerque, église Saint-Eloi (années 1880)  
  - travaux de sculpture (type et état inconnu)[7]
  - deux confessionnaux[7]
- Eecke, église Saint-Wulmar[T 12]
  - autel de Sainte Dorothée (vers 1884)

Autel de Sainte Dorothée dans l'église Saint-Wulmar d'Eecke
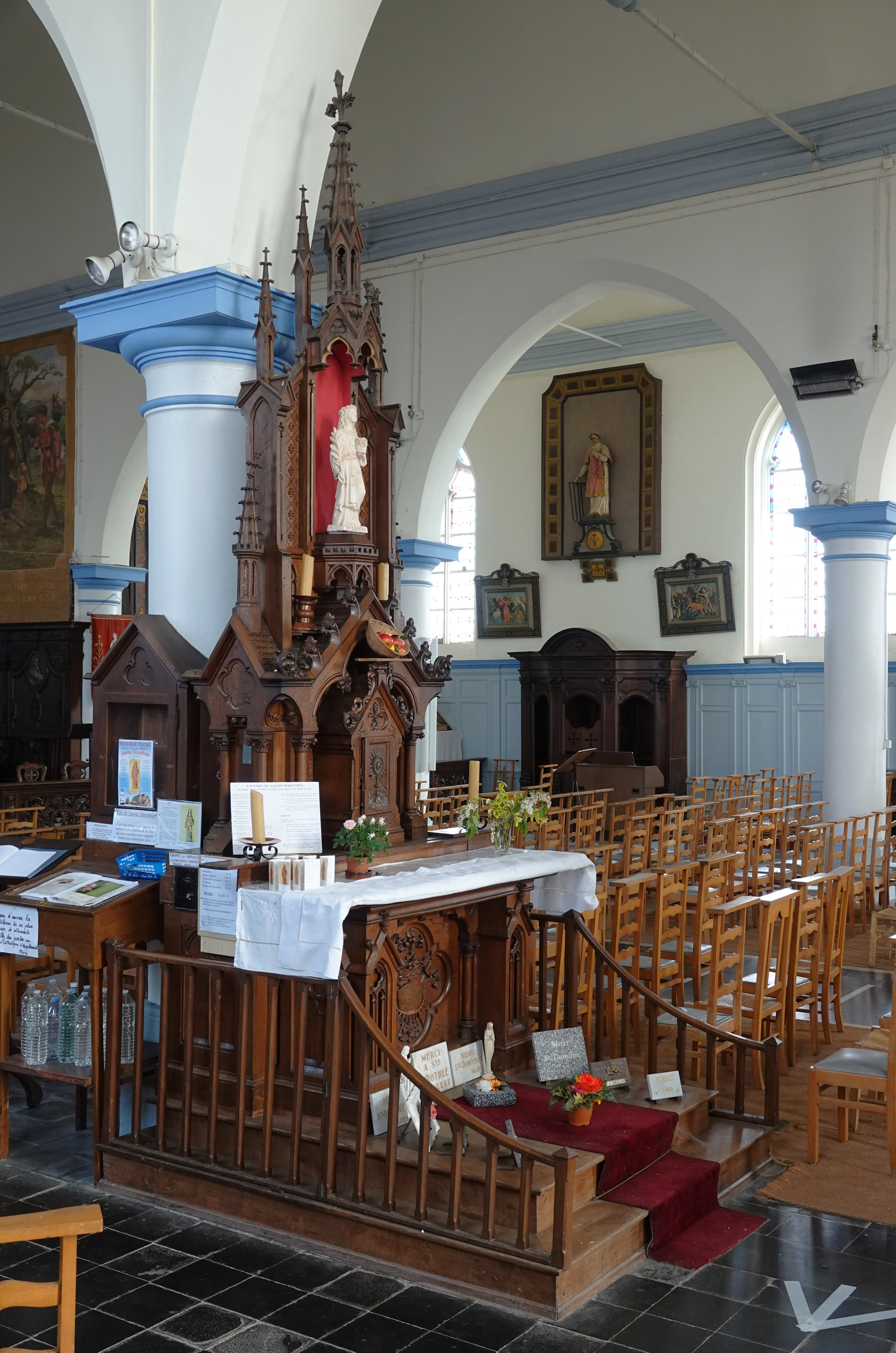
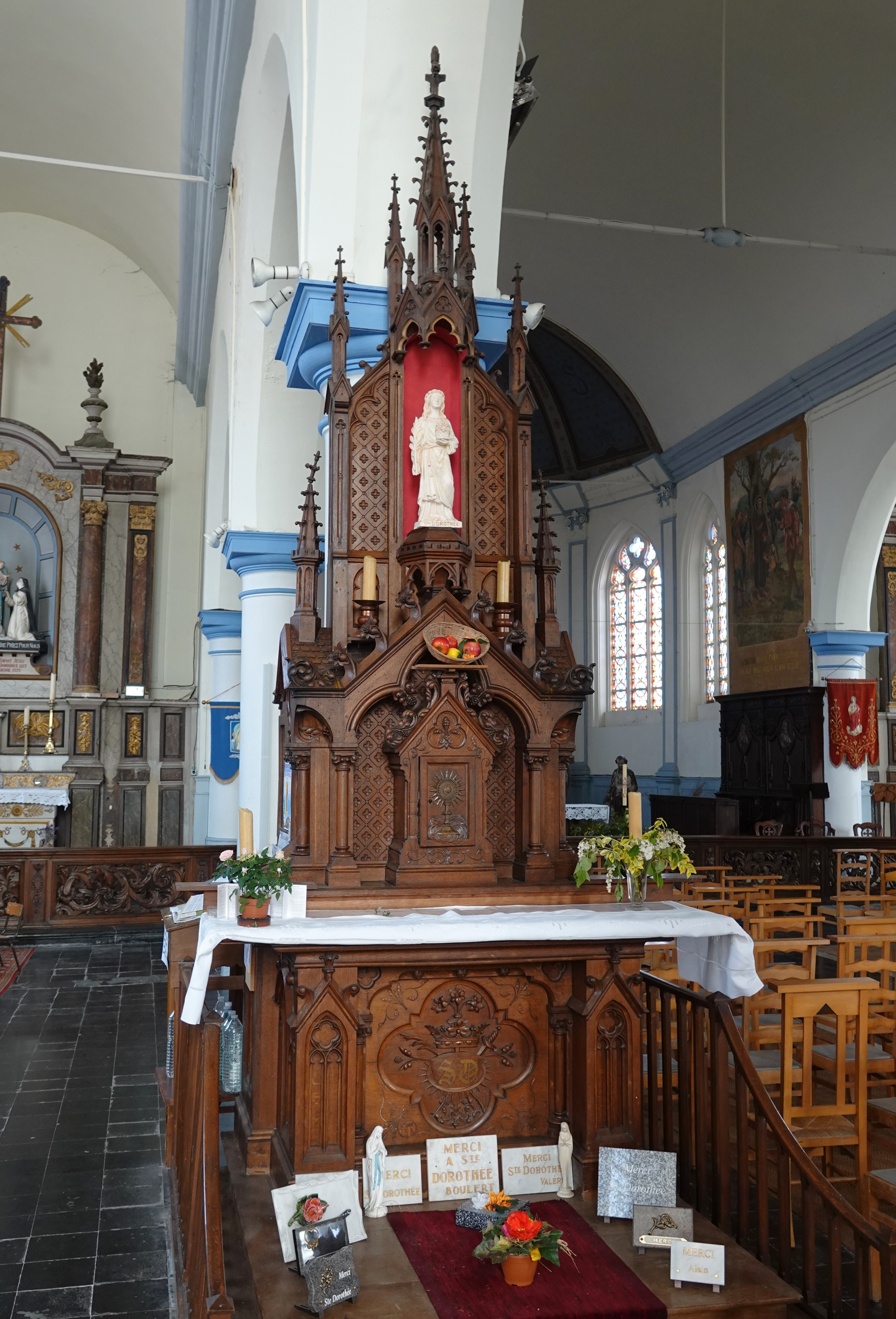
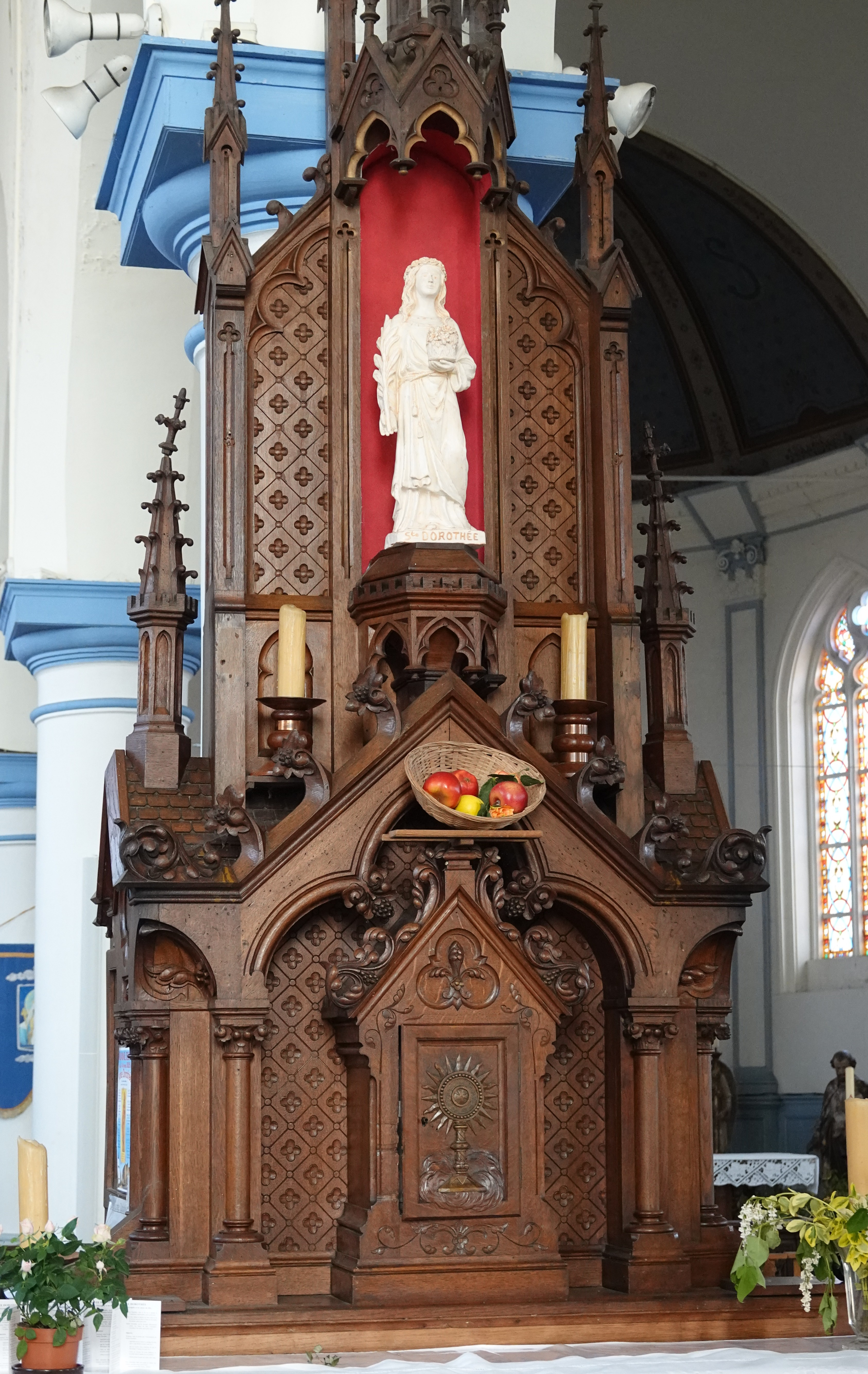
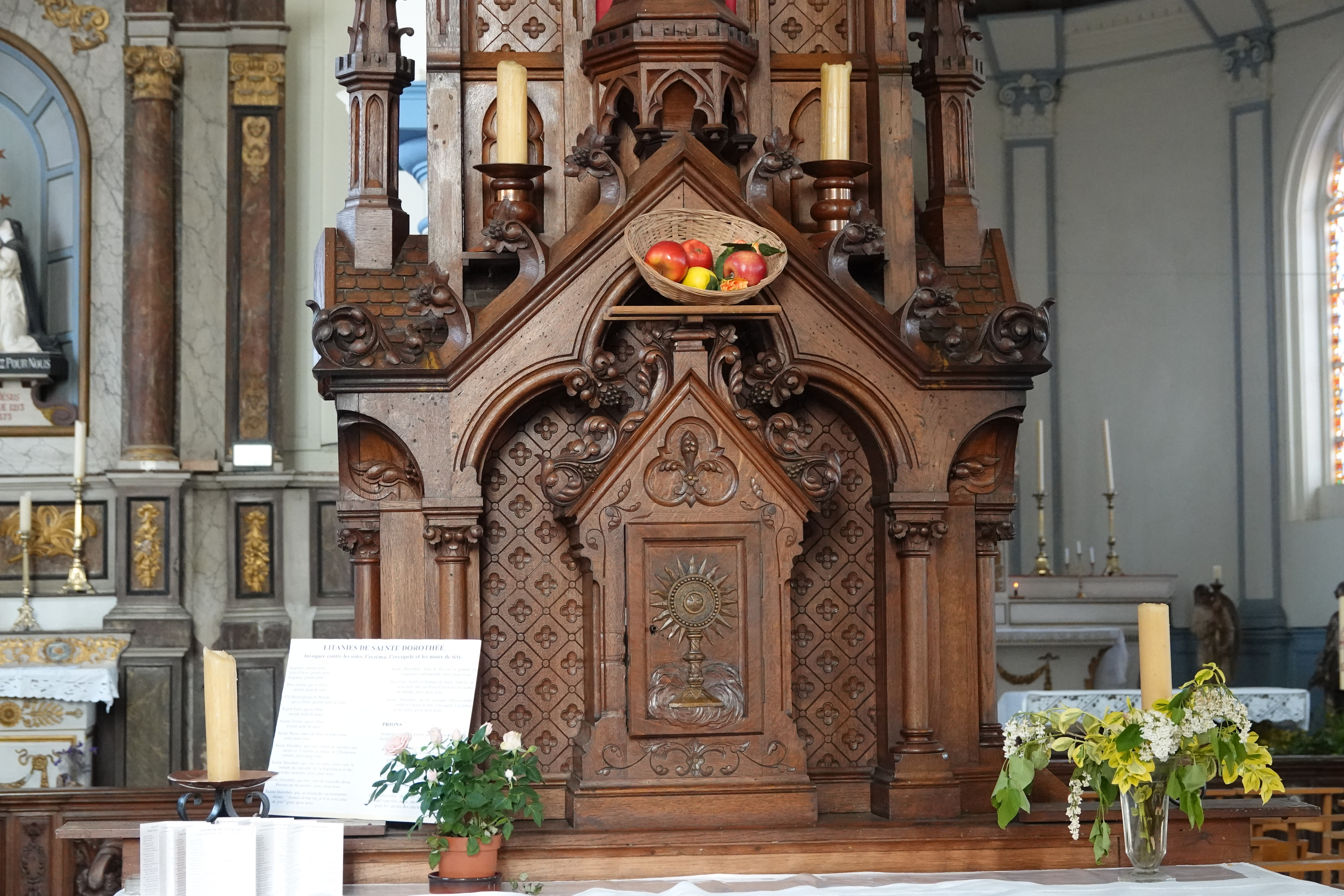
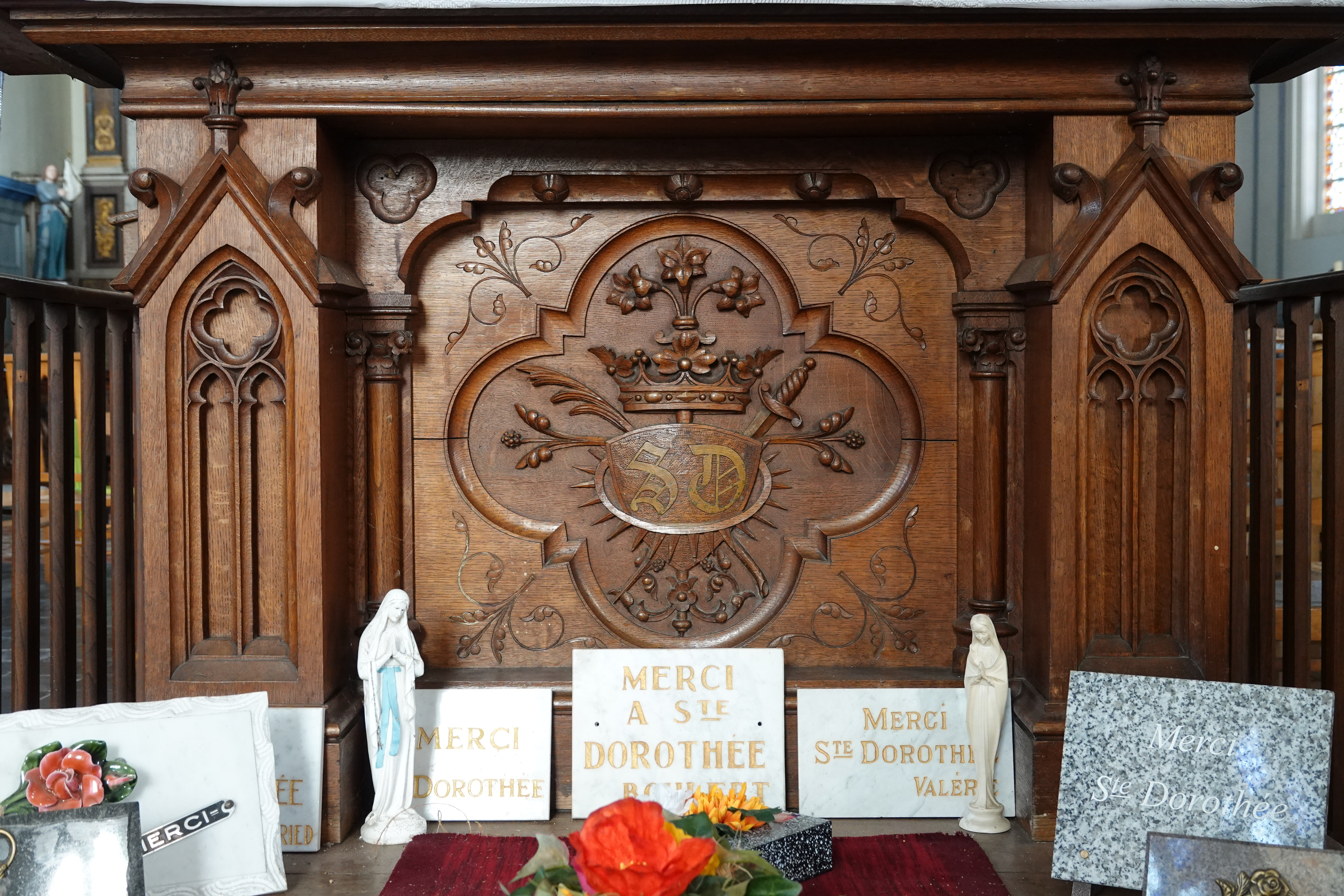
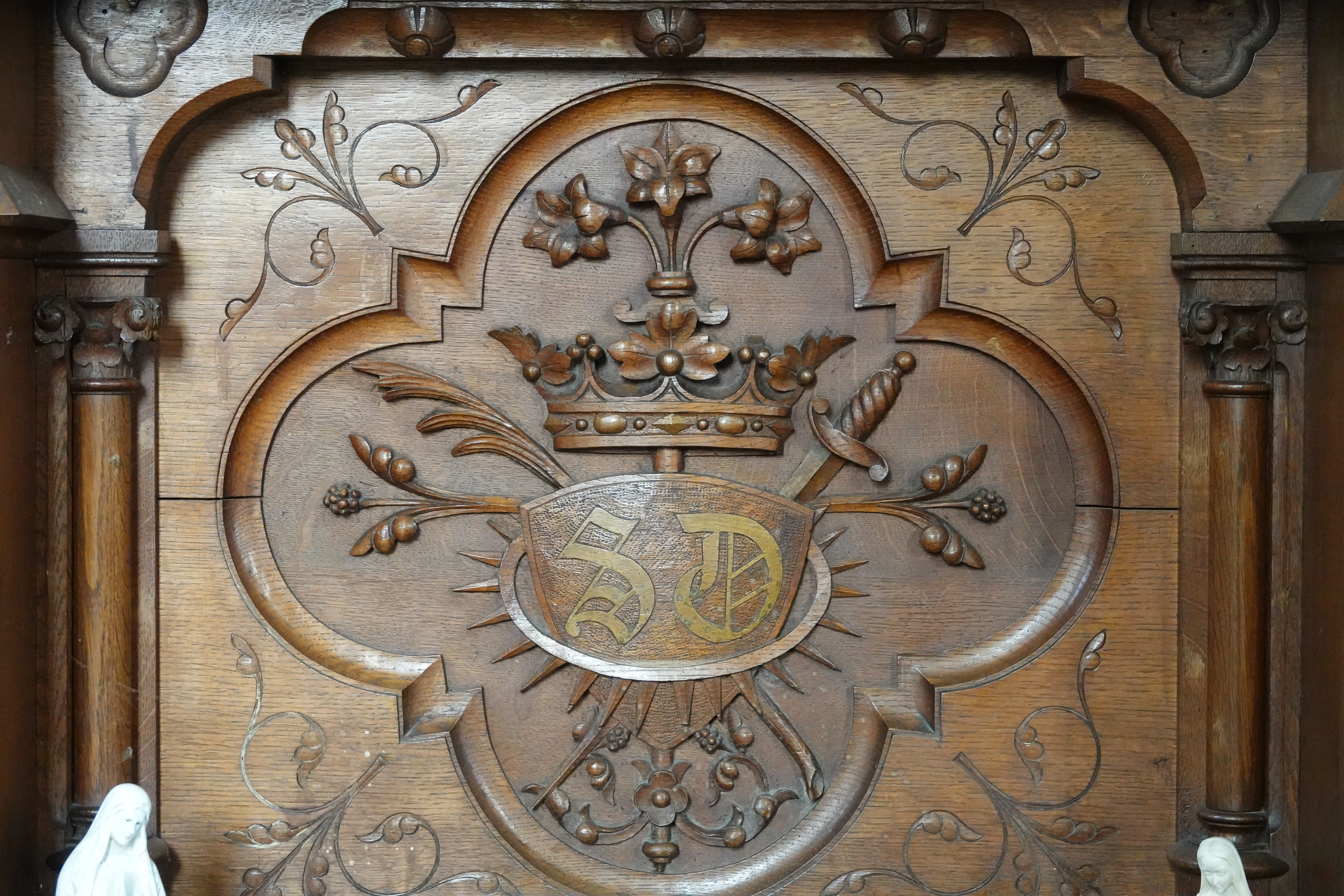

- Fourmies, église Notre-Dame-de-l'Assomption[T 12]
  - éléments de mobilier (probablement le maître-autel, les autels latéraux, la chaire) vers 1903
- Godewaersvelde, église Saint-Pierre[31], [T 12]
  - maître-autel
  - autel latéral de la Vierge (1908)
  - autel latéral de Saint Jean-Baptiste (1908)
  - stalles (1907)
  - banc de communion
  - confessionnaux (vers 1906)
  - chaire (1909)
  - buffet de l'orgue et probablement la tribune de l'orgue (1912)[P 31],[32]

Il s'agit encore d'une collaboration avec Paul Destombes.

Œuvres de Pattein pour  l'église Saint-Pierre de Godewaersvelde
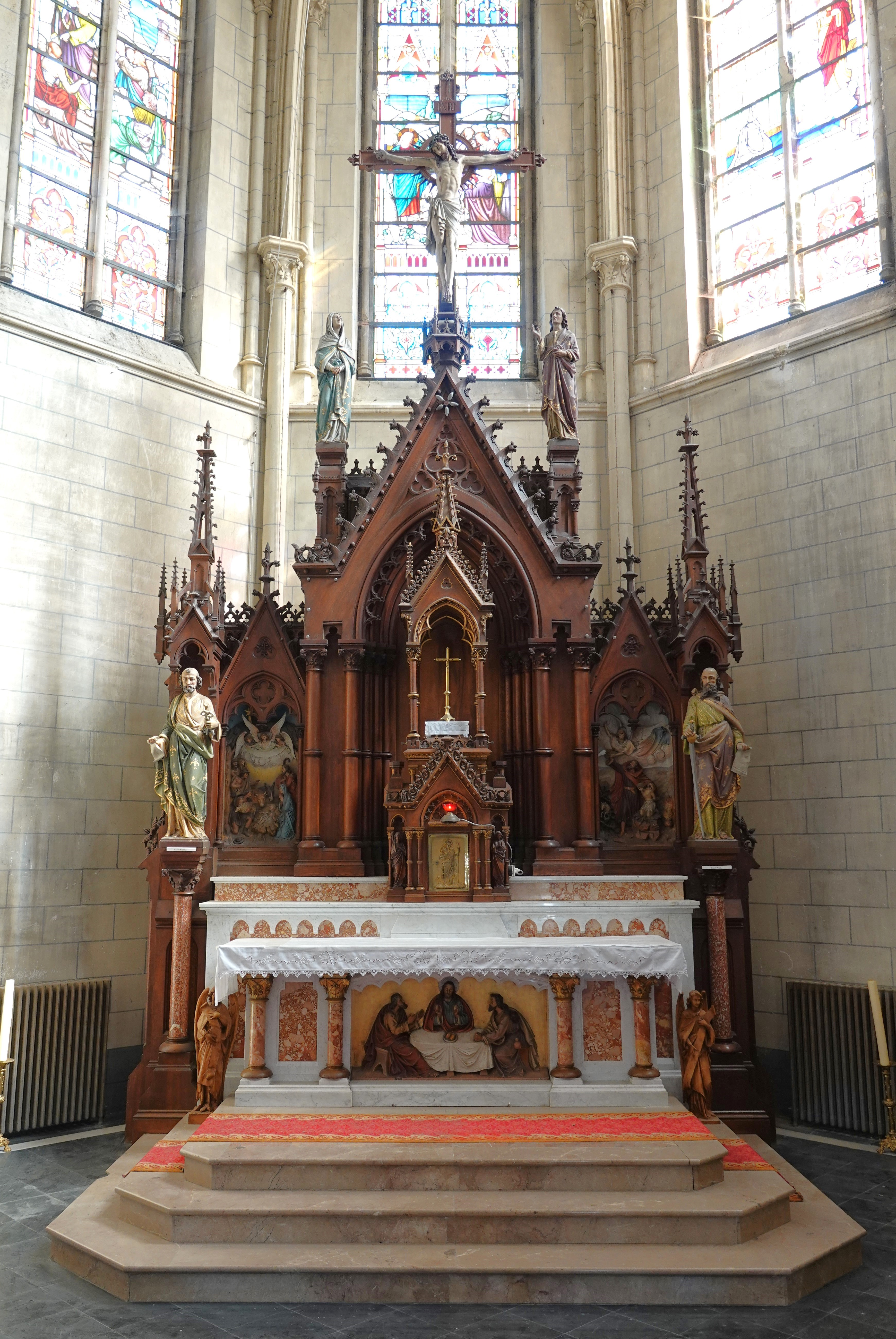
maître-autel
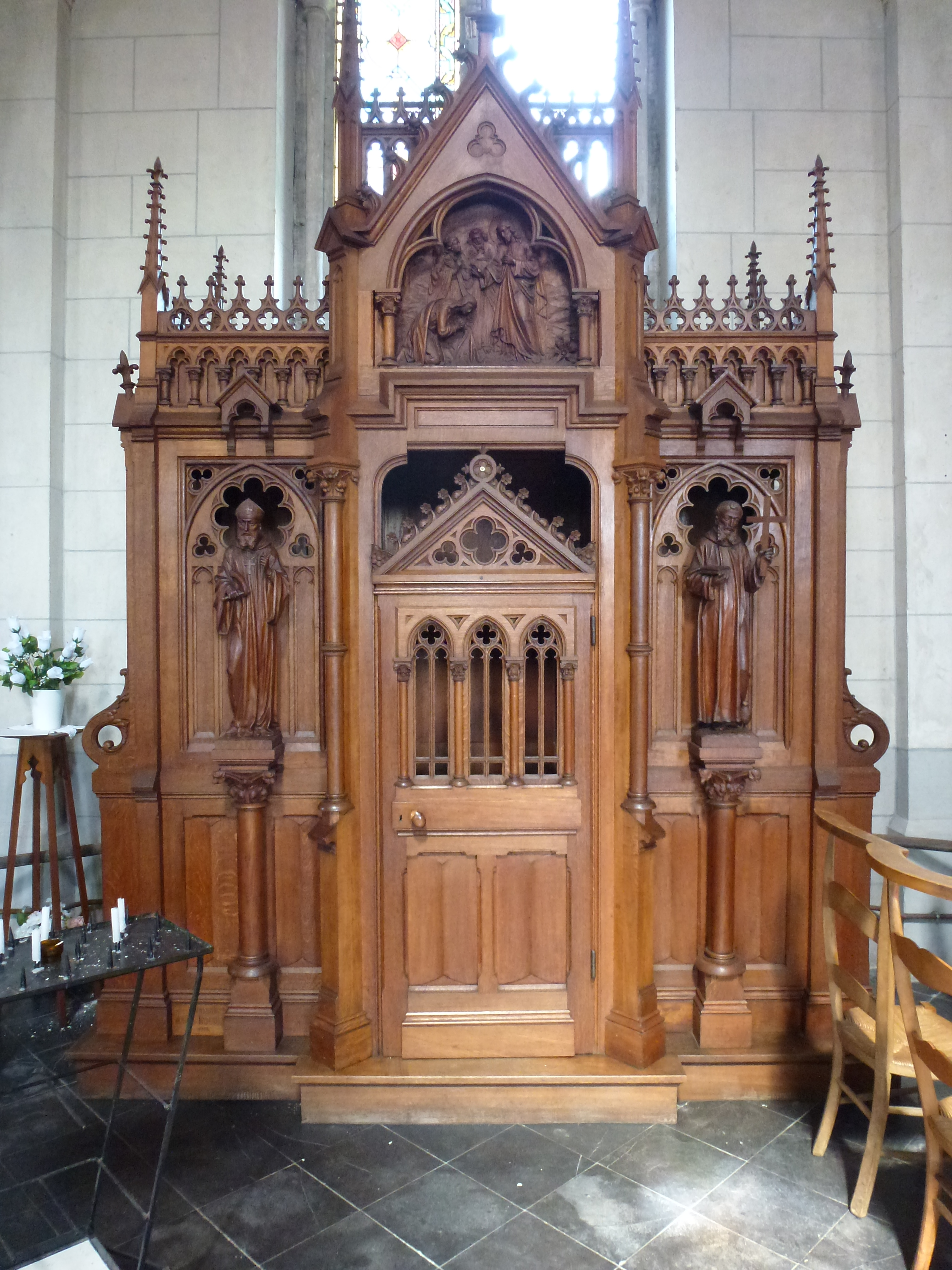
confessionnal
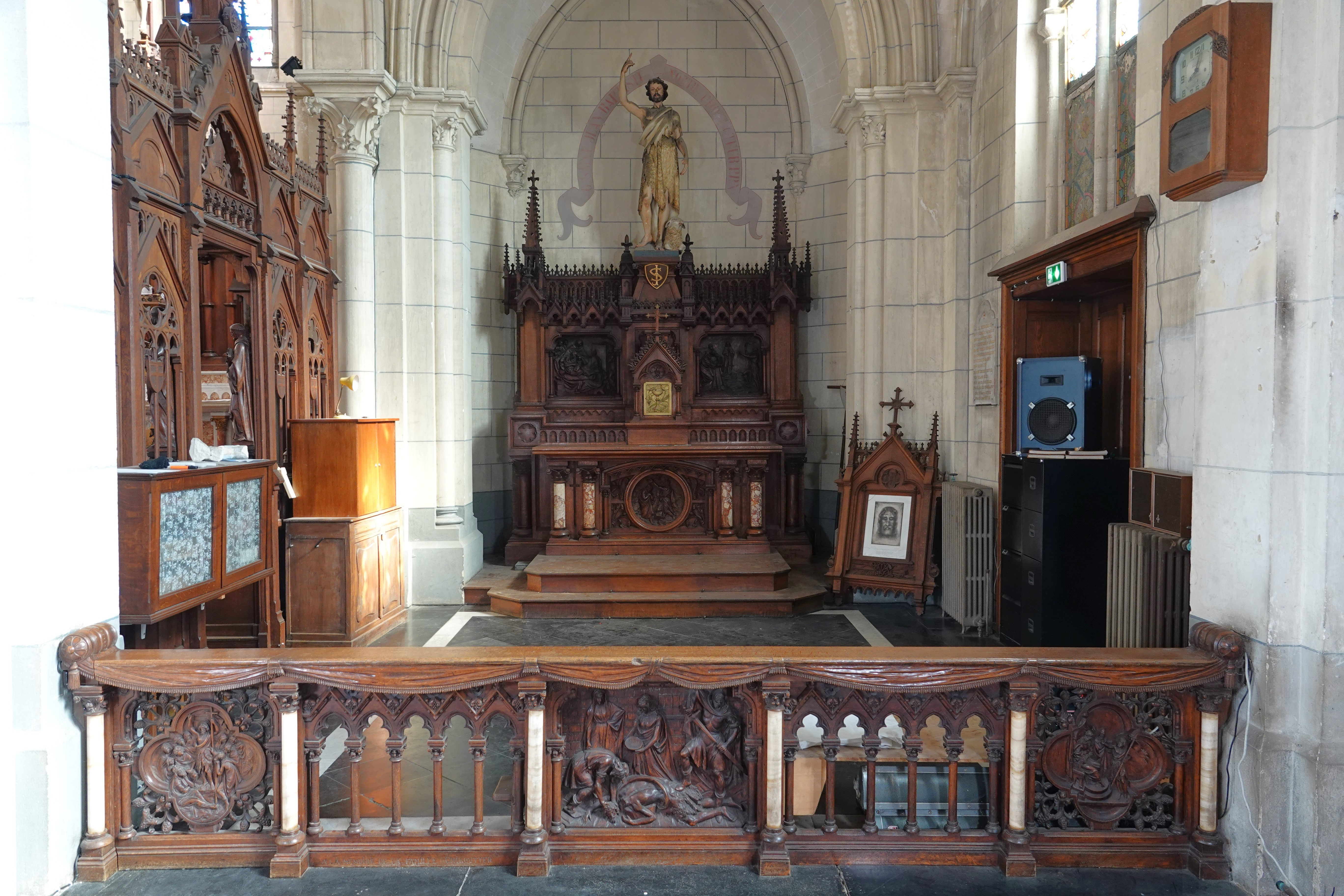
banc de communion et autel de Saint Jean-Baptiste
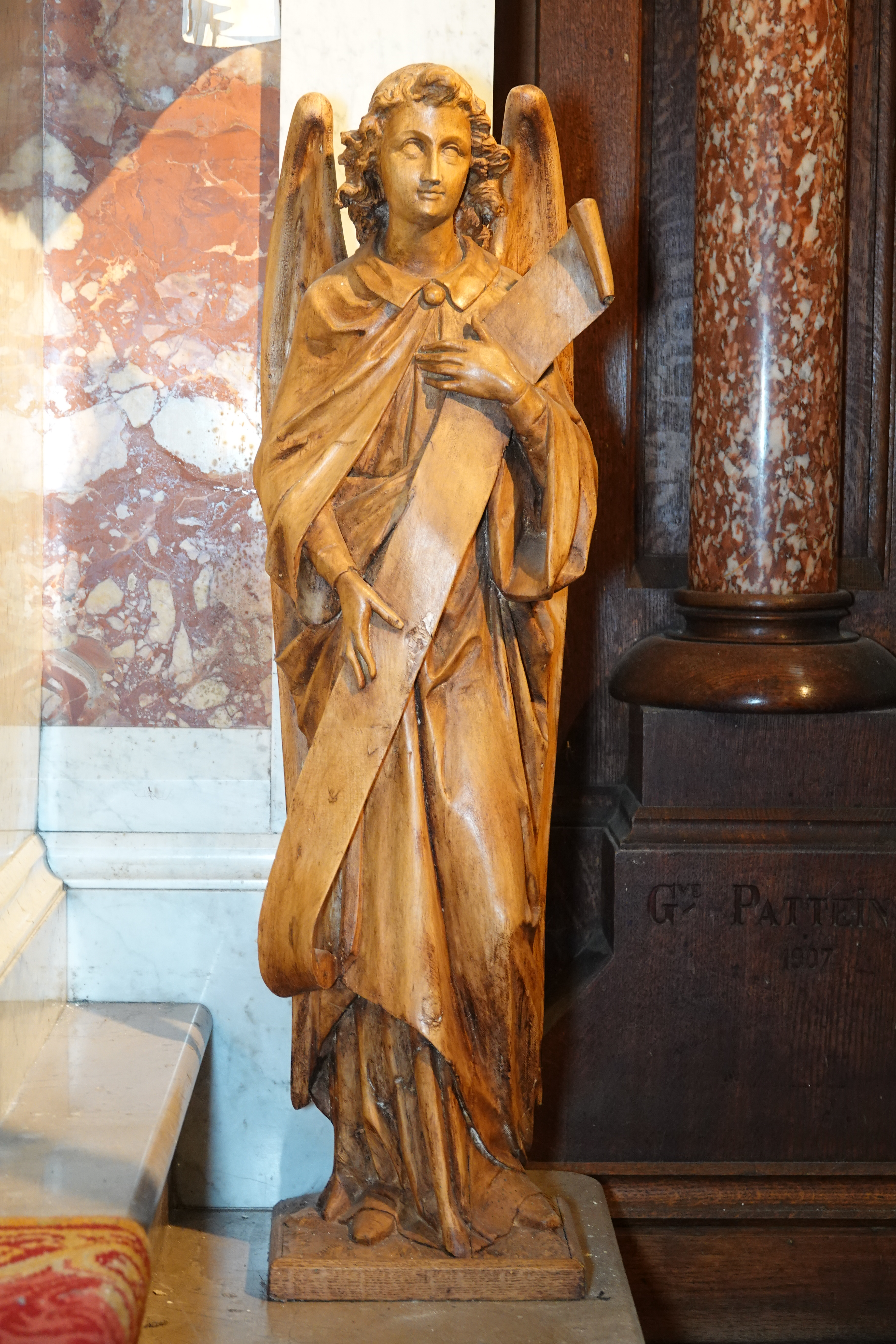
ange au phylactère

- Hardifort, église Saint-Martin[T 12]
  - encadrements du chemin de croix (vers 1902)[N 7]
  - monument aux morts de l'église
- Hazebrouck, chapelle Saint-Jacques (années 1920, en collaboration avec Pierre Vanbesien) 
  - deux autels latéraux dans le style néobaroque du maître autel (aujourd'hui disparus)[33]
- Hazebrouck, église Notre-Dame de Lourdes d'Hazebrouck (vers 1889)[L 12],[3],[7],[T 12]
  - Chandelier pascal[P 32]
  - maître-autel[P 33],[P 34]
  - autels latéraux
  - banc de communion[P 35]
  - chaire
  - stalles[P 36]
  - confessionnaux
  - fonts baptismaux
  - buffet d'orgue (1895)[34]

Malheureusement, l'église est bombardée lors de la Seconde Guerre mondiale et est complètement détruite. La nouvelle église reconstruite en 1959 conserve néanmoins religieusement quelques éléments de sculpture qui ont pu être récupérés (morceaux de la chaire, stalles...)

Œuvres conservées dans l'église Notre-Dame-de-Lourdes d'Hazebrouck
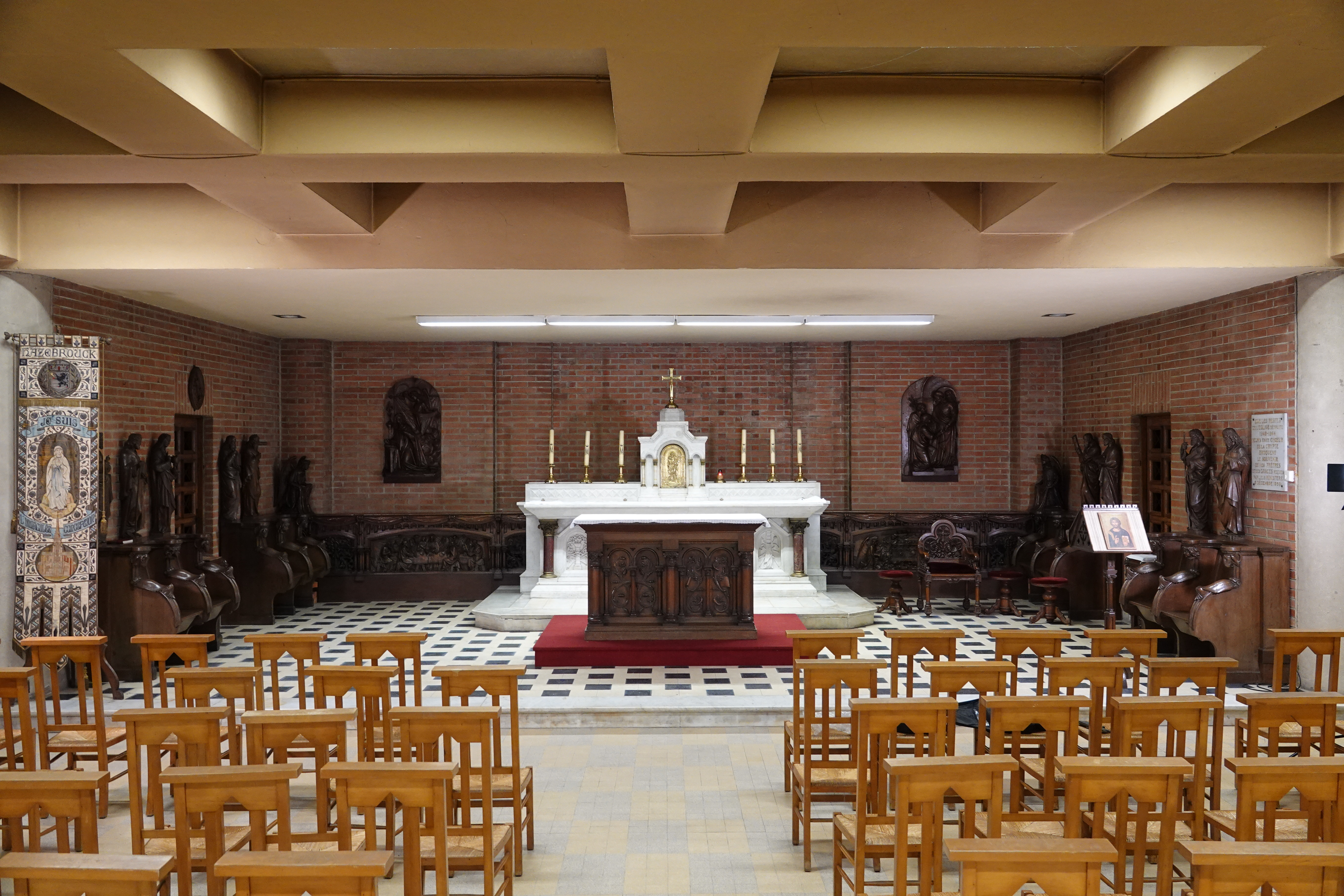
Crypte de l'Église Notre-Dame-de-Lourdes d'Hazebrouck
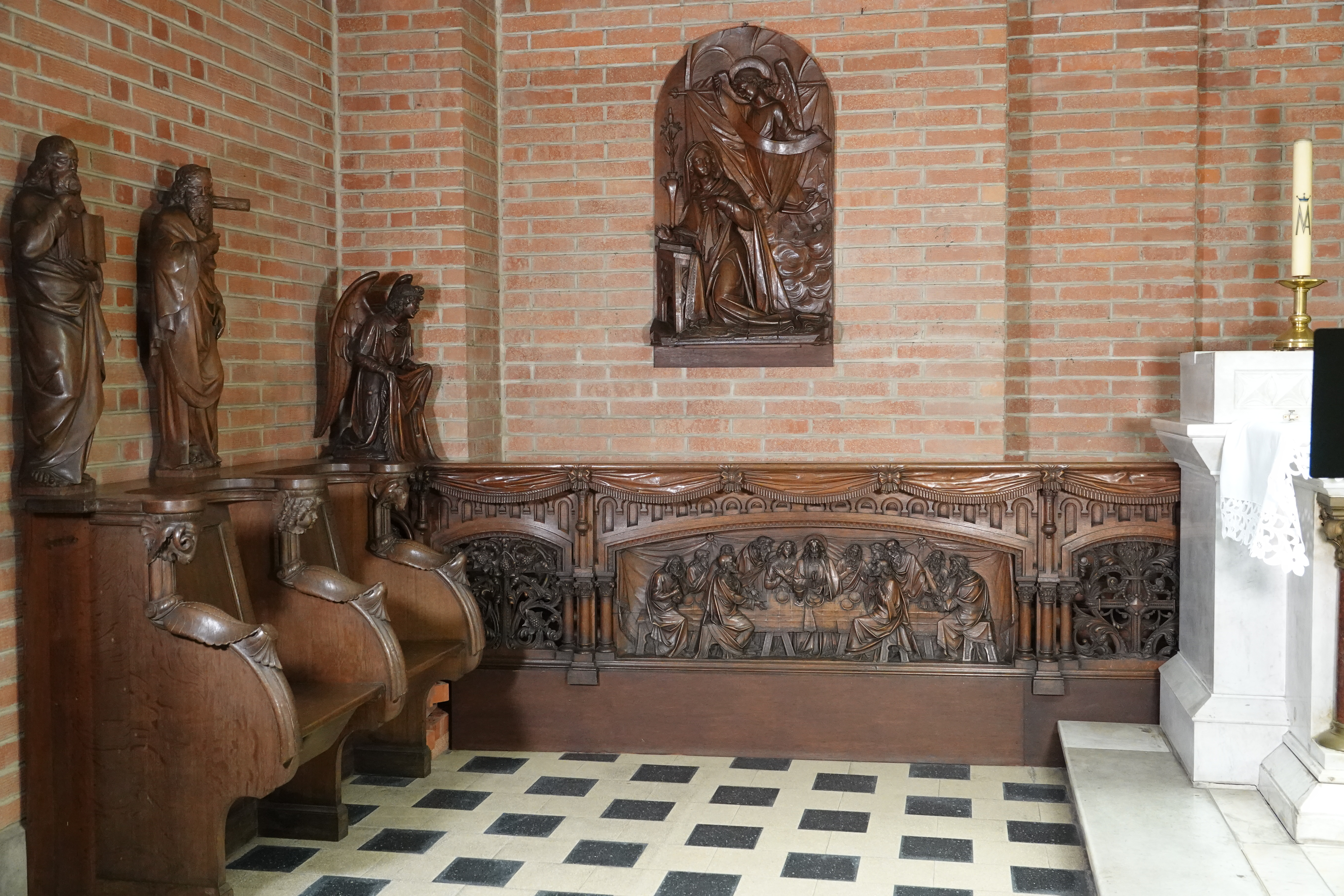
Stalles, banc de communion, relief du retable
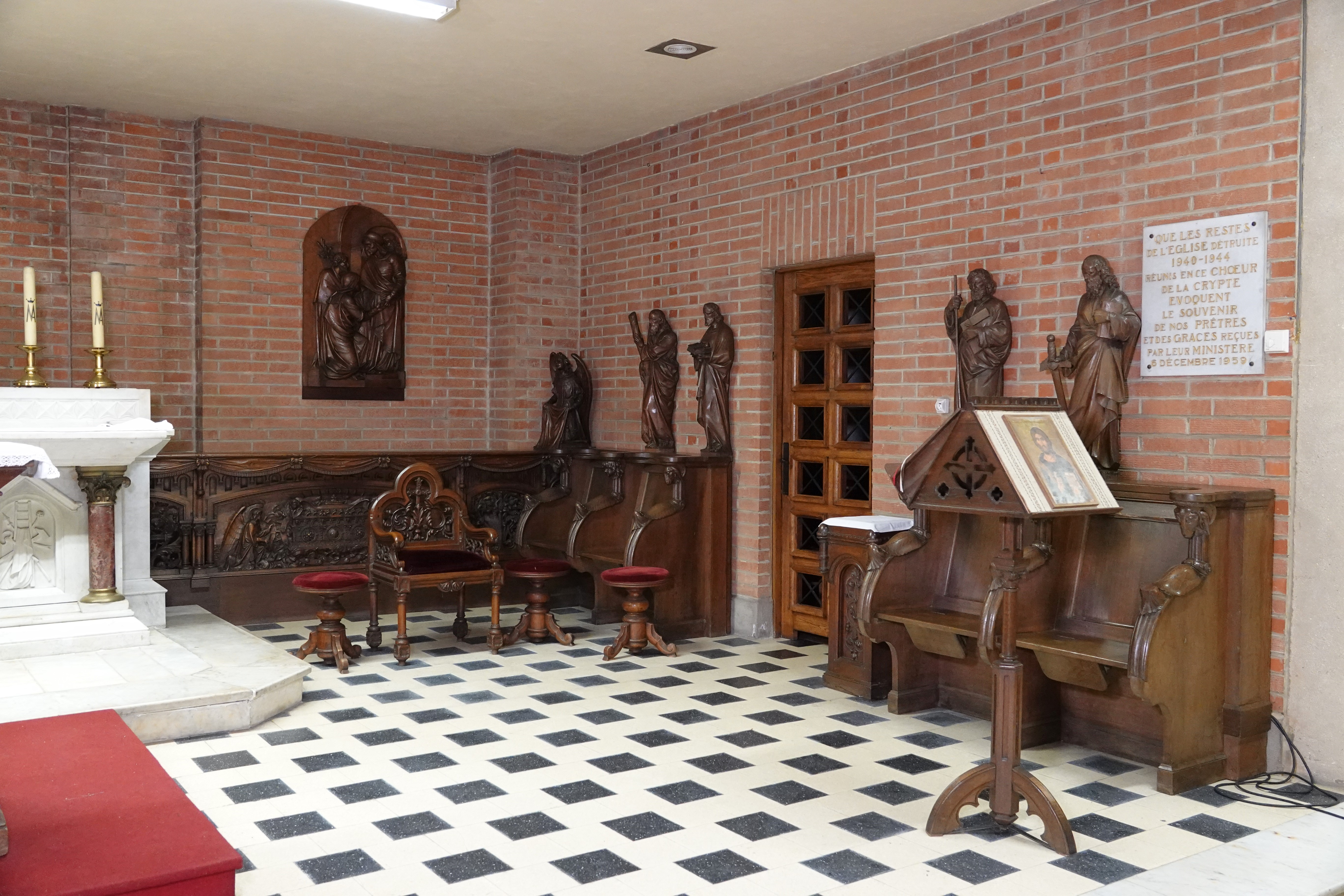
Stalles, banc de communion, relief du retable
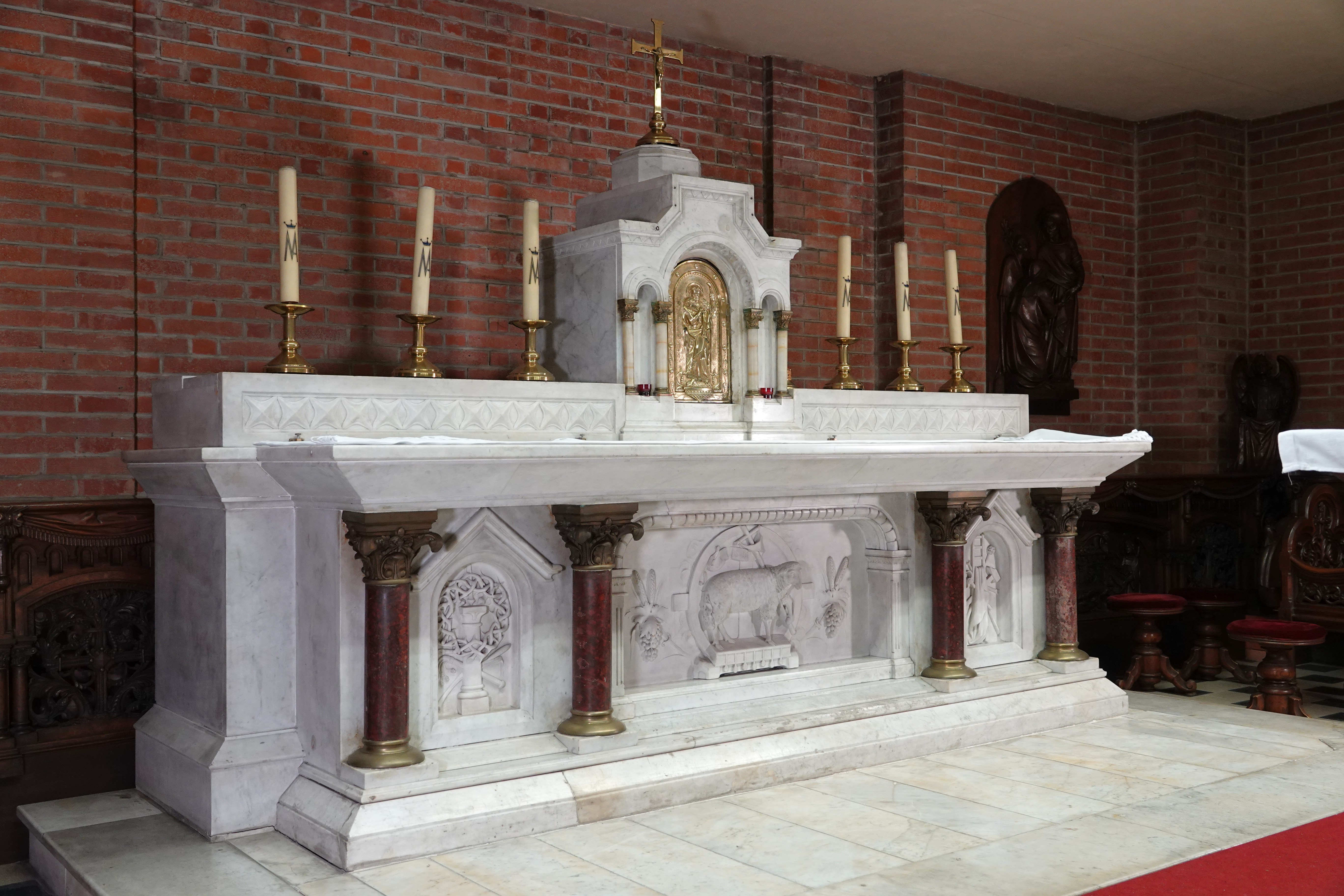
Maître-Autel (partie en marbre)
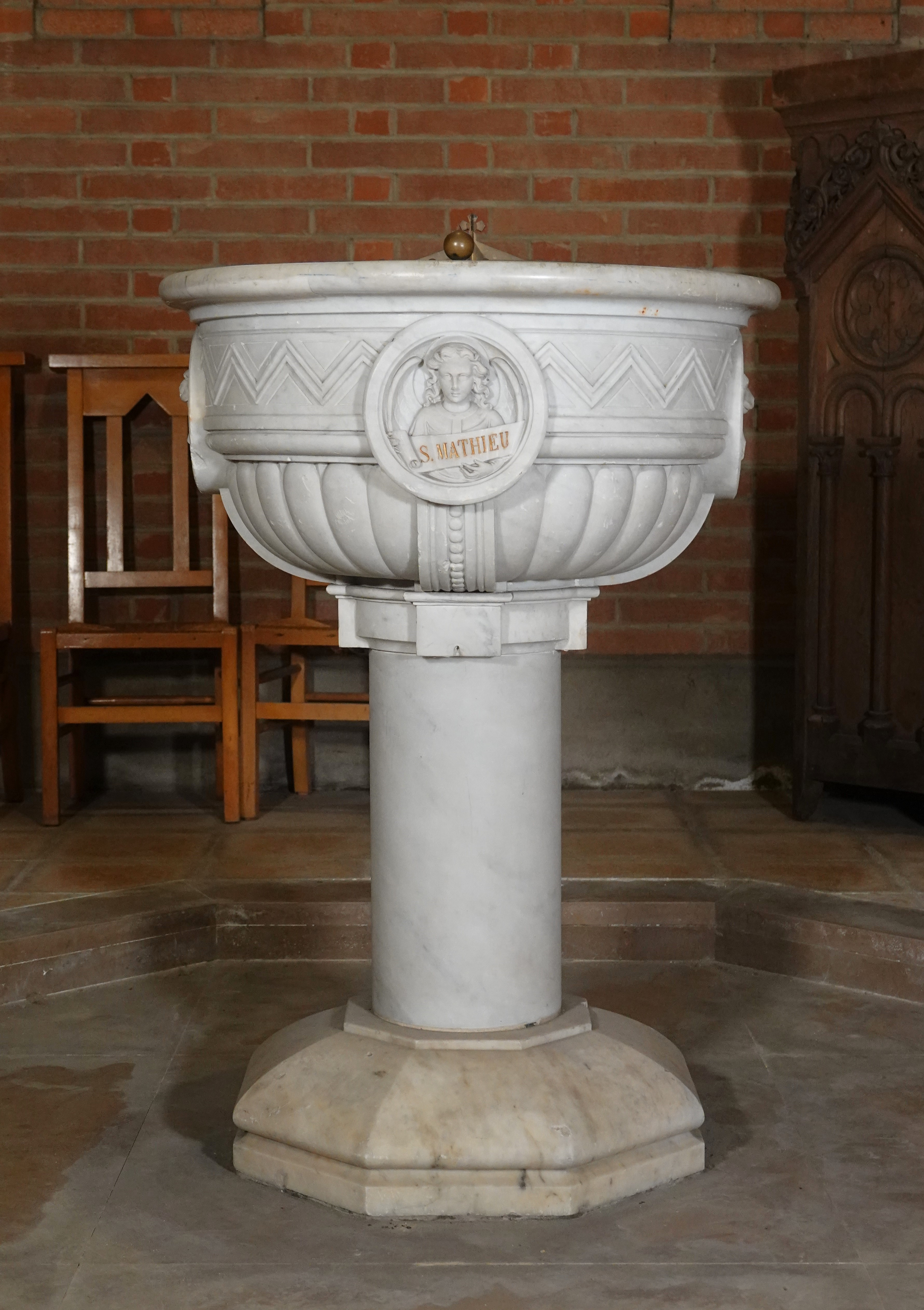
Fonts baptismaux
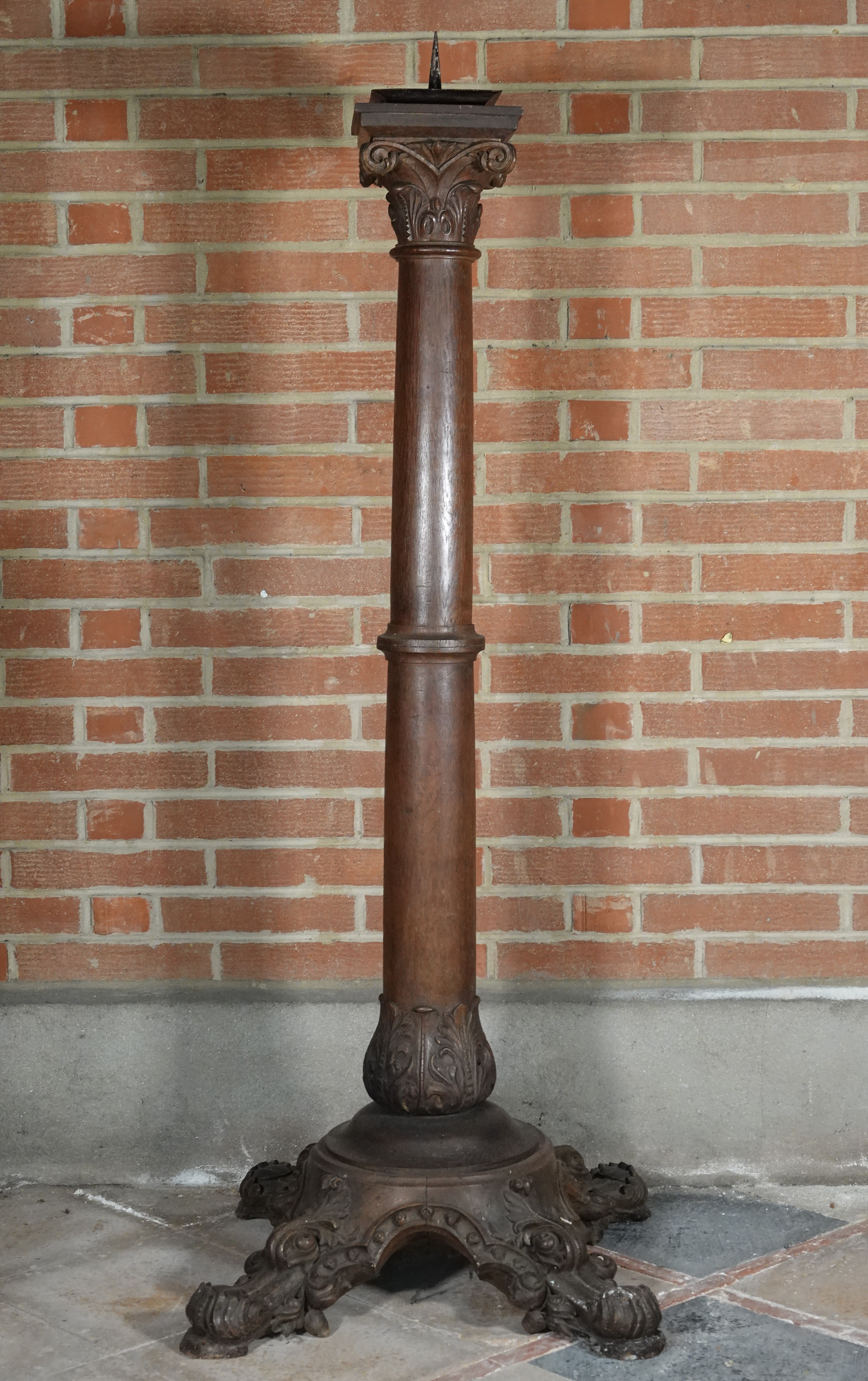
Chandelier pascal

- Hazebrouck, église Saint-Eloi[T 12]
  - catafalque,, utilisé la première fois en 1876[P 37]
  - encadrements du chemin de croix (vers 1902), peintures de Lucien Jonas[36]
- Hazebrouck, église du Sacré-Cœur[T 13]
  - ensemble du mobilier (aujourd'hui complètement disparu)
- Hondeghem, église Saint-Omer[37],[T 13]
  - maître-autel
  - stalles
  - autels latéraux dans les absidioles
  - chaire
  - deux confessionnaux
  - encadrements du chemin de croix (probablement)

L'ancienne église d'Hondeghem est détruite par un incendie en 1910. Une nouvelle église est bâtie entre 1911 et 1913. L'architecte est Paul Destombes. Elle reçoit un riche mobilier dont une partie est réalisée par Pattein. Le buffet d'orgue date de 1934 et est l'œuvre de Pierre Vanbesien, le successeur de Pattein. Il est copié sur celui de la basilique Notre-Dame-du-Saint-Cordon de Valenciennes. Vanbesien est peut être également l'auteur des petits autels de la nef dédiés respectivement à Saint Roch, Saint Omer, Saint Joseph, Saint Jean-Marie Vianney, Sainte Thérèse de Lisieux, Saint Antoine, Sainte Philomène et Sainte Brigitte d'Irlande. Son portrait se trouverait sur l'un des autels en guise de signature,. L'attribution à Pattein ou à Vanbesien de l'autel de Notre-Dame des Douleurs et du retable des fonts baptismaux est incertaine.

Œuvres de Pattein pour l'église Saint-Omer d'Hondeghem
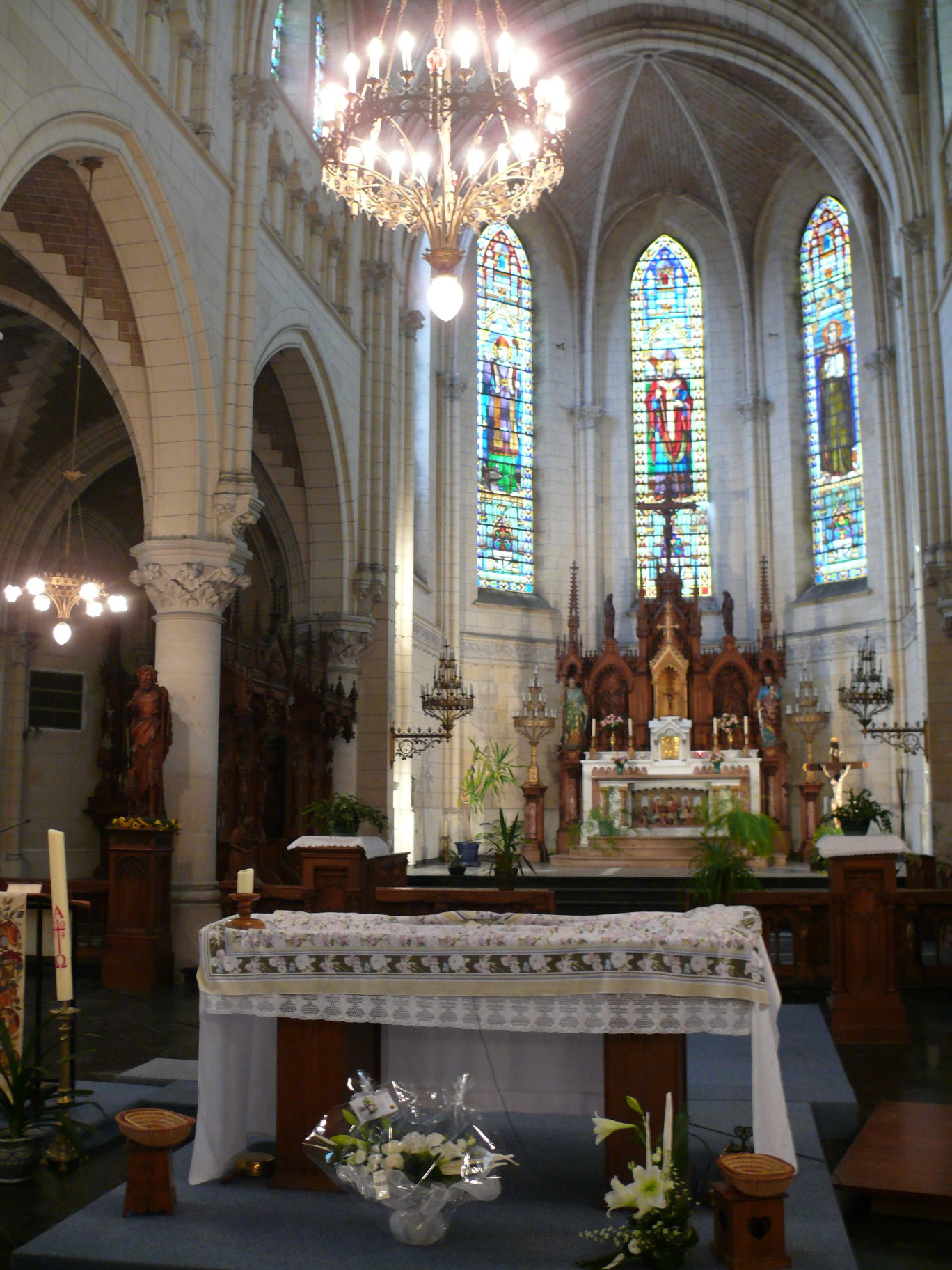
Vue du chœur avec ses stalles et son maître-autel
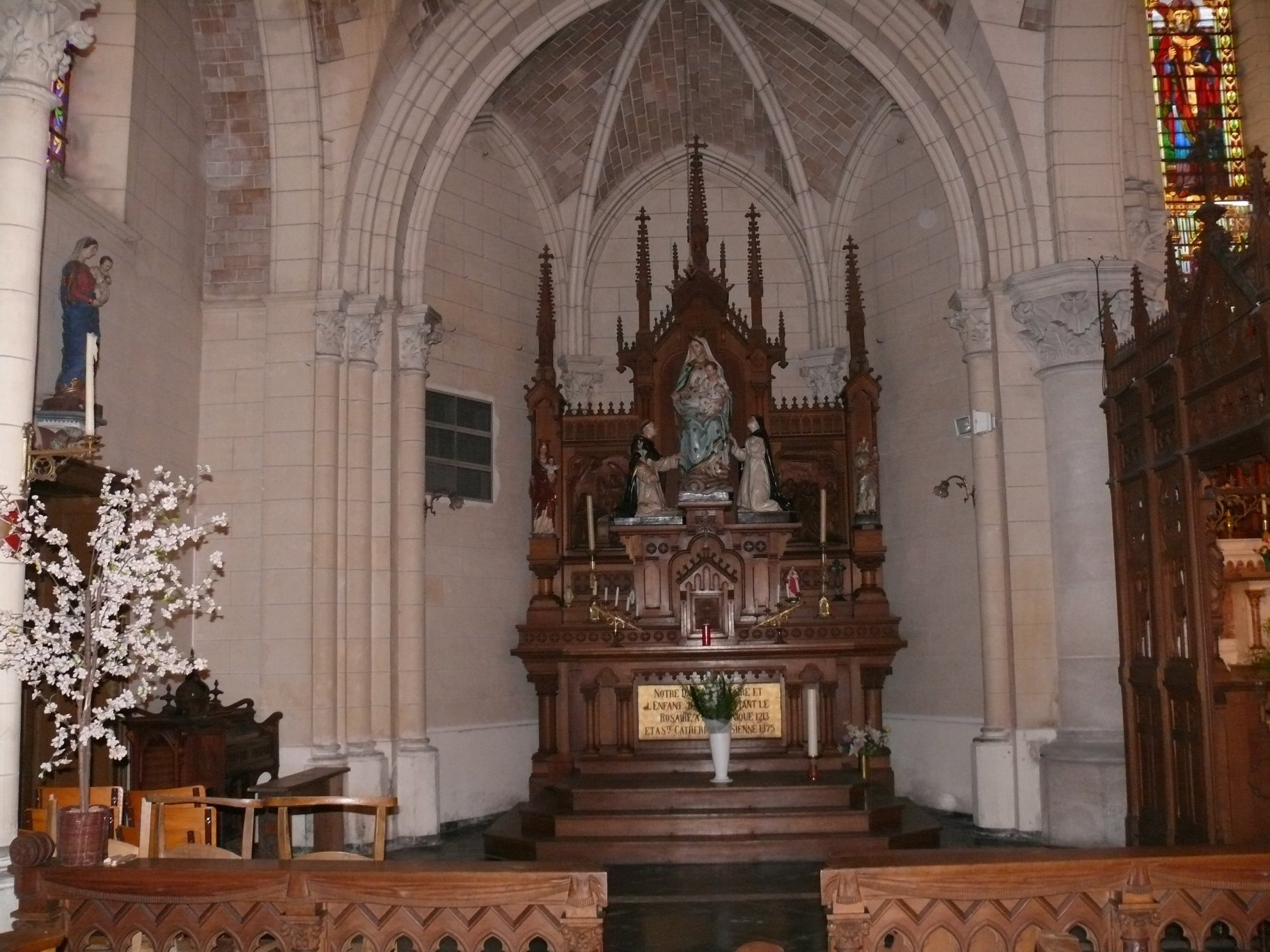
Chapelle de la Vierge (autel)
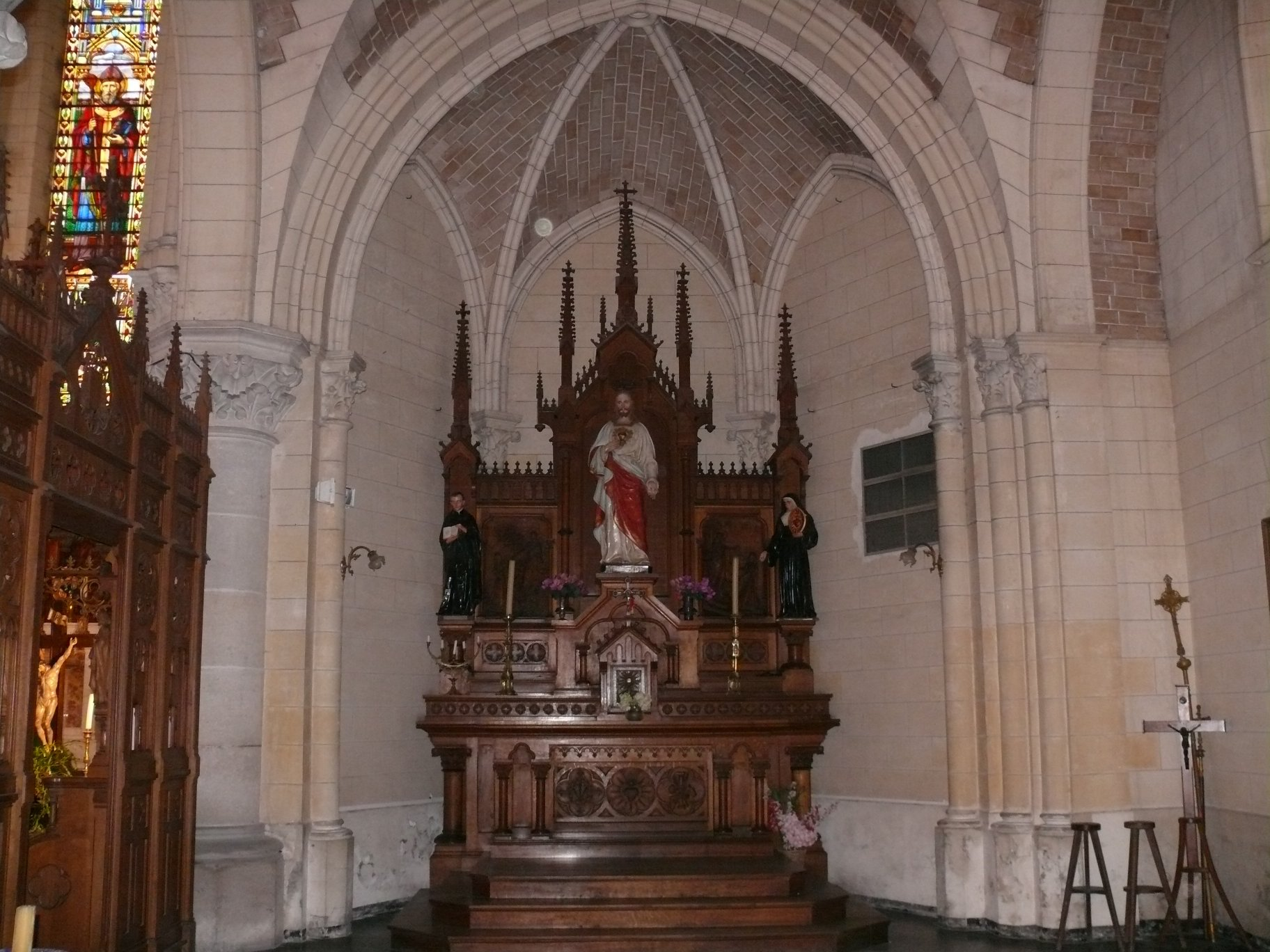
Chapelle du Sacré-Cœur (autel)
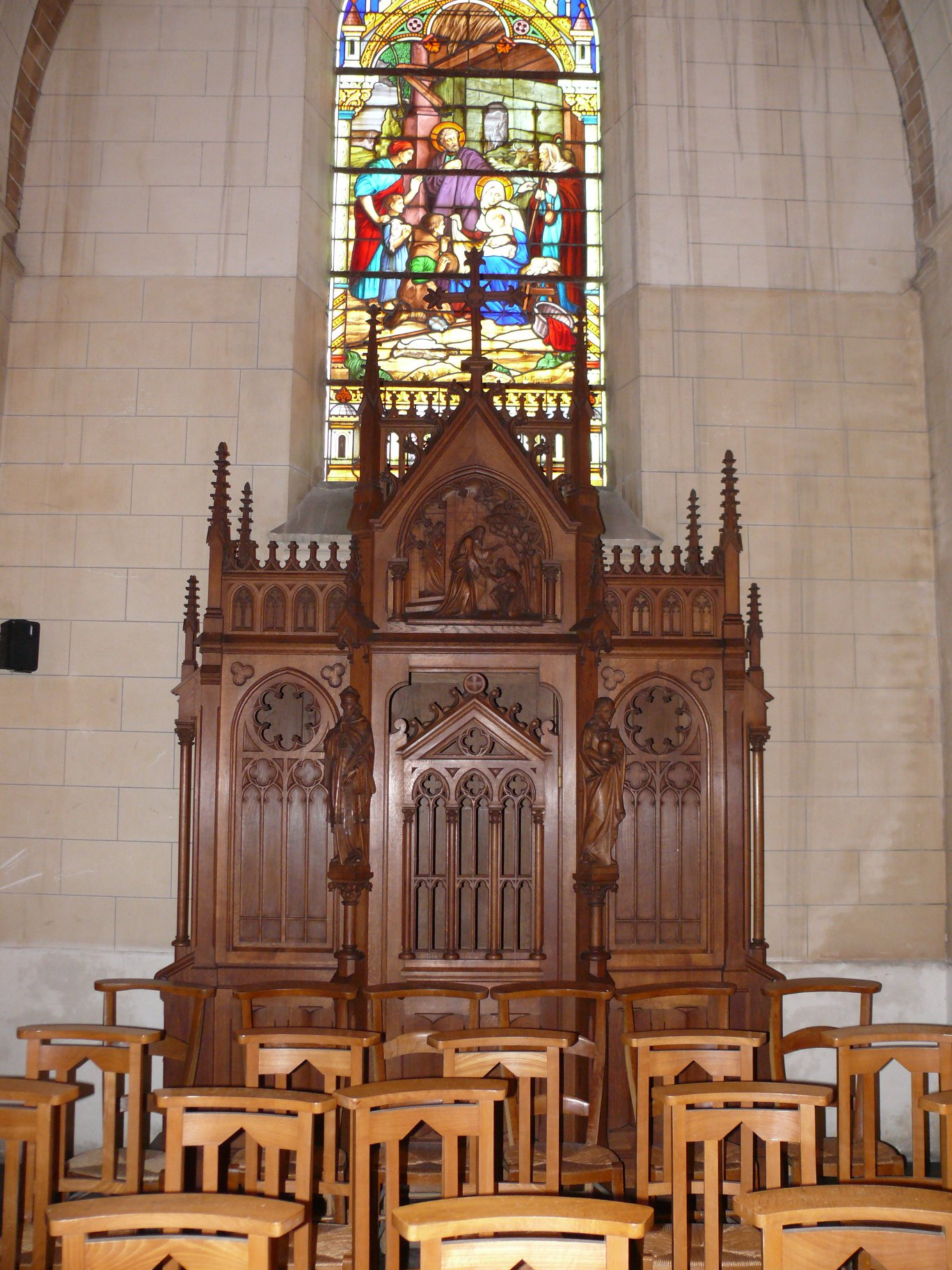
Confessionnal
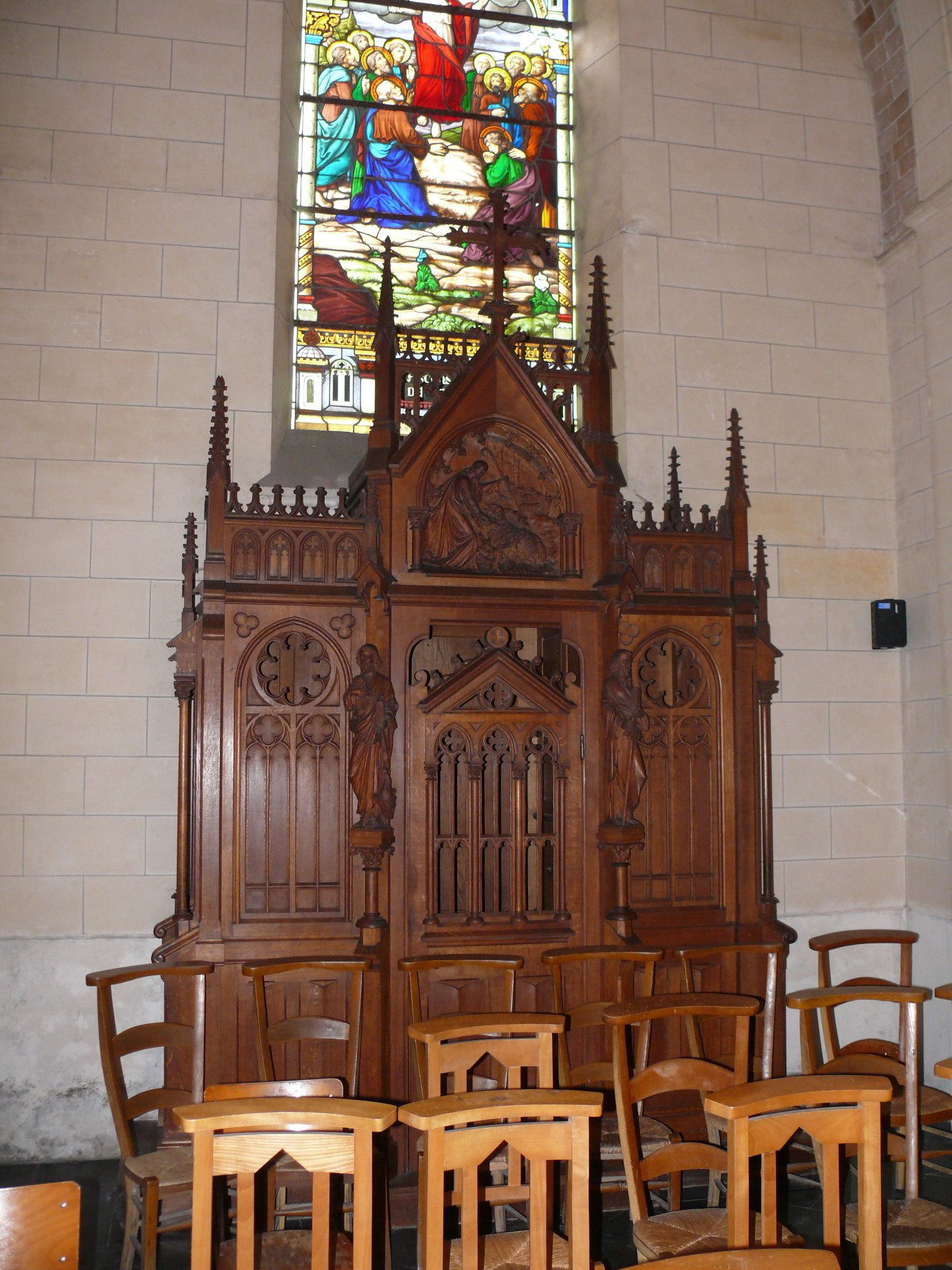
Confessionnal

- Houchin, église Saint-Omer 
  - autels latéraux (1883-1884)
  - encadrements du chemin de croix (1892).
  - confessionnal (1899)
  - chaire (1899).

Les statues garnissant les autels ainsi que les bas-reliefs du chemin de croix sont des œuvres en terre cuite de la Sainterie de Vendeuvre (hormis le Saint-Joseph de provenance inconnue).

Autels latéraux et confessionnal de l'église Saint-Omer d'Houchin
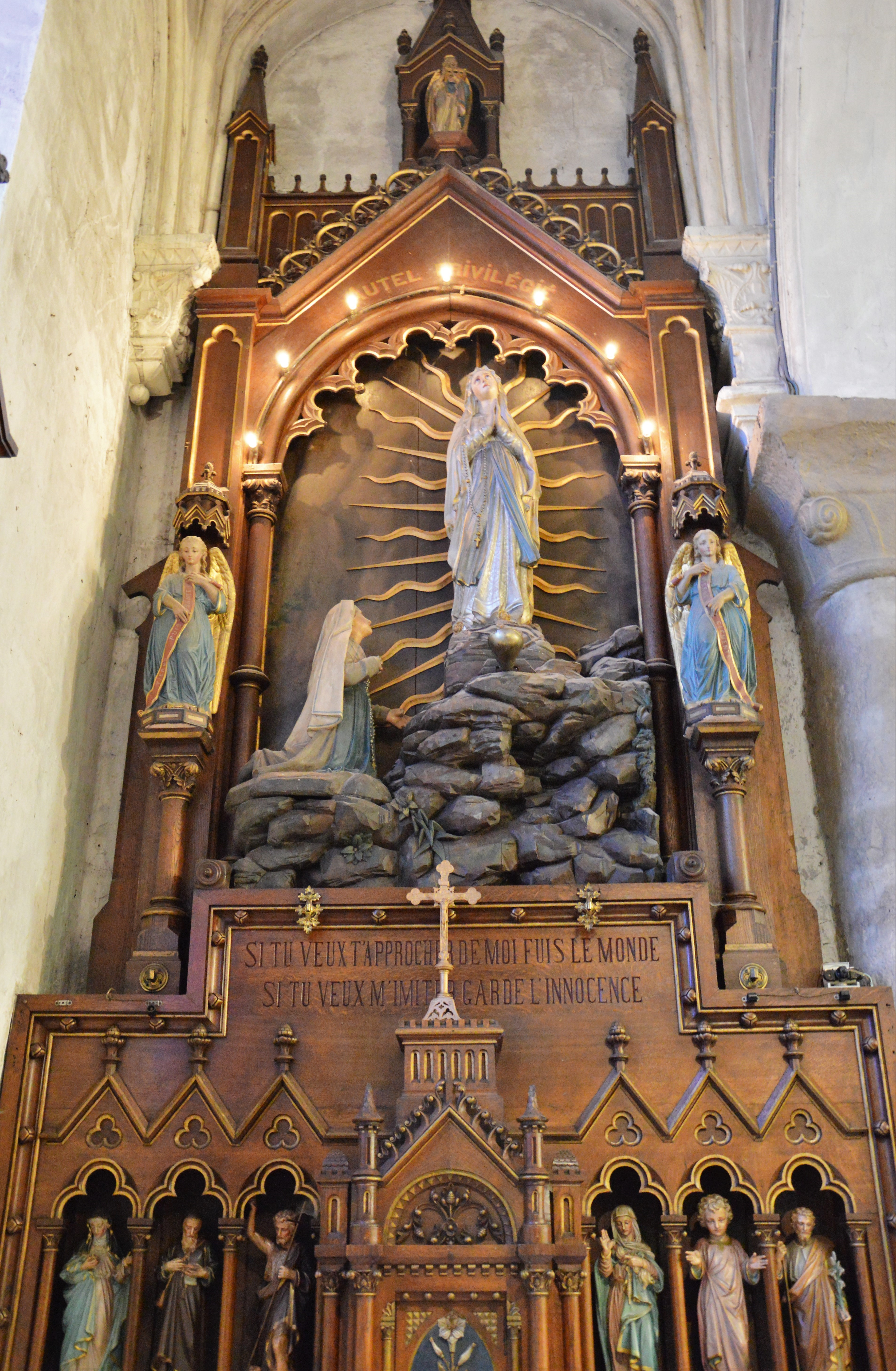
Autel de ND-de-Lourdes
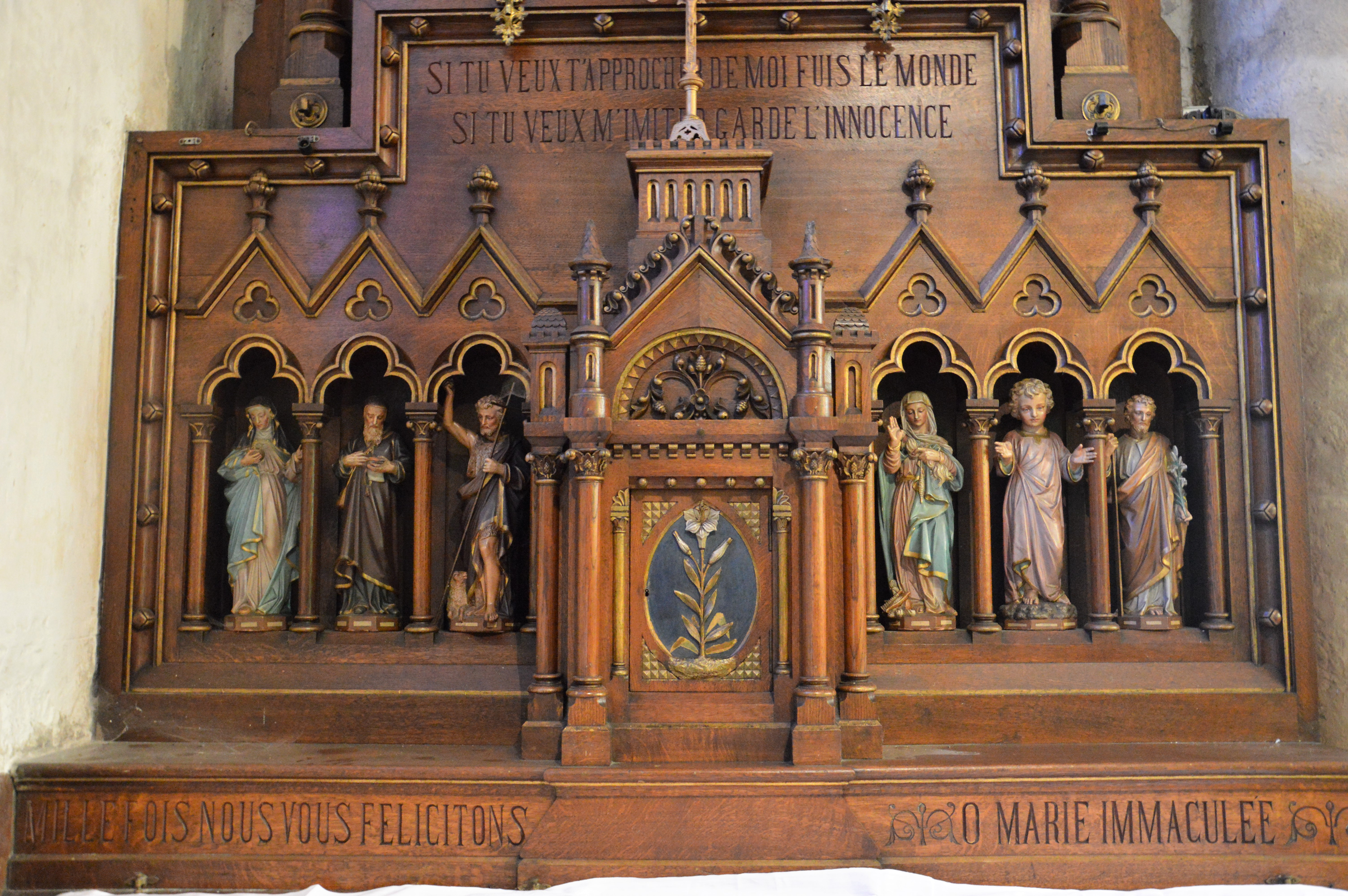
Autel de ND-de-Lourdes
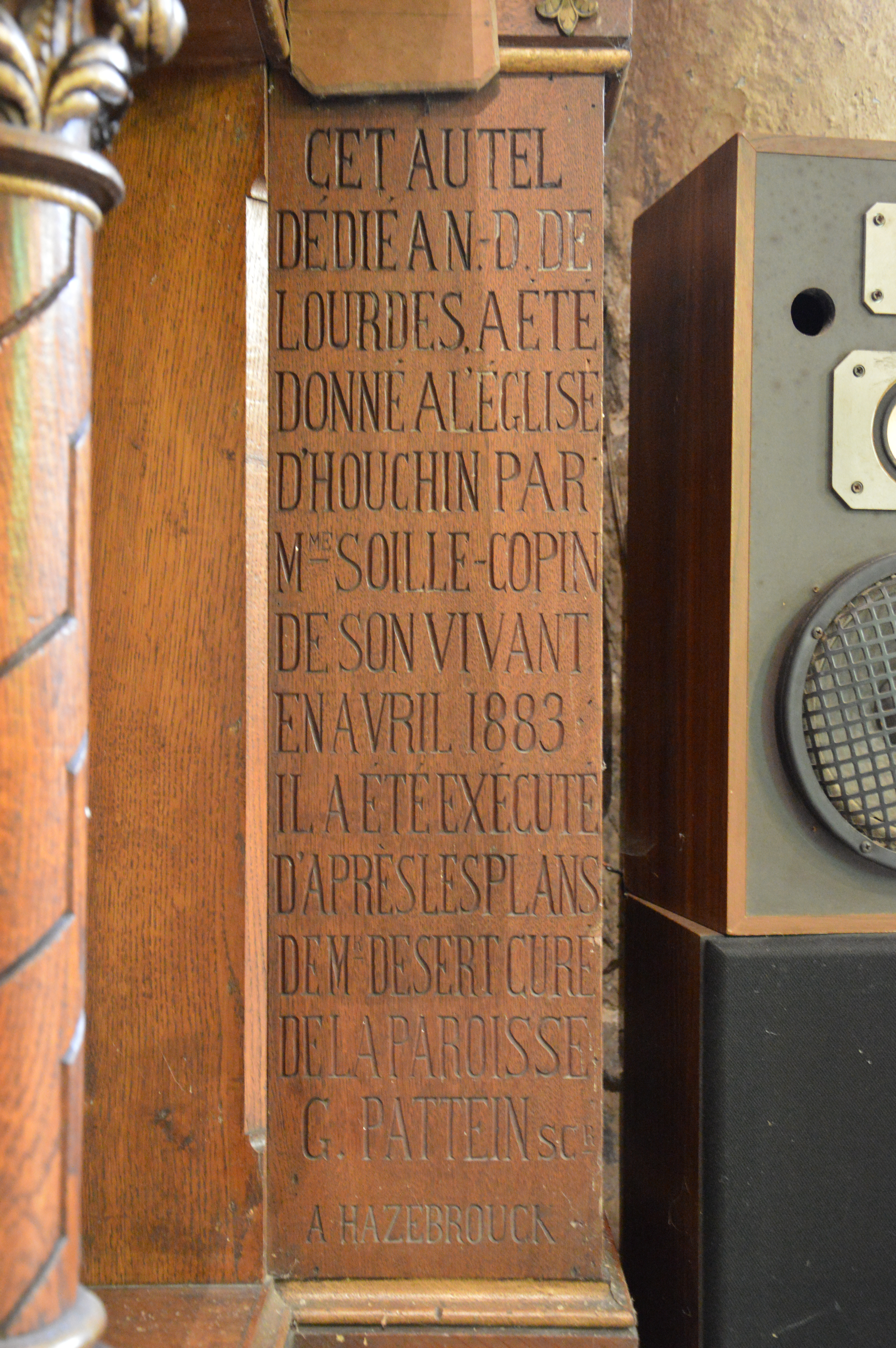
Autel de ND-de-Lourdes
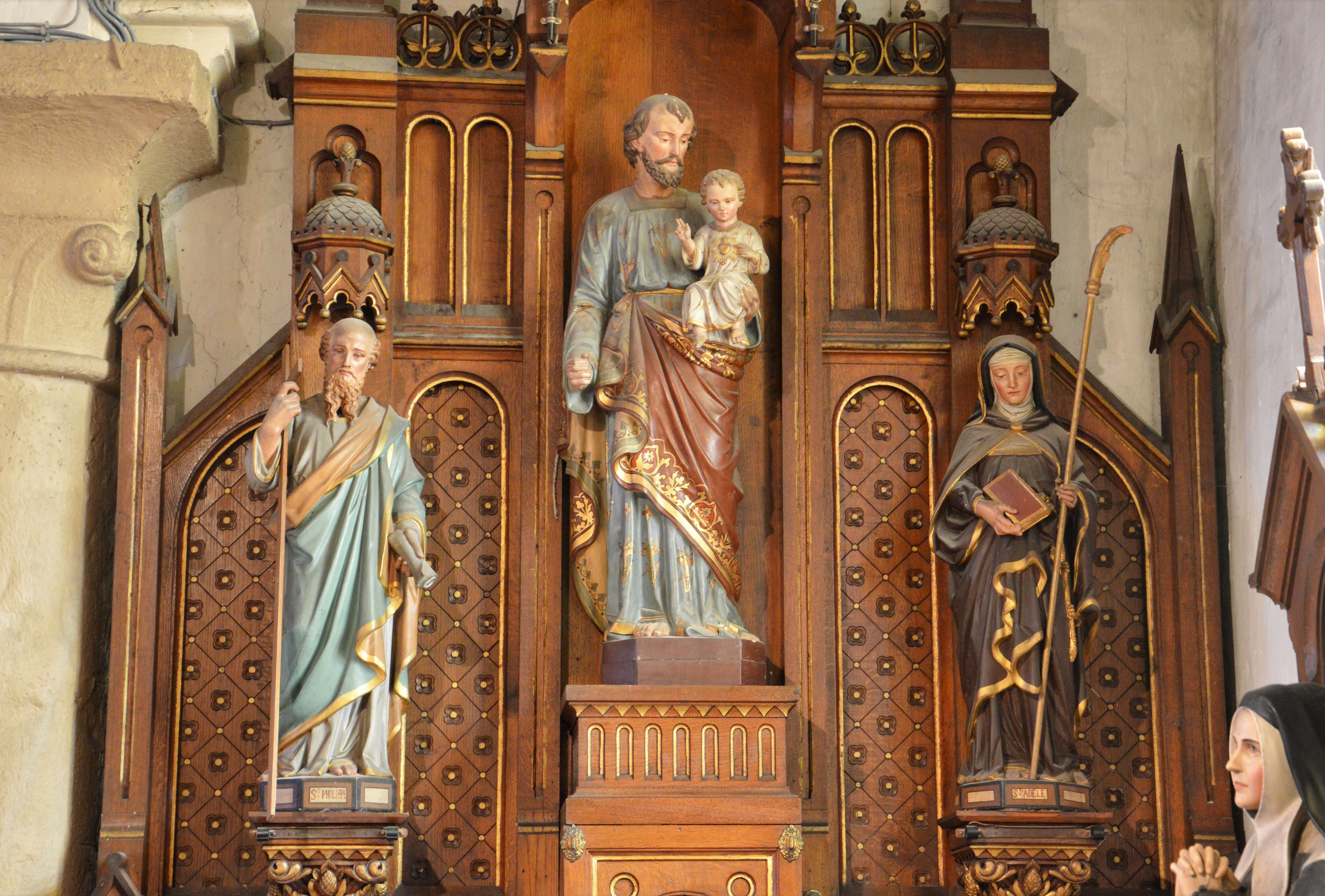
Autel de Saint Joseph
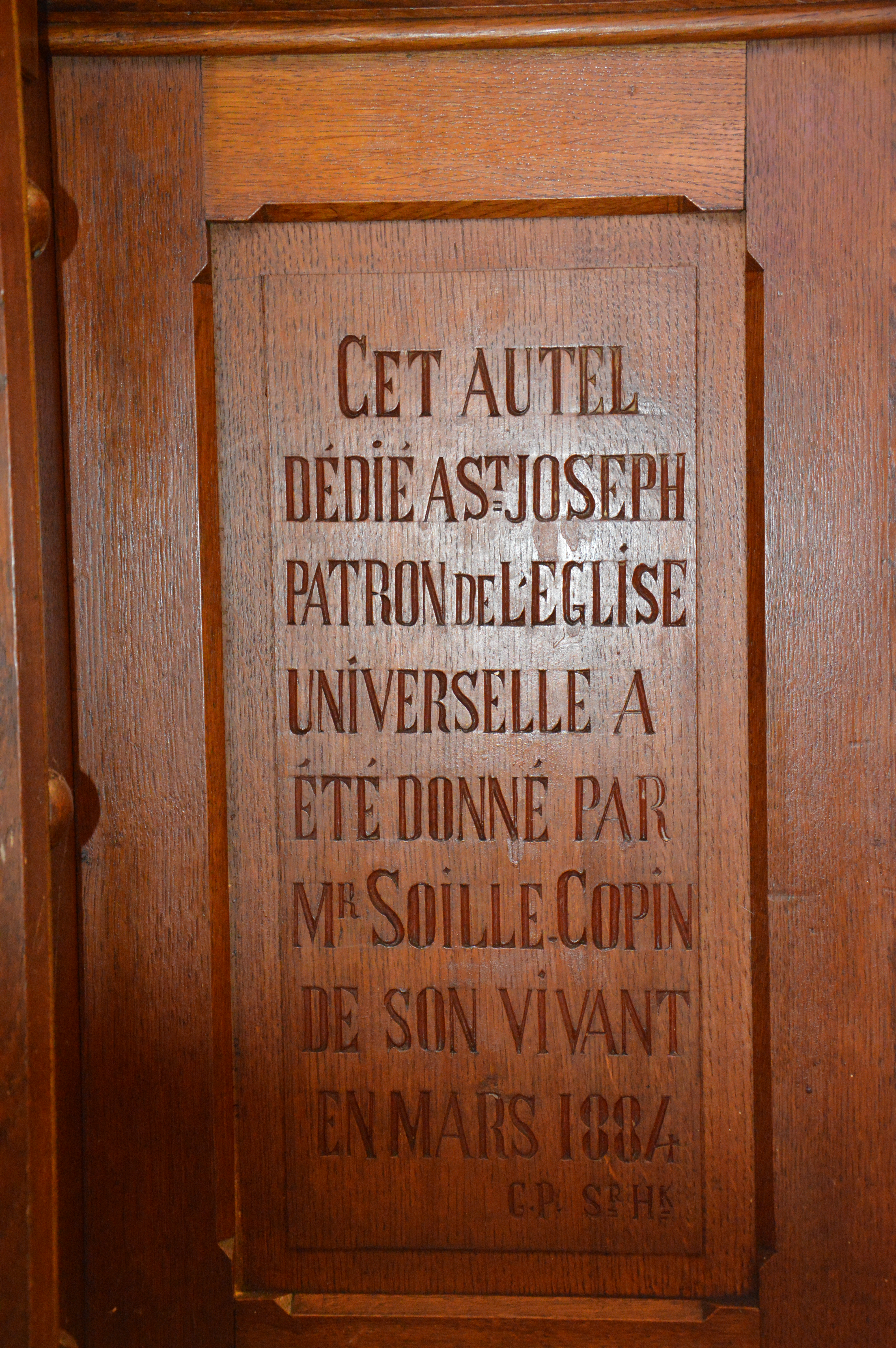
Autel de Saint Joseph
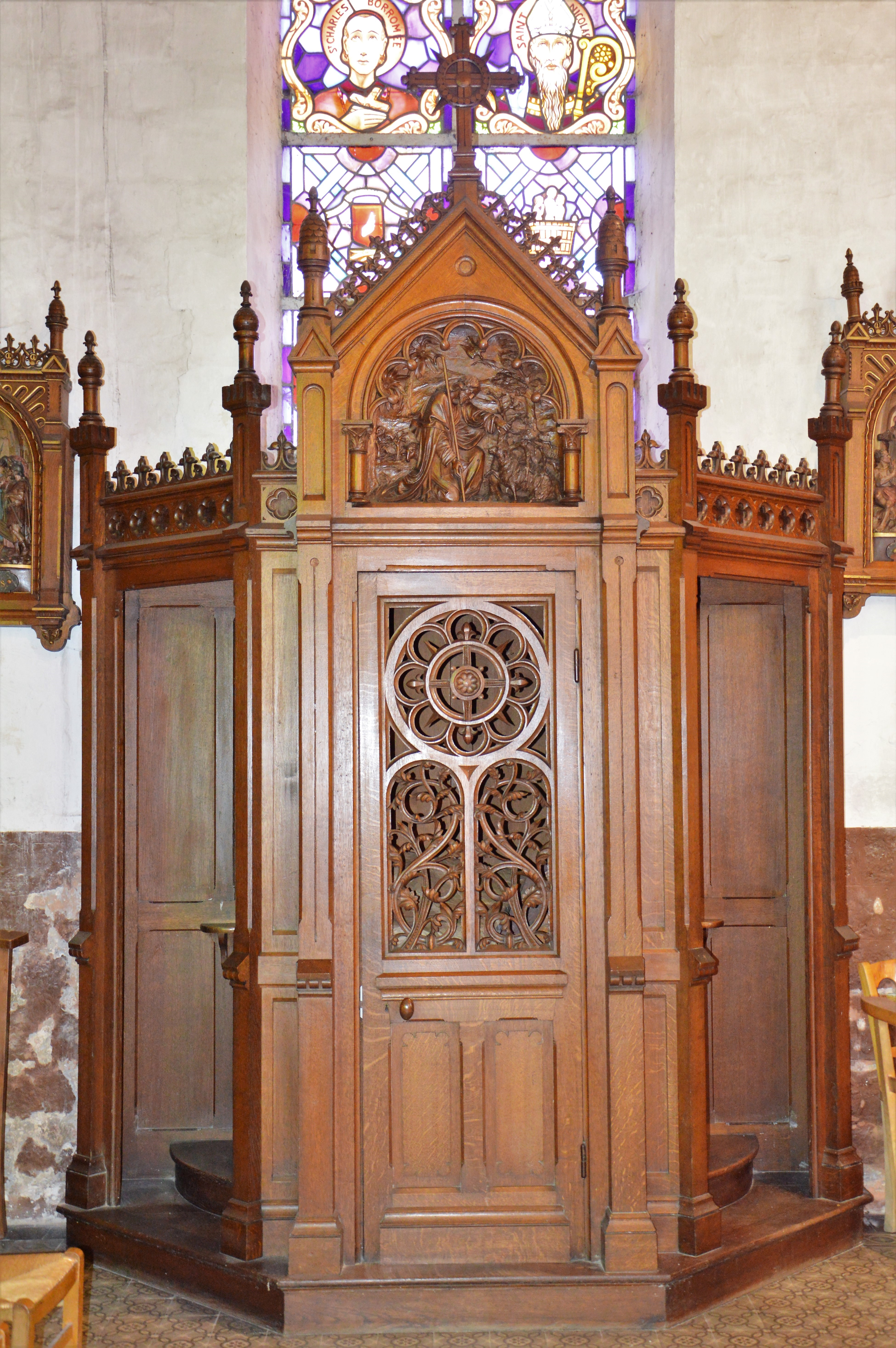
Confessional
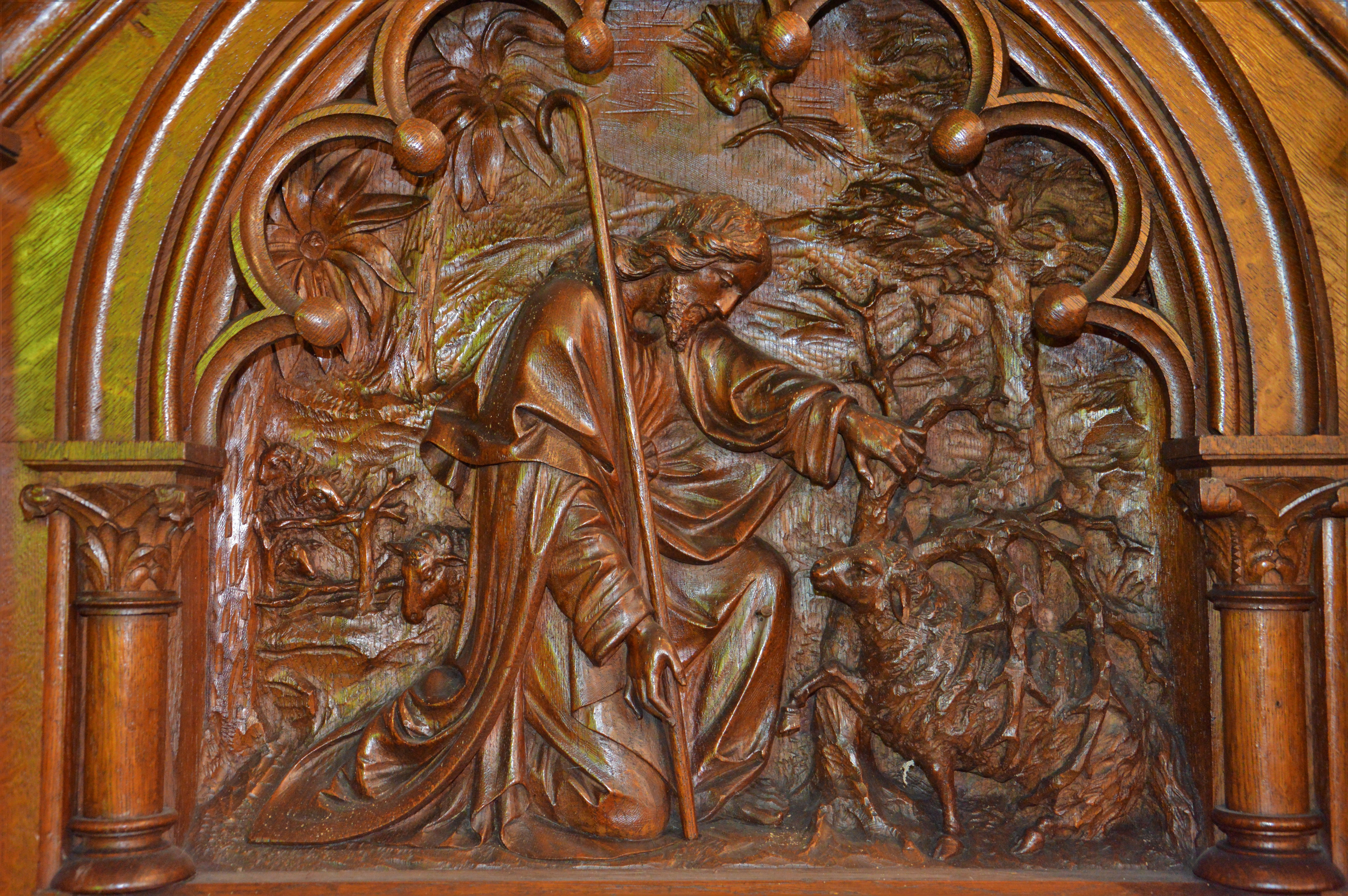
Confessional

- La Madeleine, église Sainte-Marie-Madeleine[T 13]
  - quatre stalles de chaque côté par groupe de deux (24 septembre 1903)[N 8]
- Labeuvrière, église Saint-Pierre (entre 1880 et 1890)
  - Maître-autel[39]

L'attribution à Pattein peut-être établie par rapprochement avec le maître-autel de l'église de Godewaersvelde. Les statues de Saint Pierre et de Saint Paul sont quasiment identiques mais la qualité des sculptures semble supérieure à Labeuvrière. Le schéma général est également typique de Pattein et peut-être rapproché d'un dessin exécuté pour l'autel de Loon-Plage et reproduit par Aïda Tellier. Il est à noter que le tombeau de l'autel contient un Christ gisant en terre cuite issu de la manufacture de Vendeuvre sur Barse, dite la Sainterie.

Maître-Autel de l'église Saint-Pierre de Labeuvrière
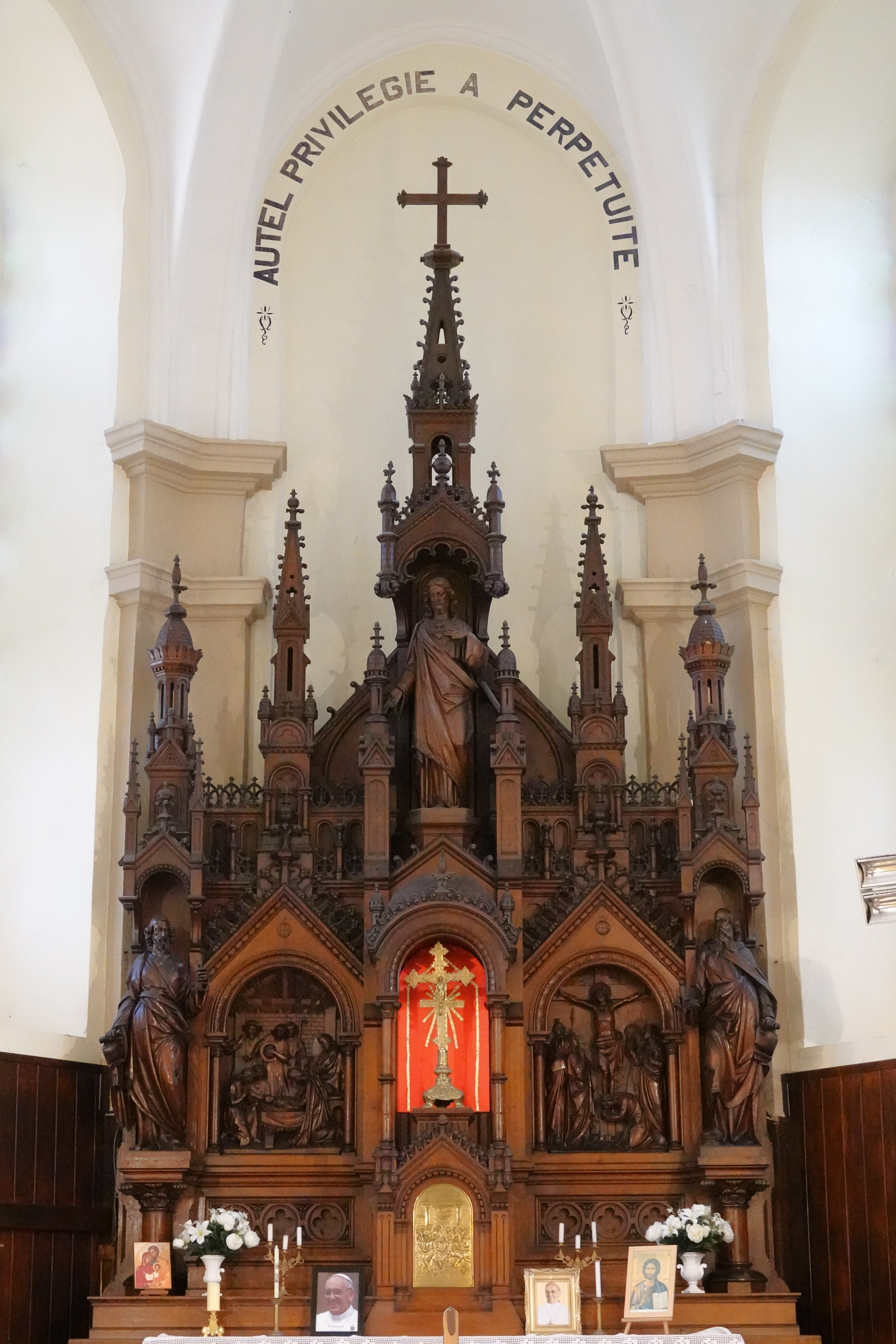
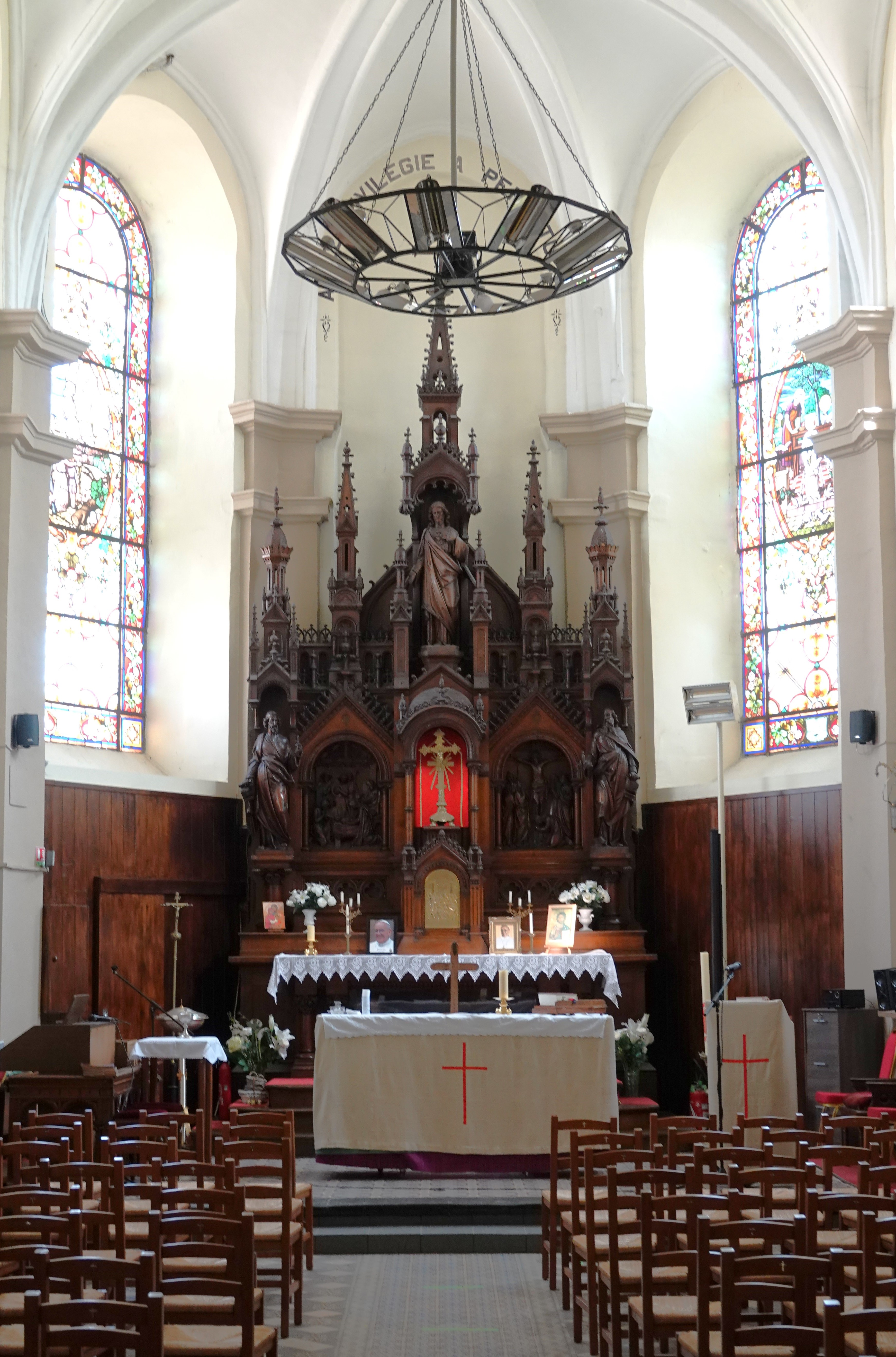
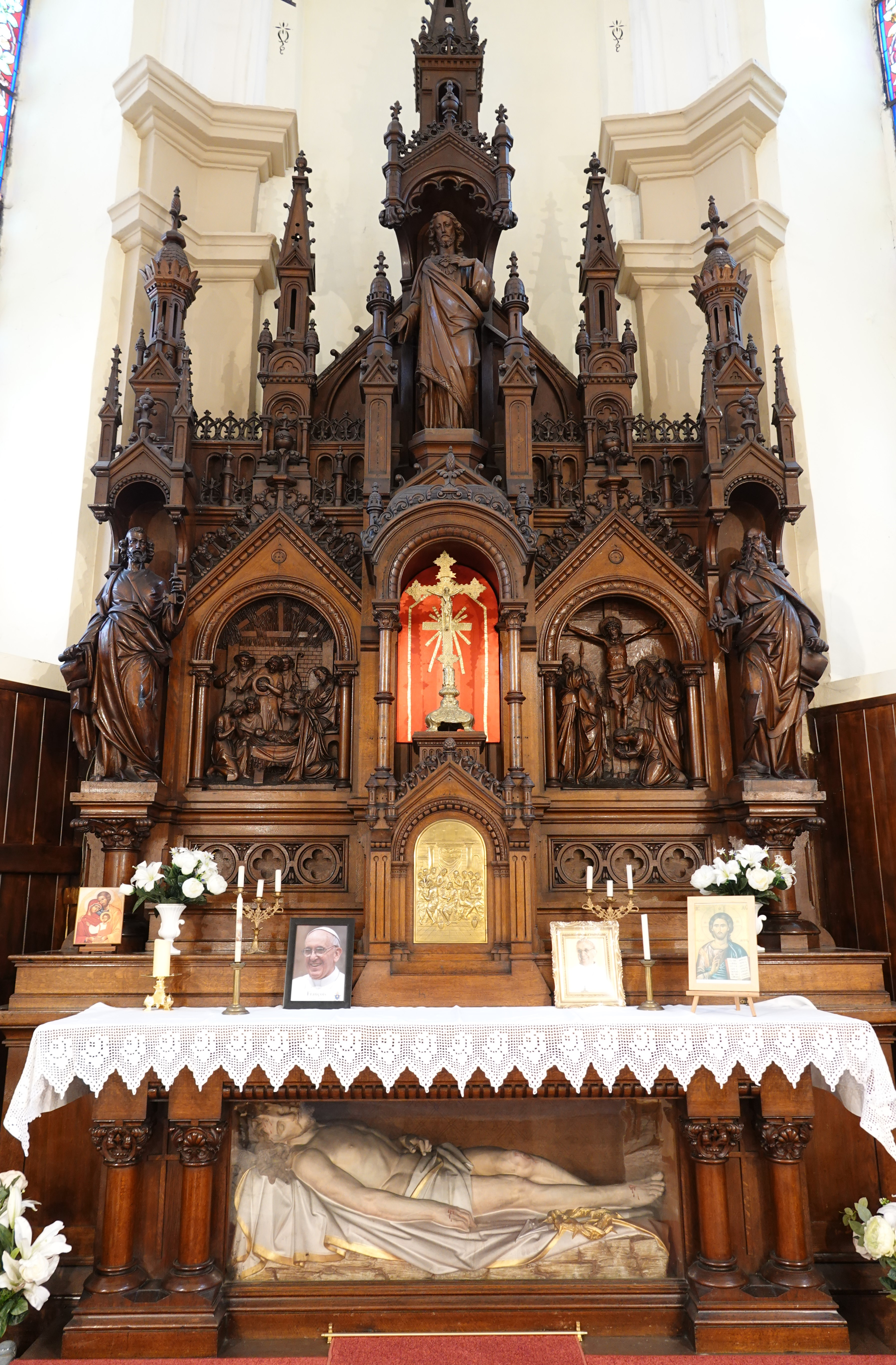
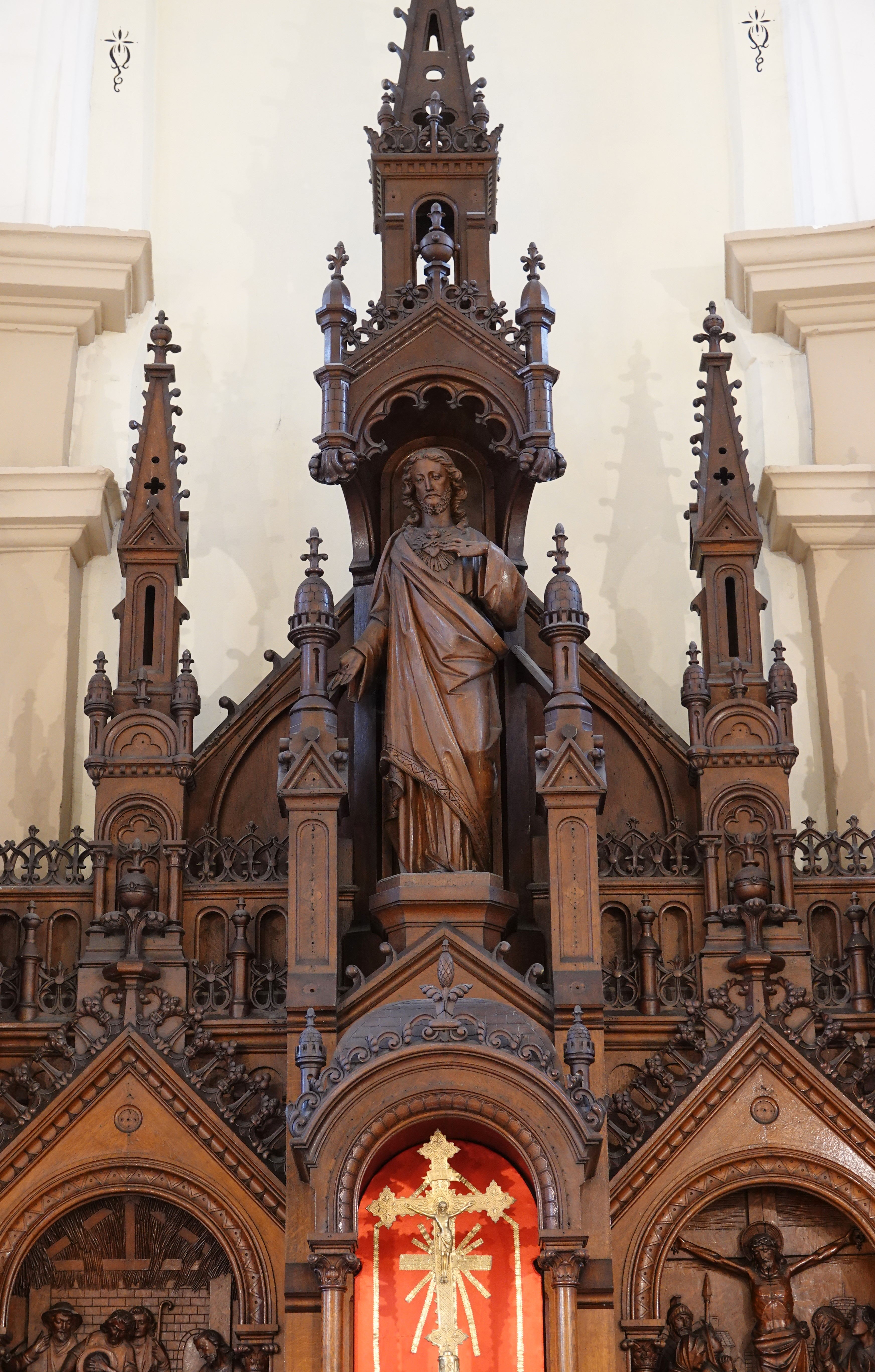
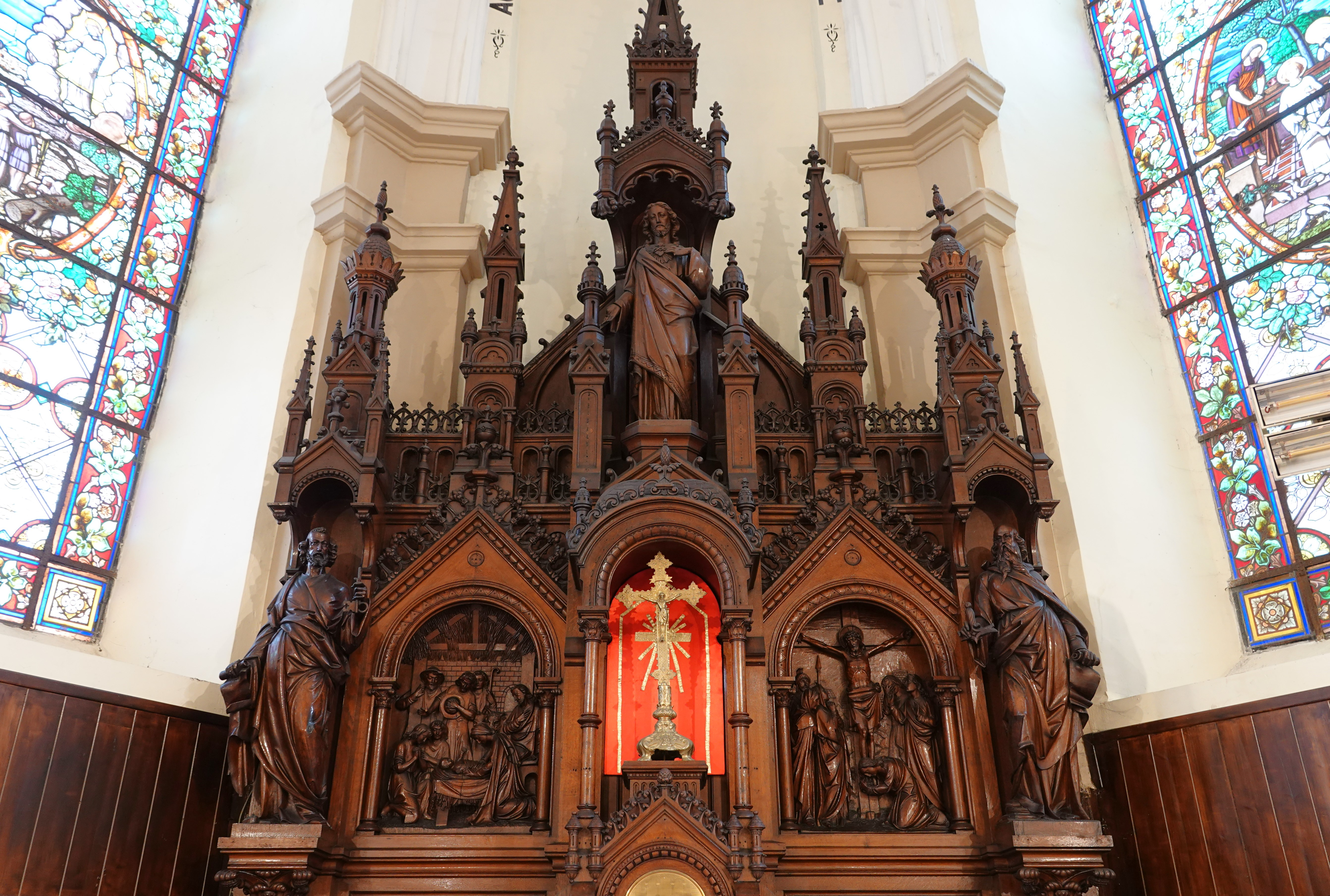
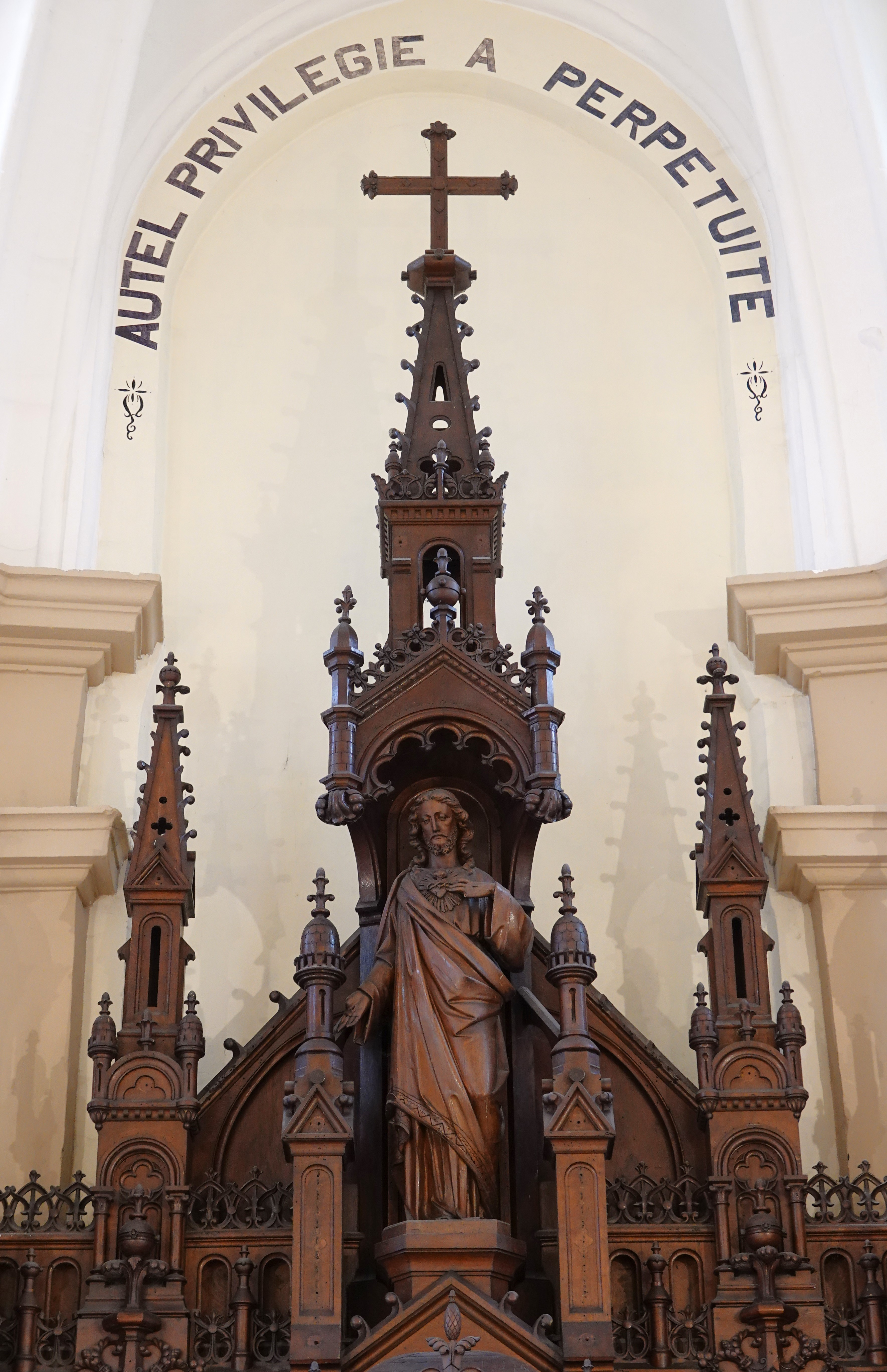
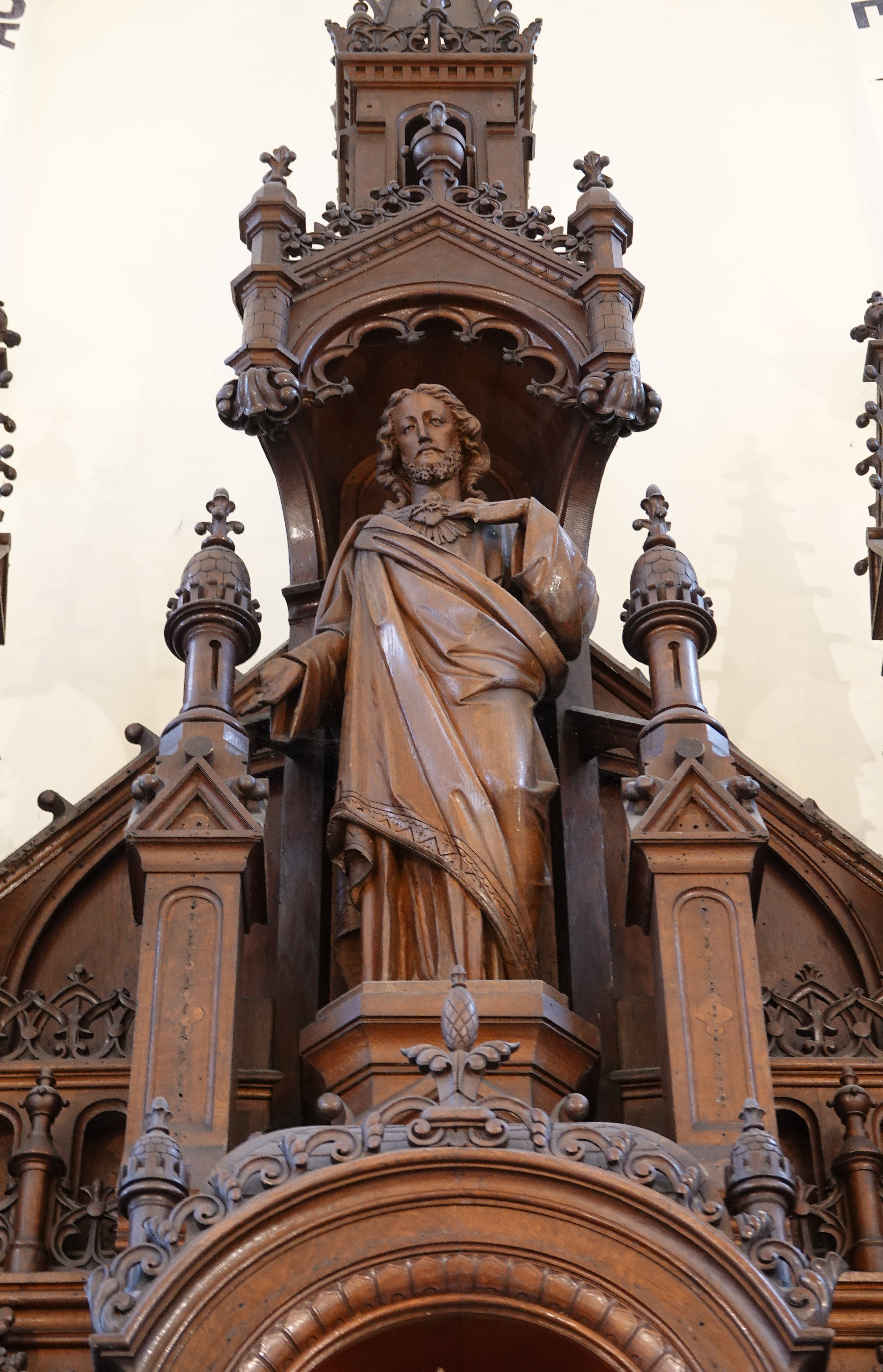
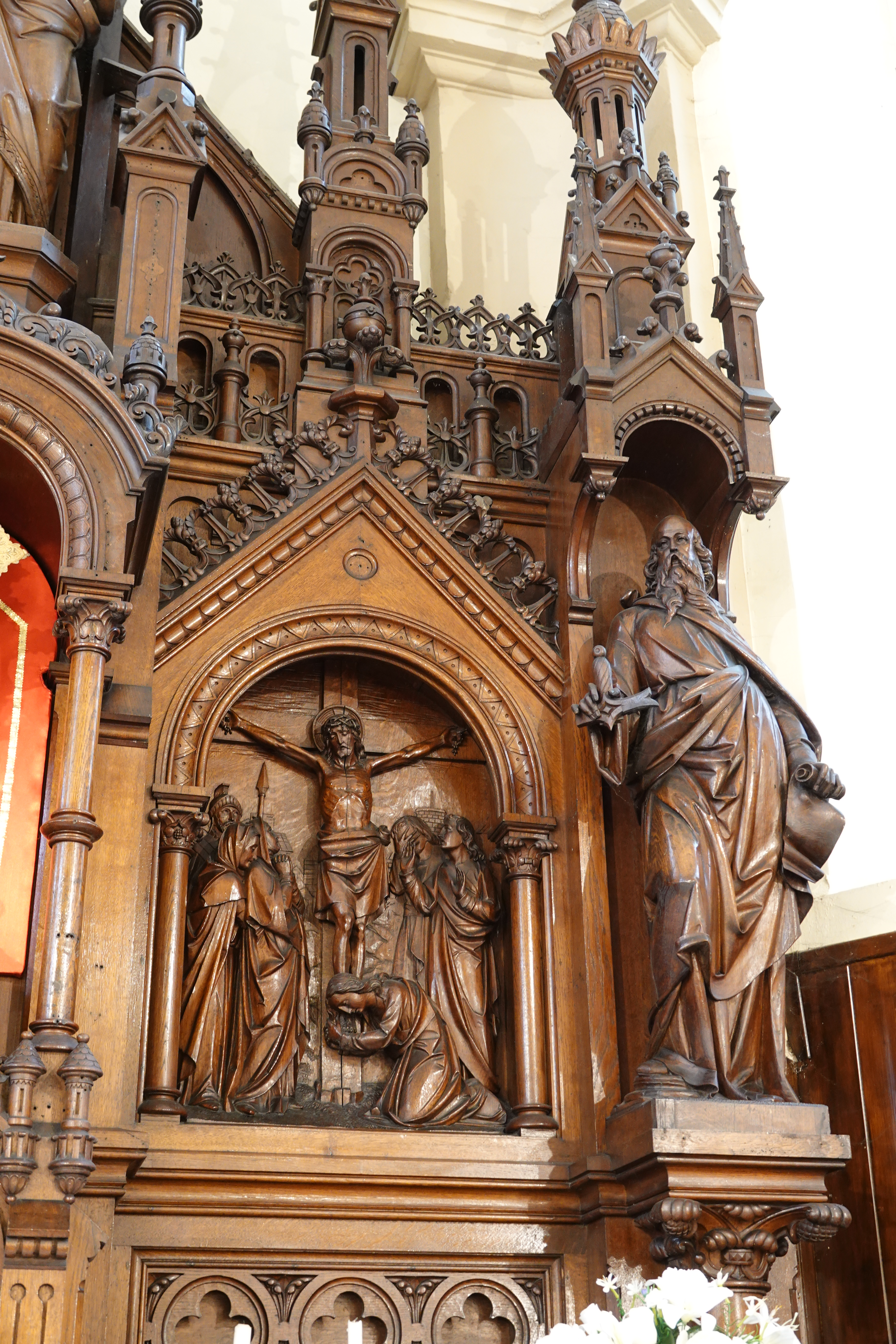
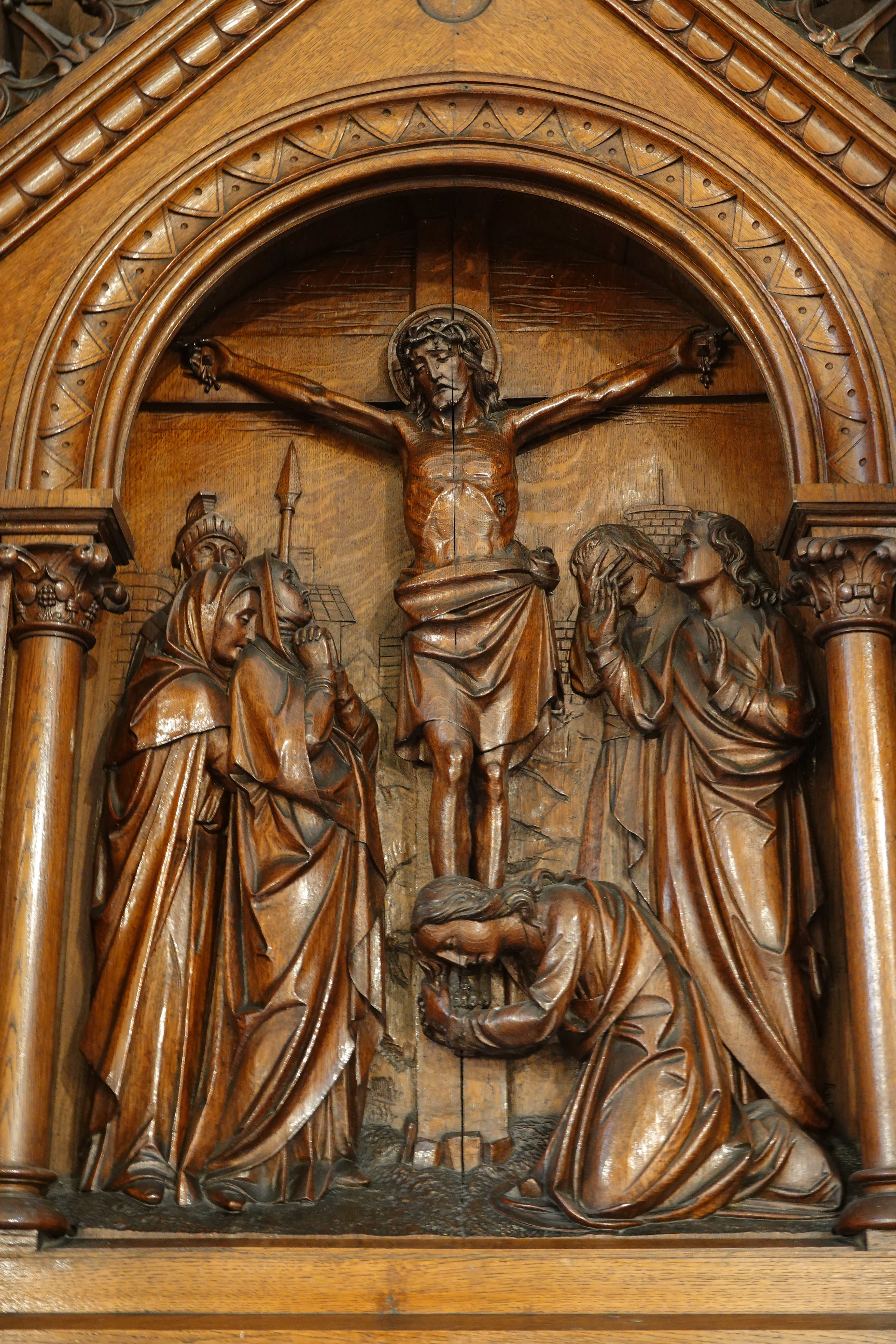

- Lambersart, église Saint-Calixte (vers 1902)[T 13]
  - cloisons murales du chœur
  - paire de 5 stalles (1902)
  - fonts baptismaux surmontés d'un baldaquin monumental (1901)
  - buffet et tribune d'orgue (1902)
  - deux confessionnaux (1902)
  - chaire monumentale (1902)
  - chemin de croix et mobilier pour l'ancienne chapelle des mariages

La chaire et le chemin de croix ont disparu vers 1968. Il ne reste de la chaire que quelques morceaux. Le mobilier de l'ancienne chapelle des mariages a également disparu. 
L'attribution à Pattein du banc de communion est incertaine. Parfois attribué à Pattein, le Maître-Autel et l'autel latéral de la Vierge (vers 1900) sont probablement les œuvres de Modeste Verlinden. Néanmoins, le design des chapiteaux et bases des colonnes en bronze doré de l'autel de la Vierge, sont peut-être de Pattein.

Œuvres de Pattein pour l'Église Saint-Calixte de Lambersart
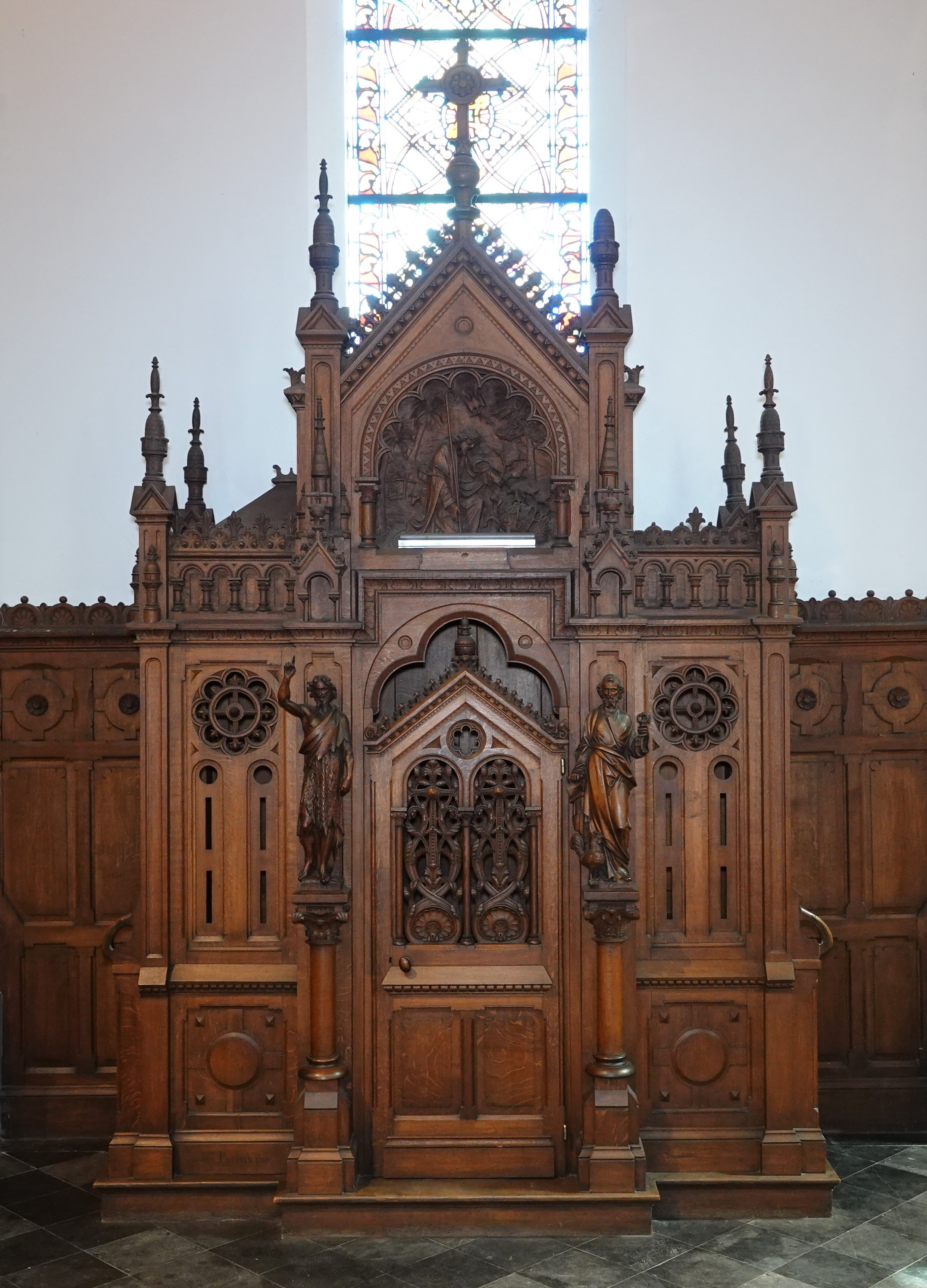
Confessionnal
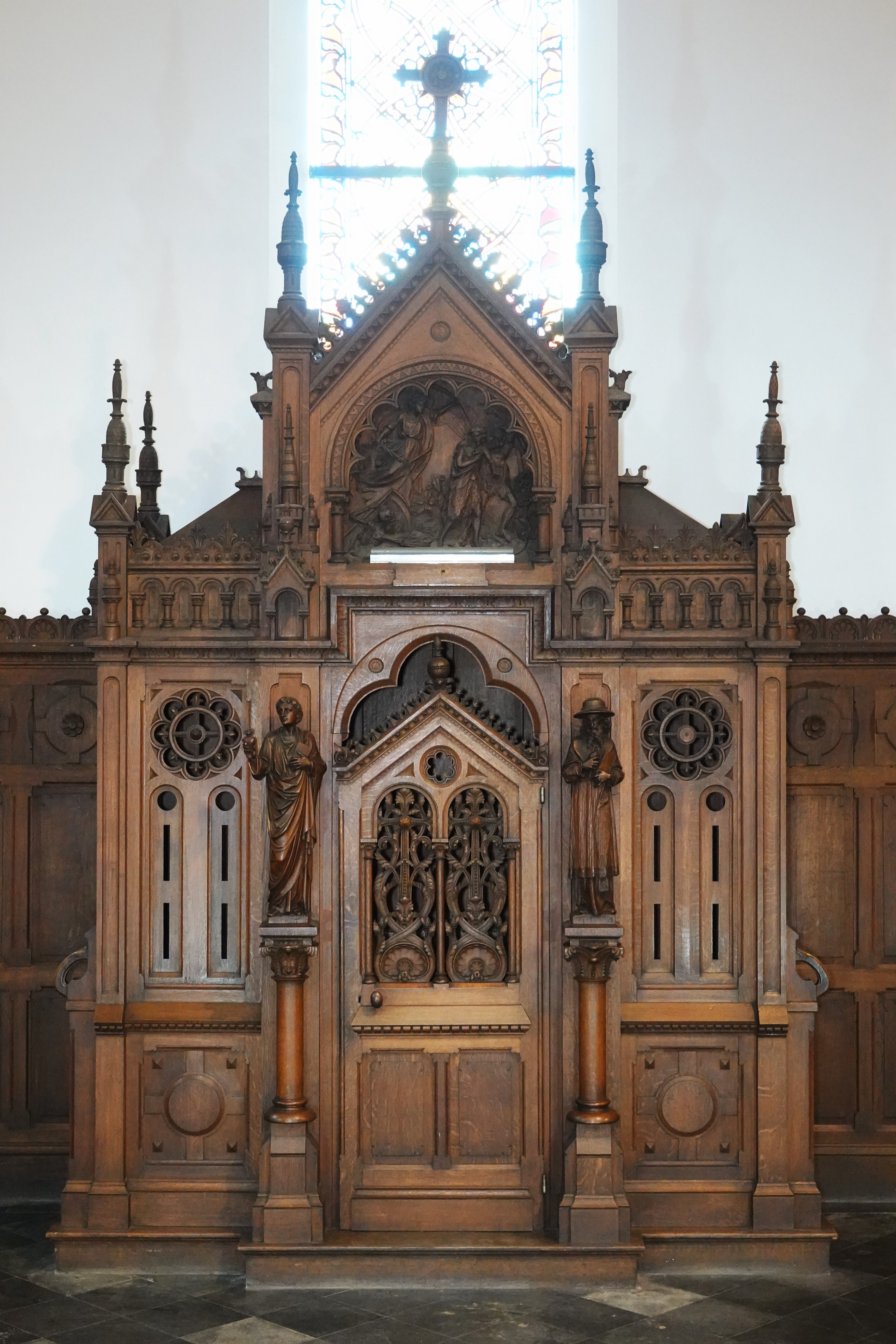
Confessionnal
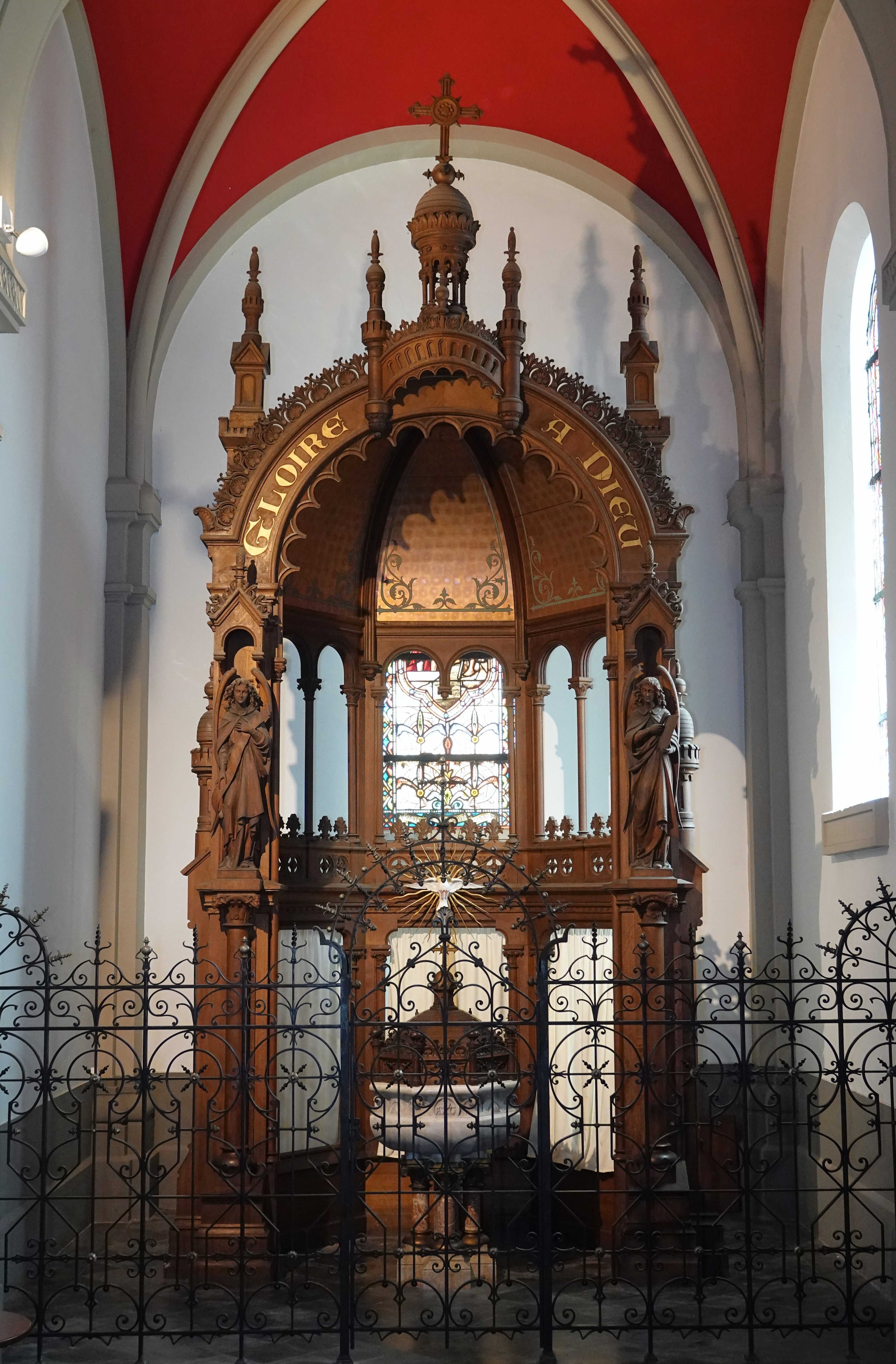
Fonts baptismaux et baldaquin
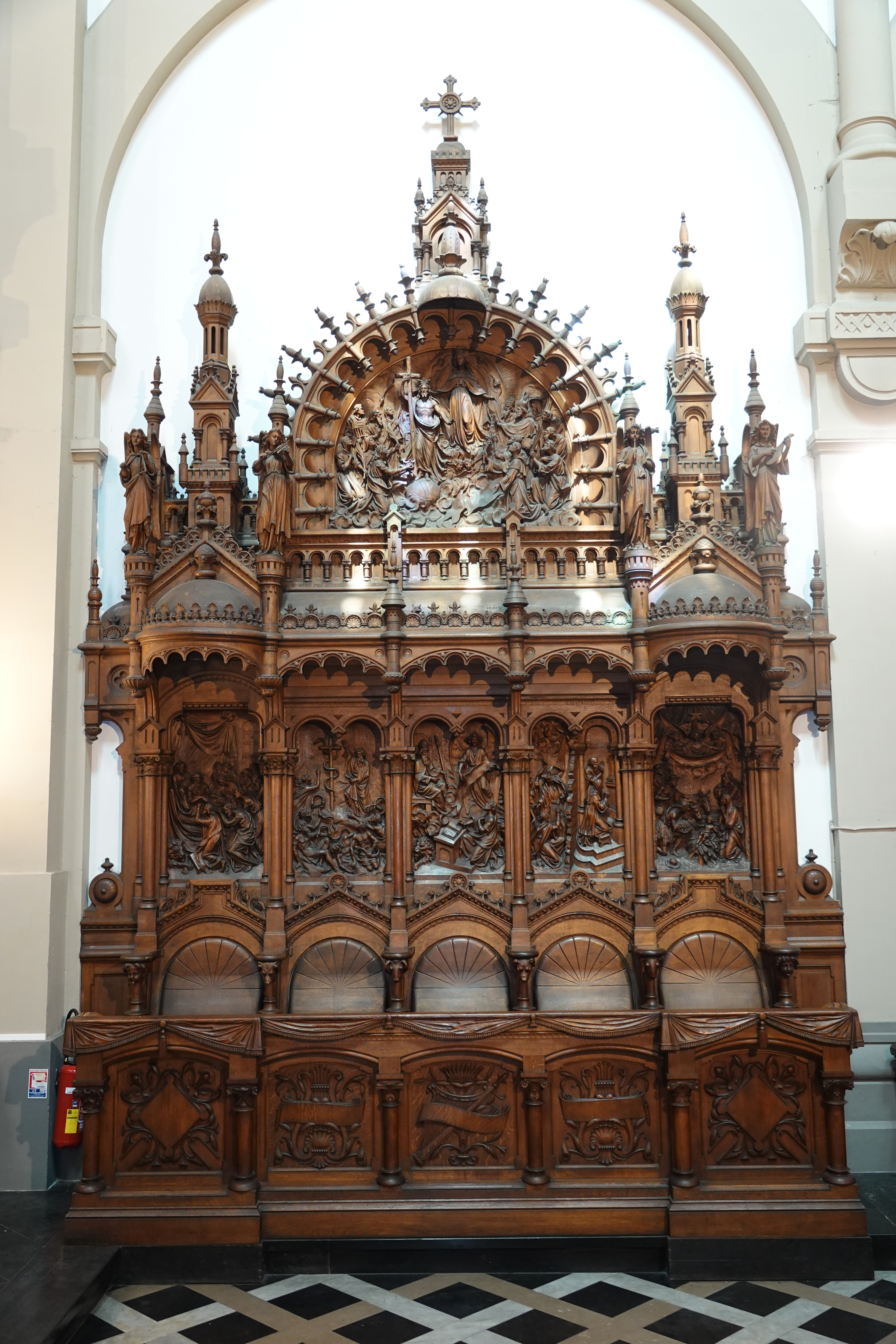
Stalles
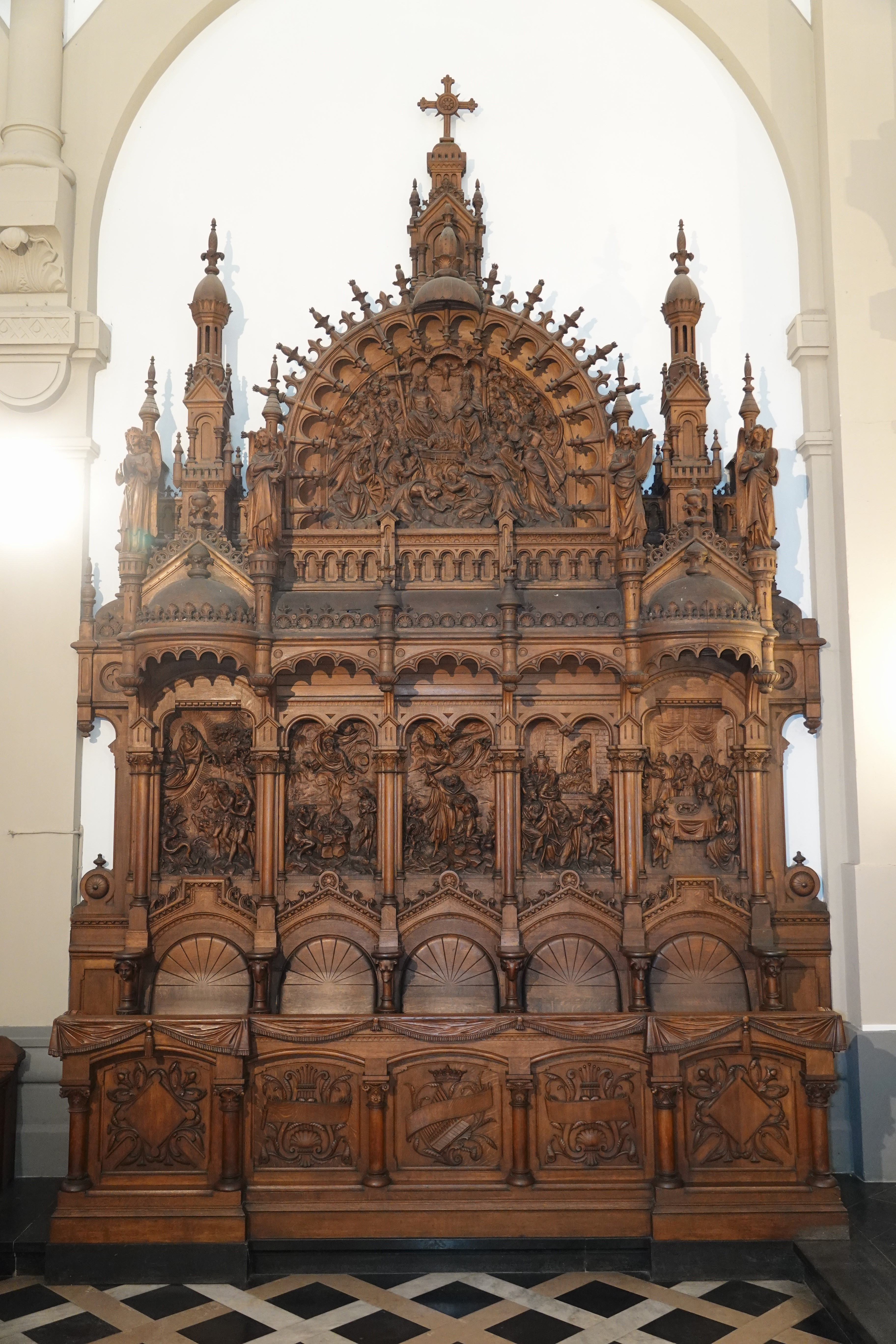
Stalles
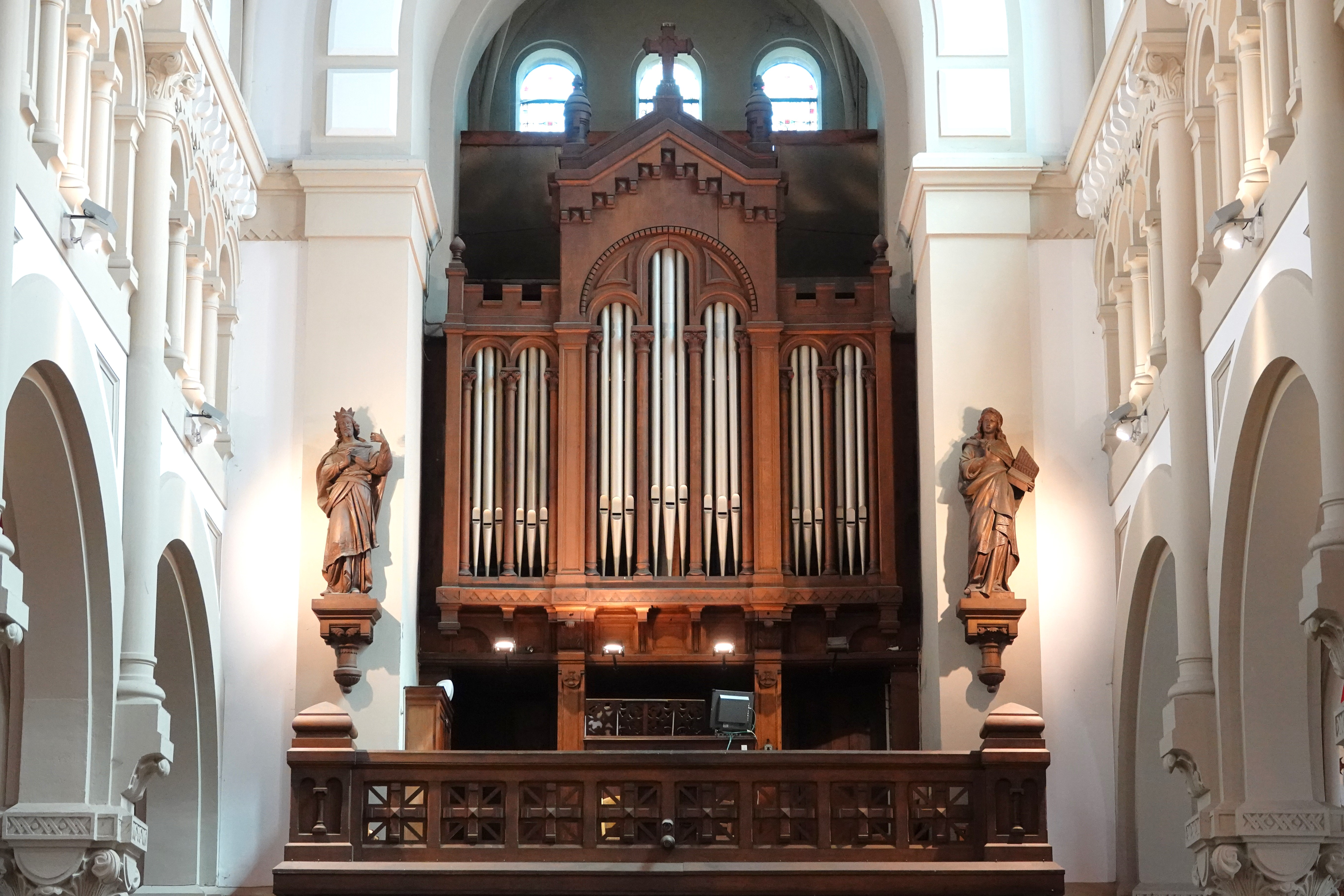
Buffet d'orgue et tribune
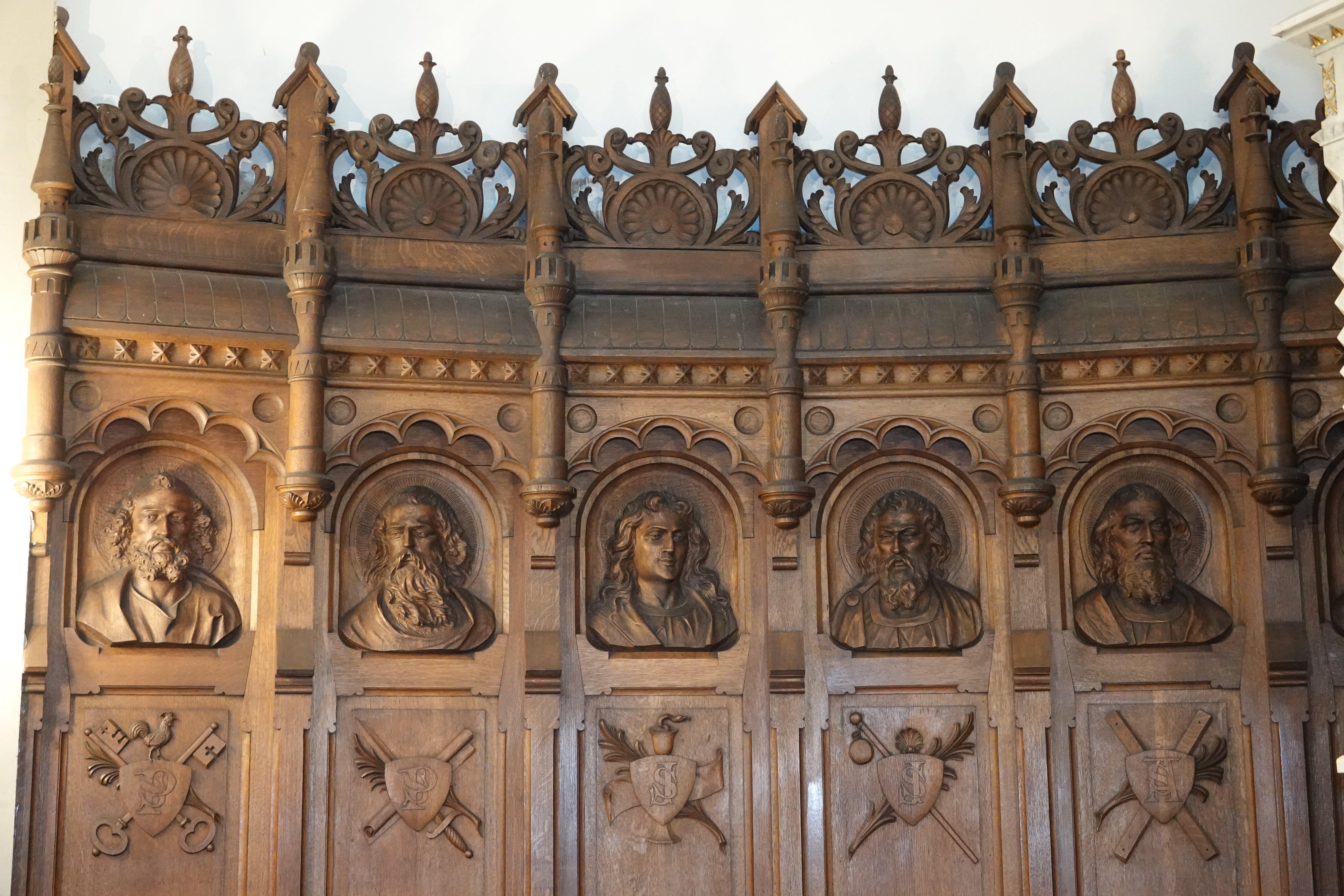
Cloison murale du chœur

- Libercourt, église Notre-Dame
  - chaire

Les archétypes de la cuve de la chaire se retrouvent sur celle d'Houchin
- Lille, chapelle des Franciscaines Missionnaires de Marie (1887), aujourd'hui résidence universitaire[T 13]
  - chaire
  - confessionnal (attribution probable).

Il s'agit de la seconde collaboration avec Paul Destombes.
- Lille, église Saint-Sauveur (vers 1899)[T 13]
  - chaire[P 1],[P 38]
  - banc de communion[P 3],[P 39]
  - confessionnaux[P 5]
  - stalles[P 6]
  - baptistère[P 7]
  - buffet de l'orgue[P 40],[P 9],[P 10]
- Lompret, église Notre-Dame[T 13]
  - éléments de mobilier (type et état inconnu)

- Loon-Plage, église Saint-Martin[P 41],[T 13],[N 9] : 
  - maître-autel (1900)
  - deux autels latéraux
  - banc de communion (déposé au fond du chœur)
  - stalles
  - confessionnaux
  - chaire
- Lys-les-Lannoy, église Saint-Luc[T 13]
  - chaire (disparue)
  - banc de communion (disparu)

Ces éléments répertoriés par A.Tellier ont disparus dans les années 1980. Néanmoins, il est possible que d'autres éléments de mobilier provenant de l'atelier Pattein soient encore conservés dans cette église. Un inventaire reste à réaliser.
- Marquette, église Saint-Amand (architecte Charles Maillard)
  - trois confessionnaux

Pattein a pu réaliser d'autres éléments de mobilier pour cette église. Une étude plus approfondie permettrait d'en savoir davantage.
- Merckeghem, église Saint-Pierre-aux-Liens (1886)[T 13]
  - buffet d'orgue[P 42],[41]
- Merris, église Saint-Laurent[T 13],[42]
  - éléments de mobilier ("sculptures"[7]), disparus sans doute avec la destruction de l'église lors de la Première Guerre mondiale
- Mont-des-Cats (commune de Godewaersvelde), église abbatiale (vers 1893-1898)[7],[14],[L 5],[3],[T 12]
  - Jubé et ses 2 autels
  - 107 stalles
  - maître autel
  - trône abbatial

Une grande partie de ce mobilier est détruit lors de la Première Guerre mondiale. À partir de la seconde moitié du XXe siècle, le mobilier épargné est progressivement vendu et/ou remplacé. Ce phénomène s'est achevé récemment.

Abbatiale du Mont des Cats après le bombardement de 1918
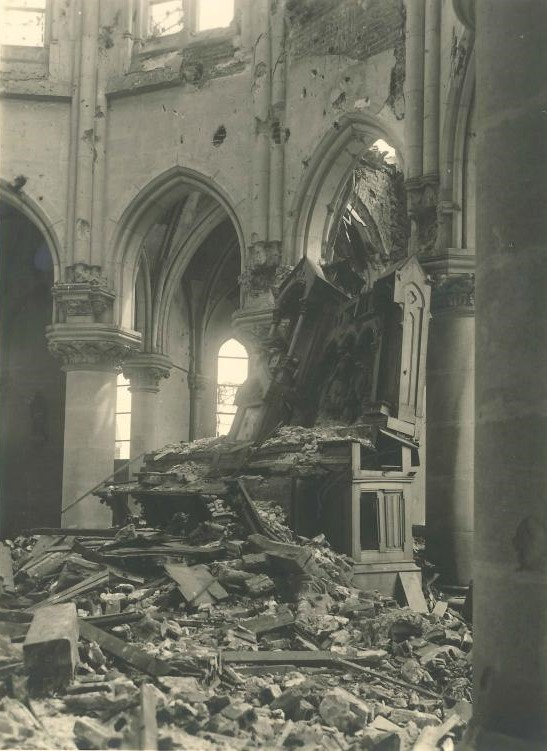
Le maître-autel détruit
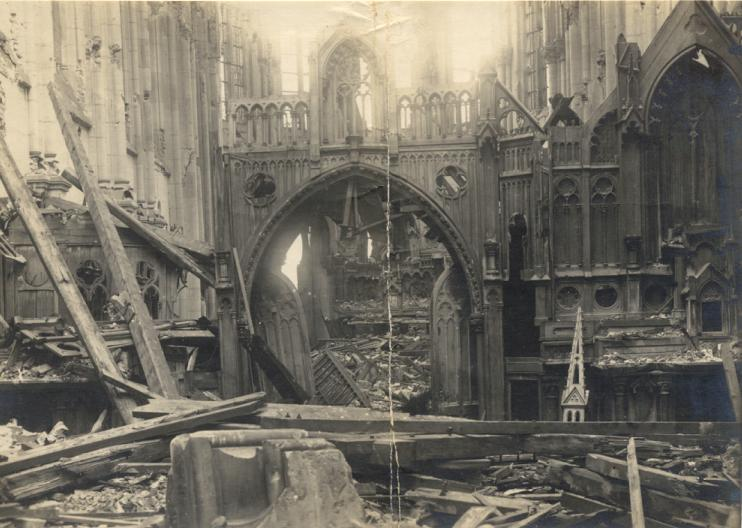
Le jubé et les autels ruinés
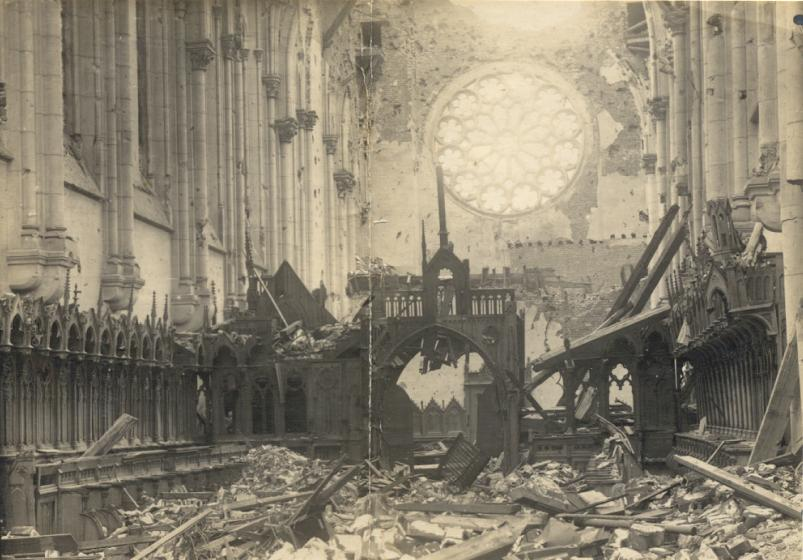
Le jubé et les stalles ruinés
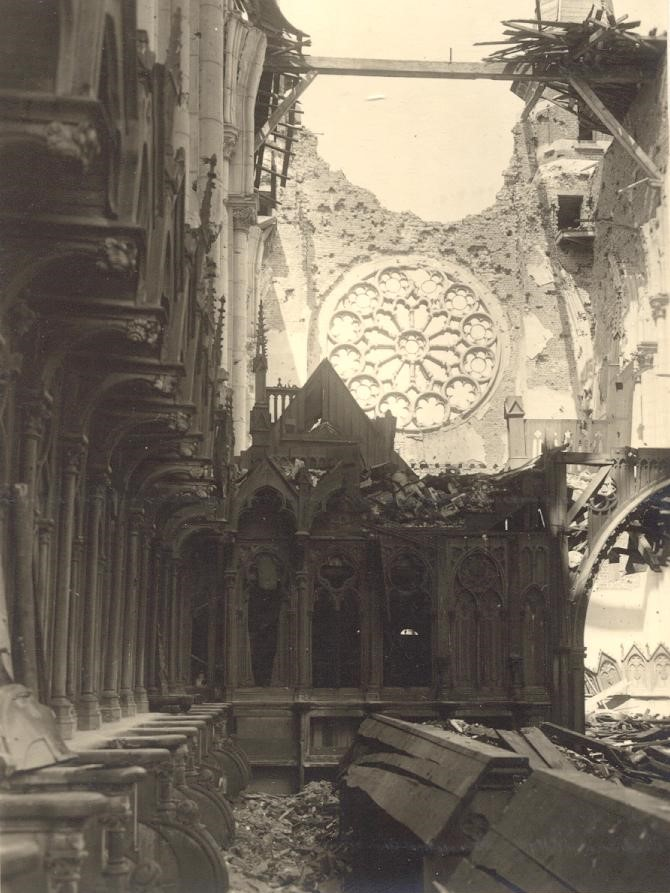
Stalles ruinées

- Mortagne-du-Nord, église Saint-Nicolas (1882)[6],[L 12],[3],[T 13].
  - Maître-autel
  - banc de communion
  - stalles

L'ensemble est détruit durant la Première Guerre mondiale.
- Mouvaux, église Saint-Germain
  - deux confessionnaux (les plus proches du chœur). Les statues autour des portes ne sont pas de Pattein mais correspondent à des modèles de l'atelier Debert de Bailleul. Elles ont probablement été achetées ultérieurement.
  - banc de communion du chœur. Celui-ci est modifié après le concile Vatican II pour former le nouvel autel face au peuple. Les anges déposant la nappe autrefois placés aux extrémités du banc sont déplacés dans la chapelle Saint-Germain pour y encadrer l'autel. Les bancs de communion des chapelles latérales sortent des ateliers Collesson de Wormhout.

Confessionnaux de l'église Saint-Germain de Mouvaux
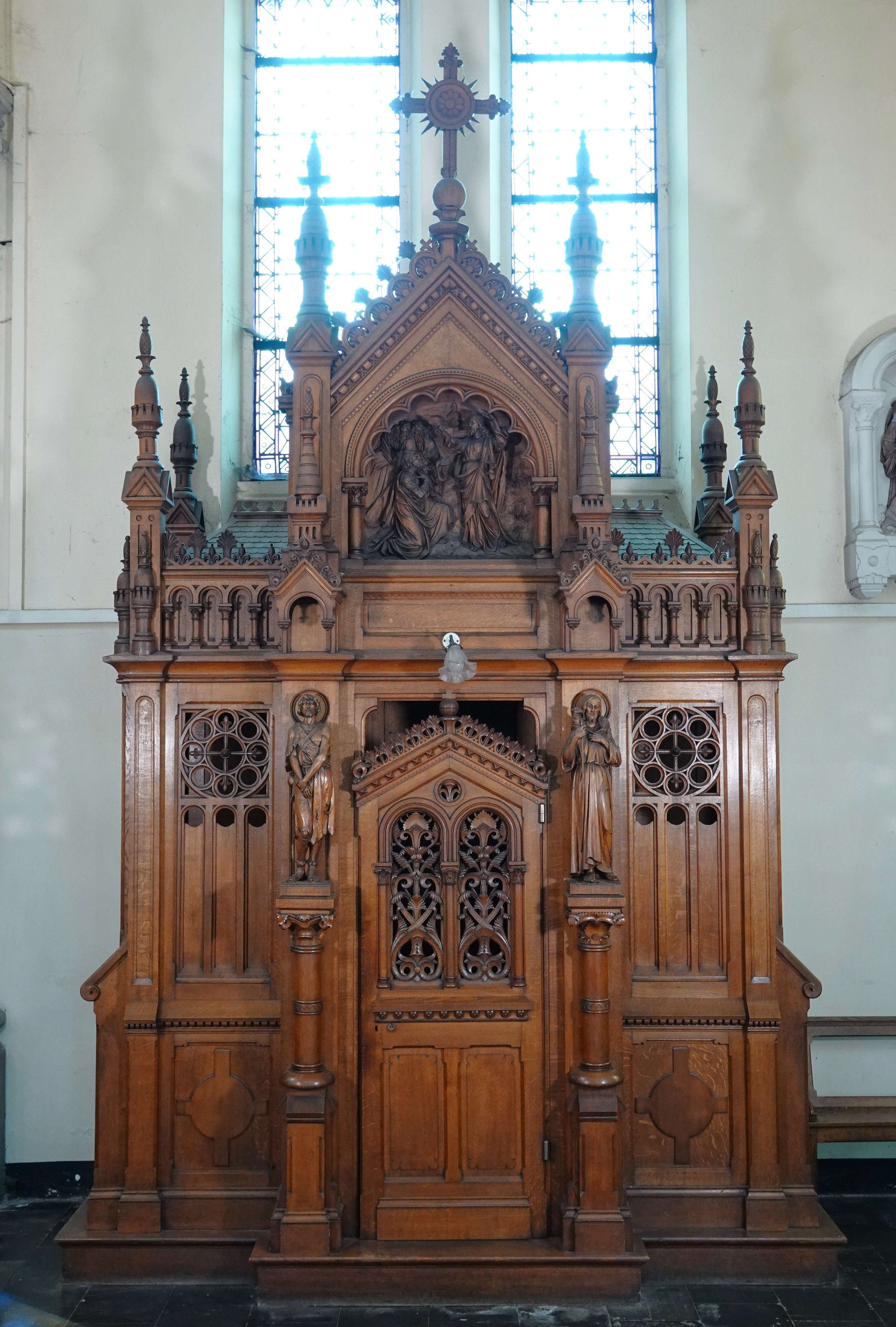
L'institution du Sacrement de Pénitence
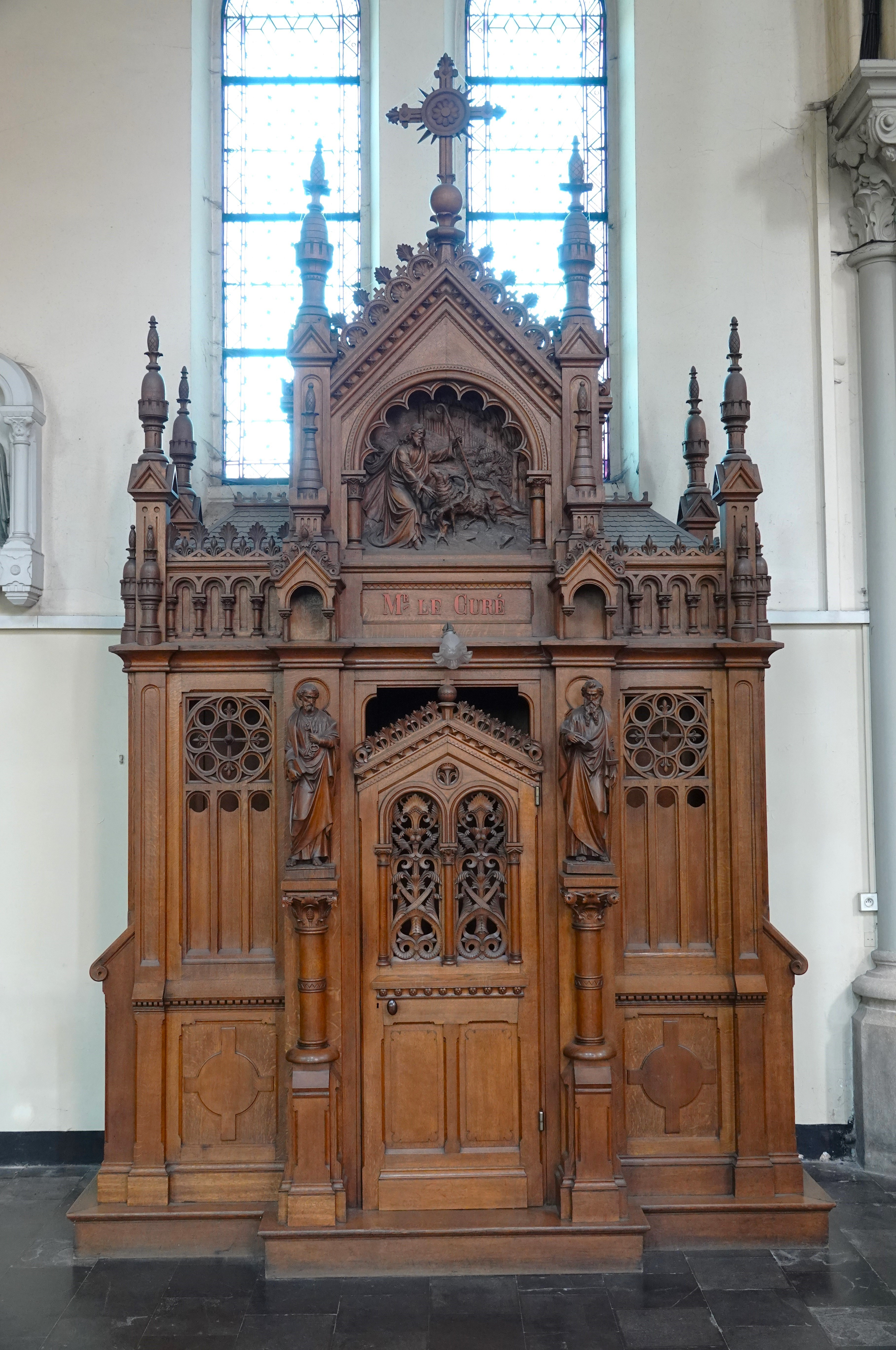
Le Bon Pasteur

Ancien banc de communion de l'église Saint-Germain de Mouvaux
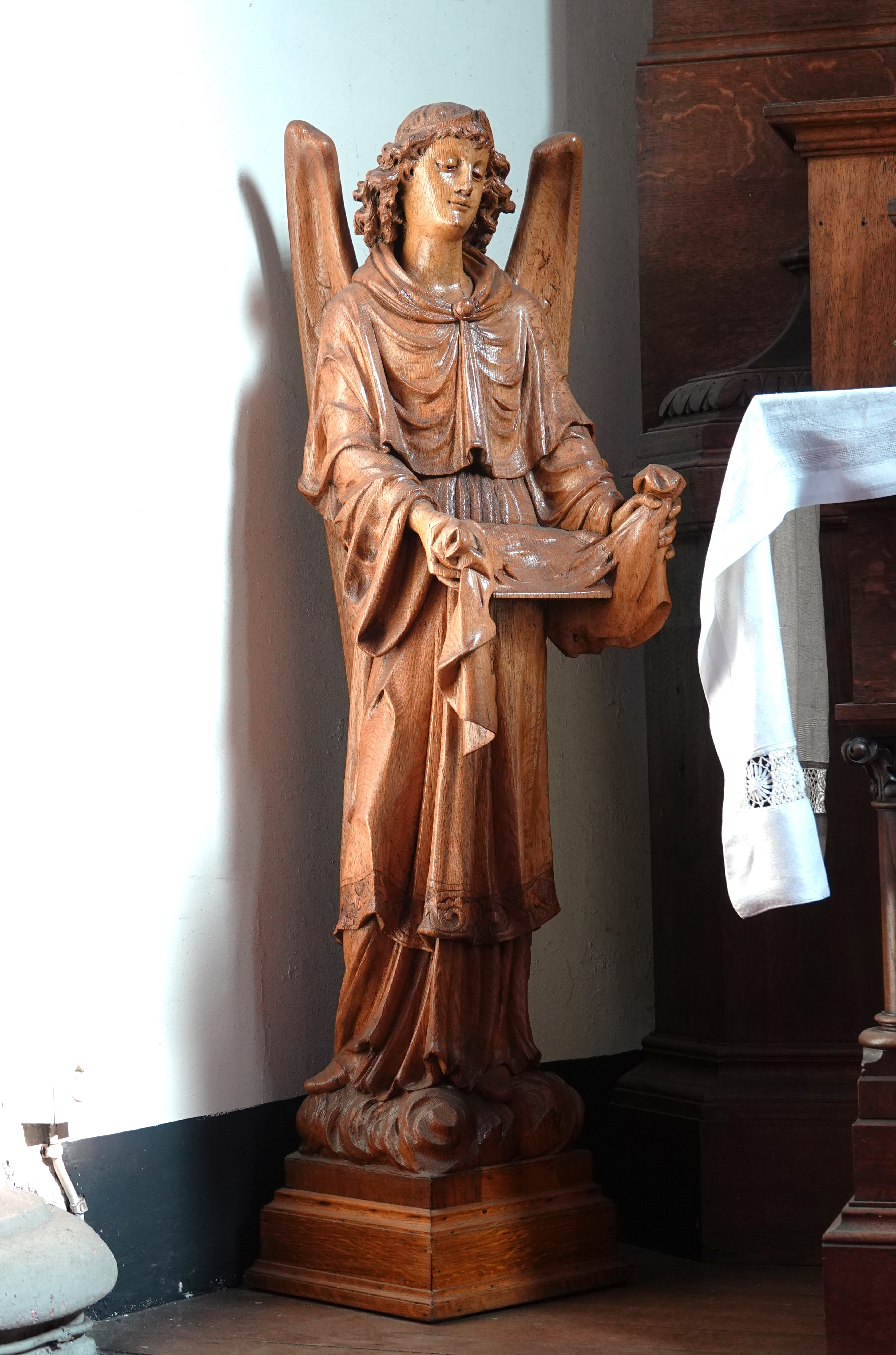
ange de gauche
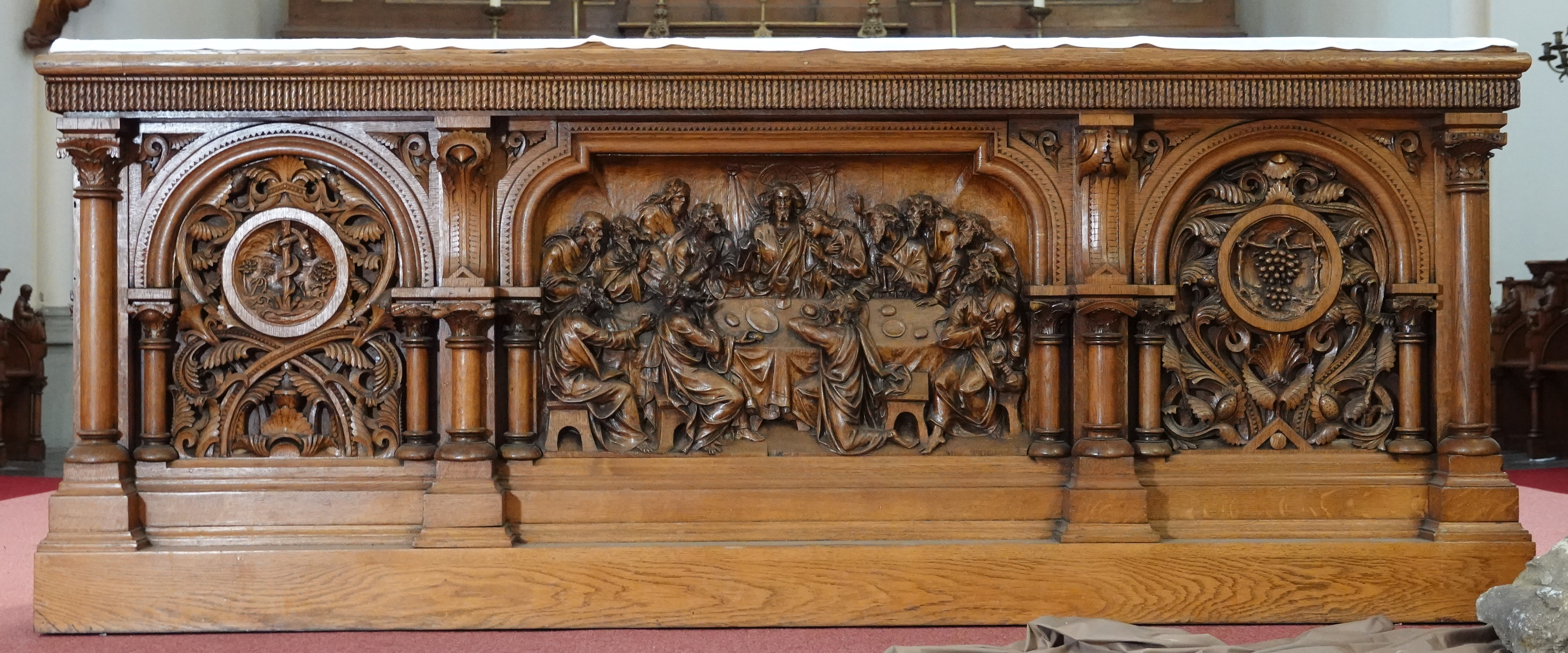
recto
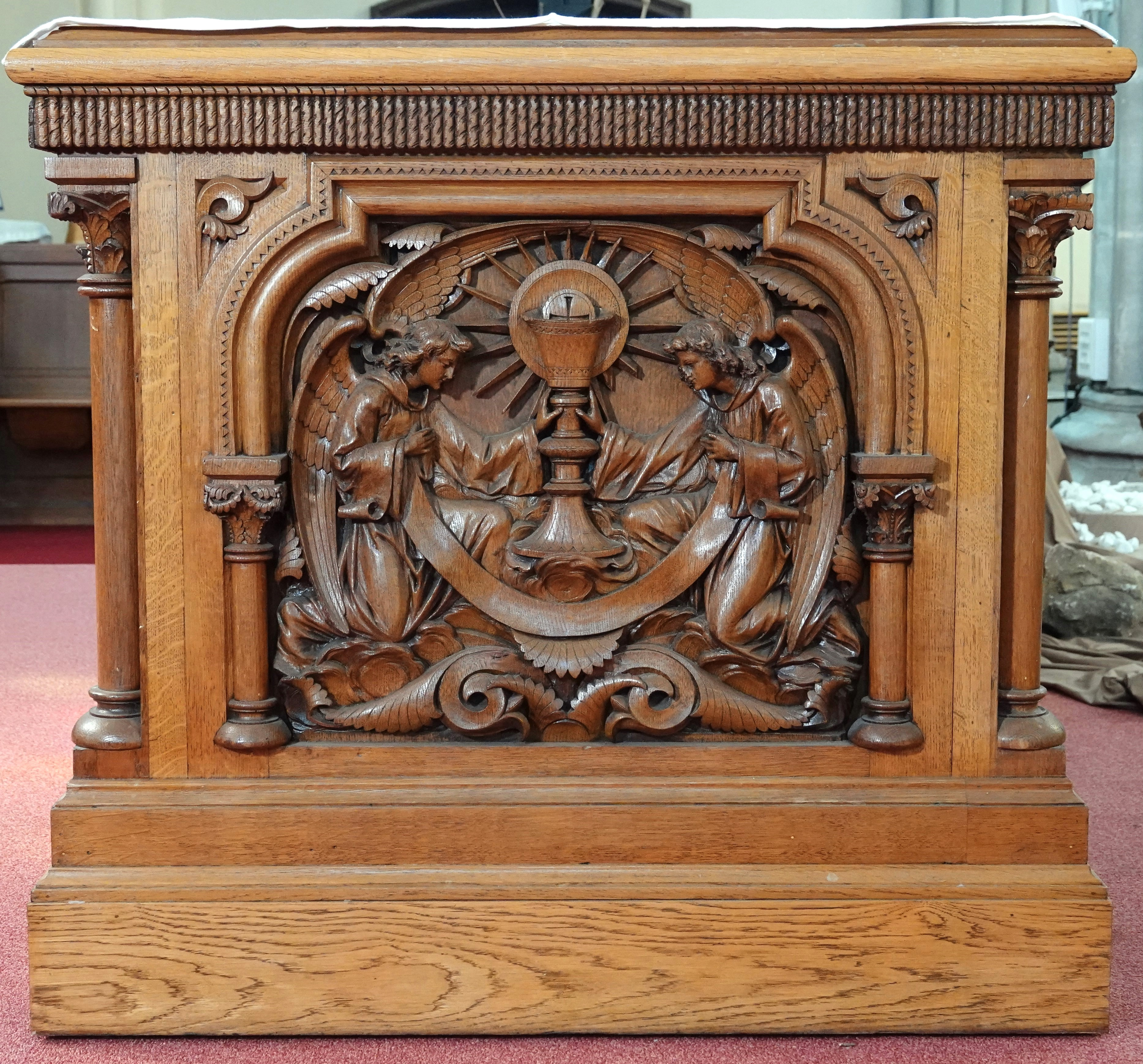
ancien battant de porte
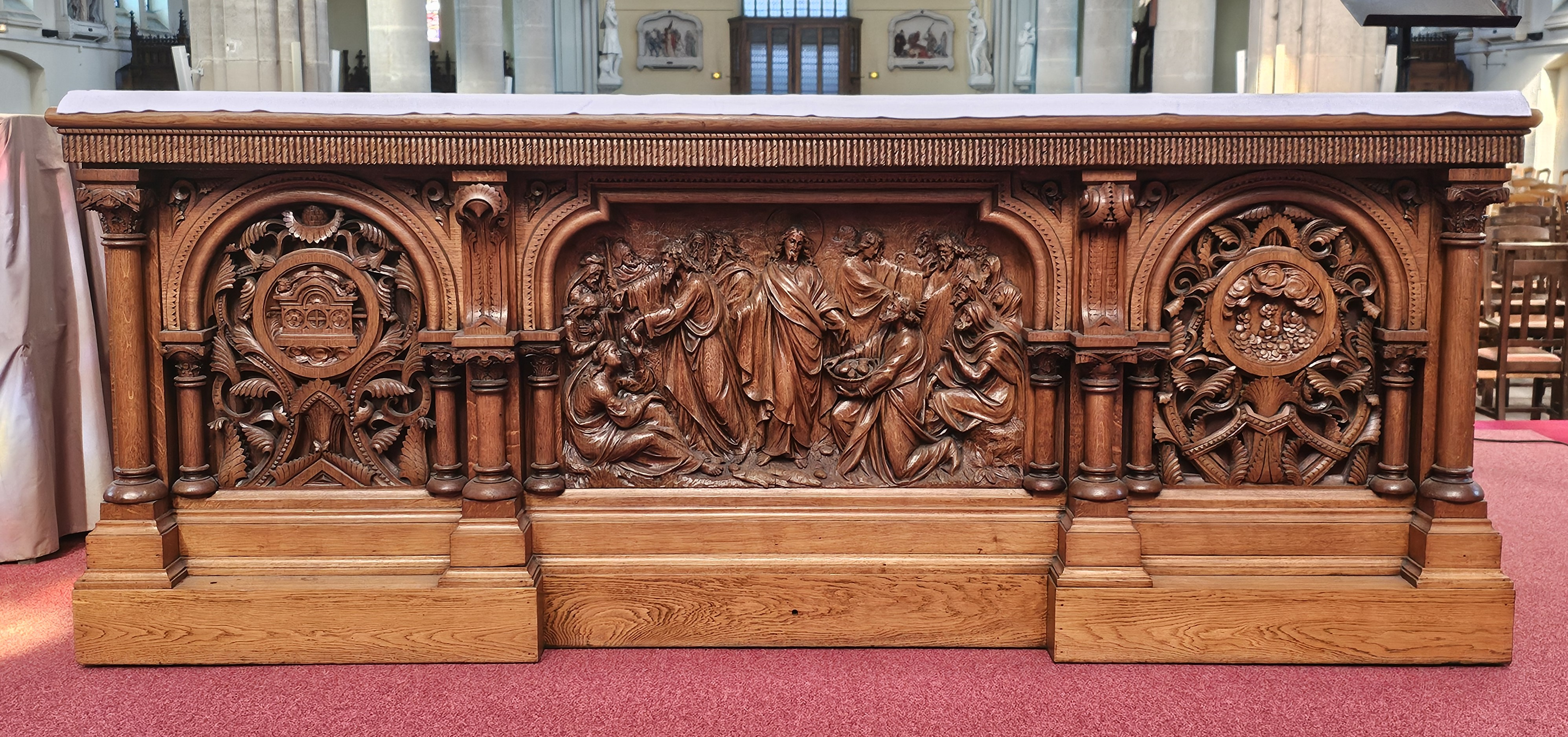
verso
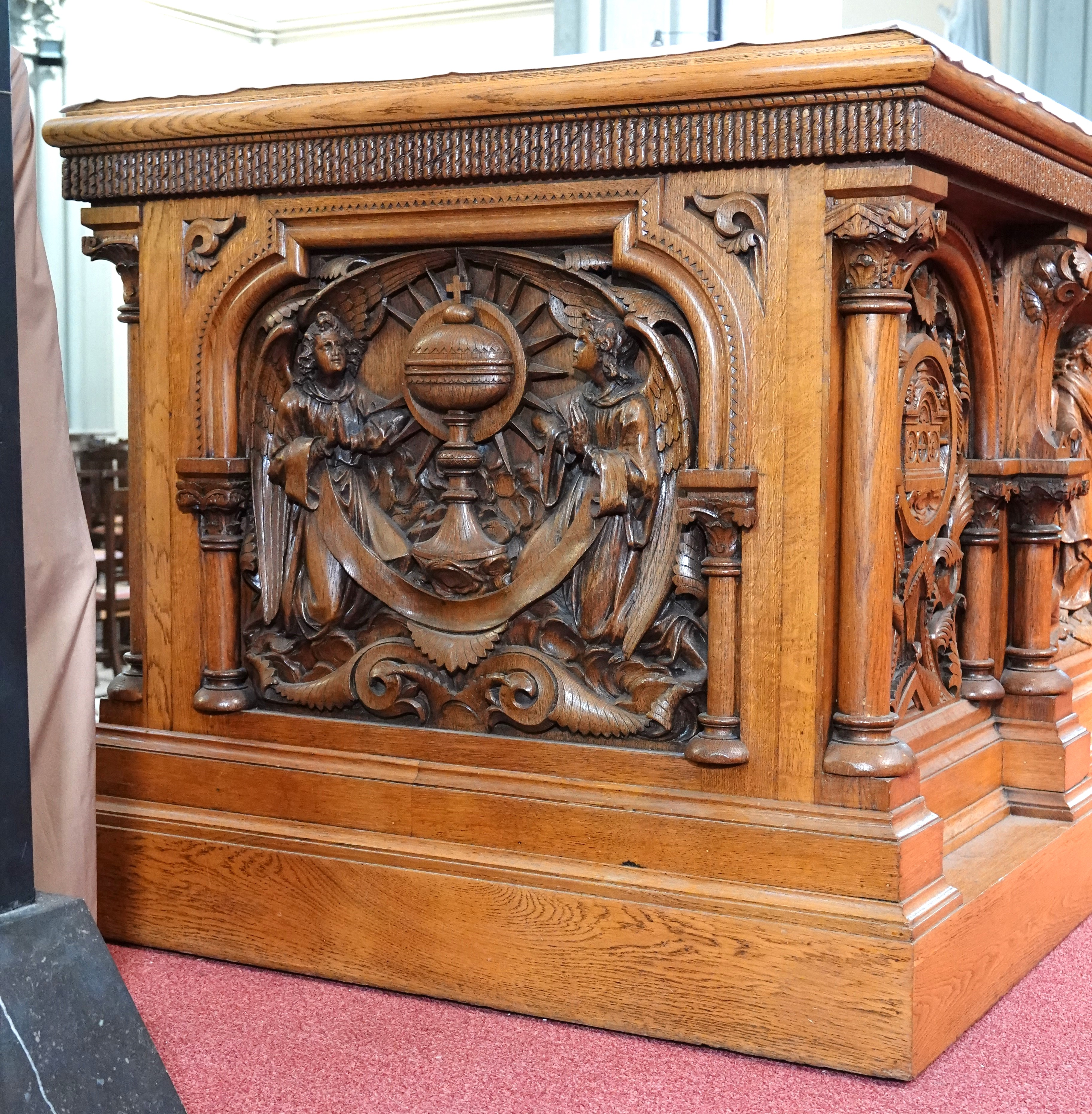
ancien battant de porte
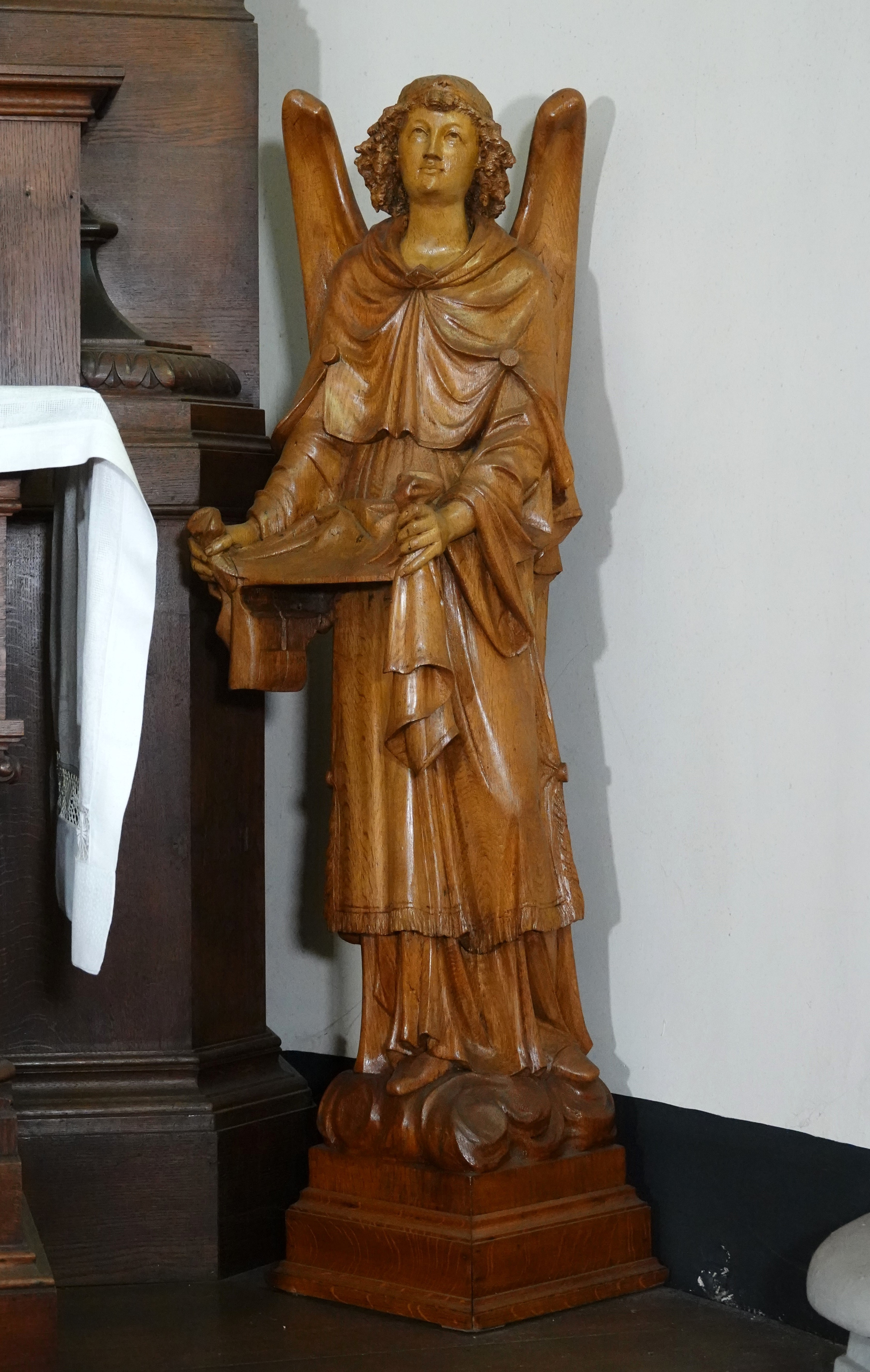
ange de droite

- Nœux-les-Mines, église Saint-Martin
  - maître-autel (1883)[43]
  - buffet d'orgue (vers 1900)[43].

Le maître-autel est détruit lors de la Première Guerre mondiale. Le buffet d'orgue est peut-être encore celui de la maison Pattein car il a "peu souffert" lors du bombardement.
- Outreau, église Saint-Wandrille[P 43],[T 13]
  - banc de communion
  - stalles
  - confessionnal
  - lambris
  - fauteuil

Pattein est peut-être également l'auteur du maître-autel et des autels latéraux,
- Petite-Synthe, église Saint-Antoine[T 15]
  - maître-autel (1913) avec, en son centre, un grand tableau représentant la Descente de croix d'après Van Dyck, peint par Pattein lui-même (maître autel détruit et tableau disparu).
  - chaire (1912). Elle est abîmée lors de la deuxième guerre mondiale et jugée irréparable (disparue).
  - deux confessionnaux (1912). Ils sont détruits dans les années 1980.

L'église est détruite au début des années 1980 pour laisser la place, à partir de 1983, à un nouveau bâtiment moderne. A cette occasion, le maître-autel est détruit ainsi que les confessionnaux. Le tableau de la descente de croix disparaît mystérieusement durant les travaux de construction de la nouvelle église. 
Aujourd'hui, l'église conserve encore 4 statues en bois provenant des confessionnaux (Saint Pierre, Sainte Marie-Madeleine, Saint Augustin et Saint Paul), une statue en bois représentant Saint-Pierre et le bas relief représentant la Cène, ces deux derniers provenant du maître-autel. 
- Pitgam, église Saint-Folquin[T 15],[N 10]
  - deux confessionnaux (qui se trouvent au milieu de l'église)

- Roncq, église Saint-Piat (architecte Charles Maillard)
  - deux confessionnaux (un dont le tympan représente le retour du Fils prodigue, l'autre dont le tympan représente l'institution du sacrement de pénitence)

Ces confessionnaux ont été réalisés après ceux conçus par Modeste Verlinden. Pattein les a élaborés pour qu'ils s'harmonisent avec ces derniers.

Eglise Saint-Piat de Roncq - confessionnal "Fils Prodigue"
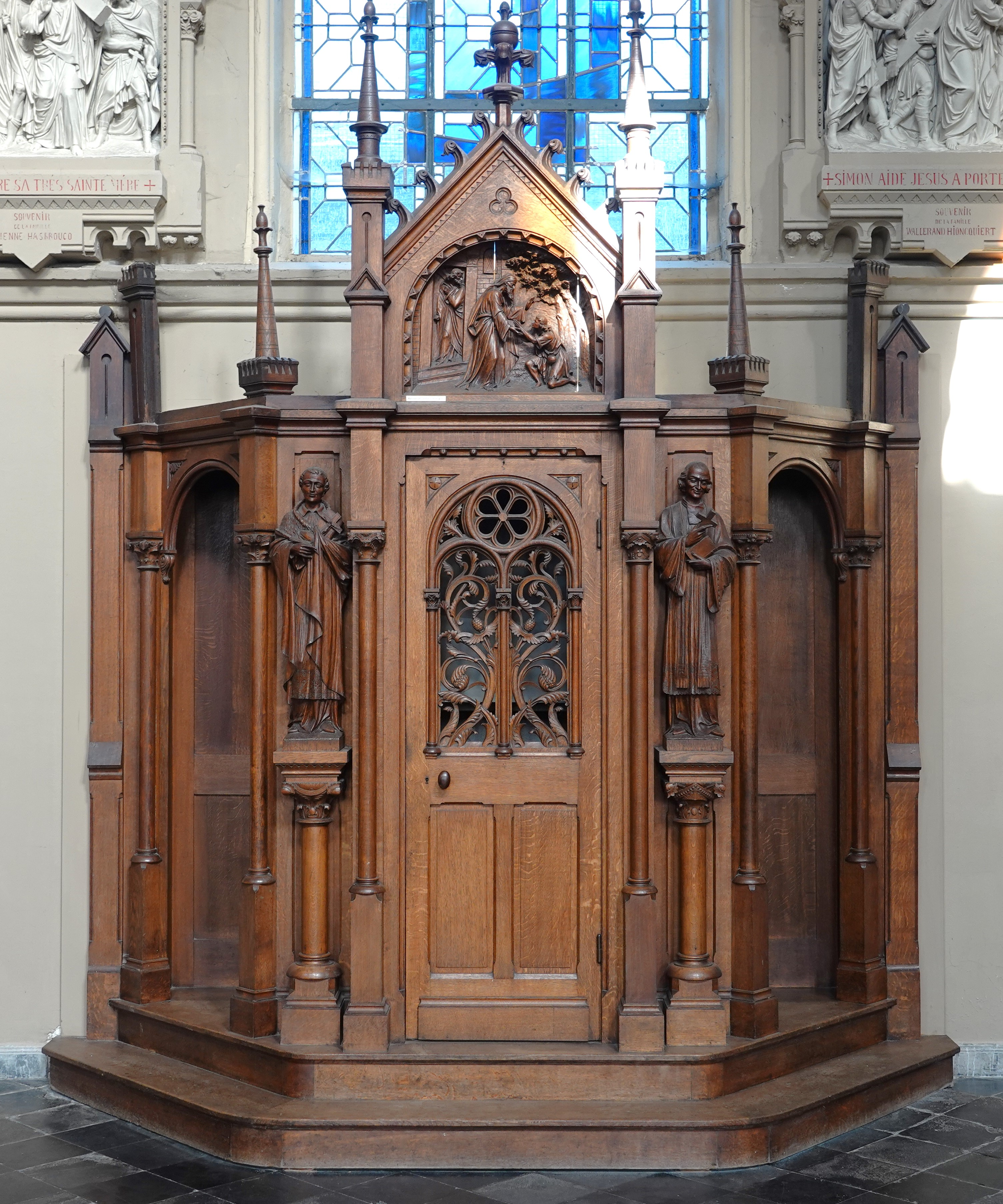
vue générale
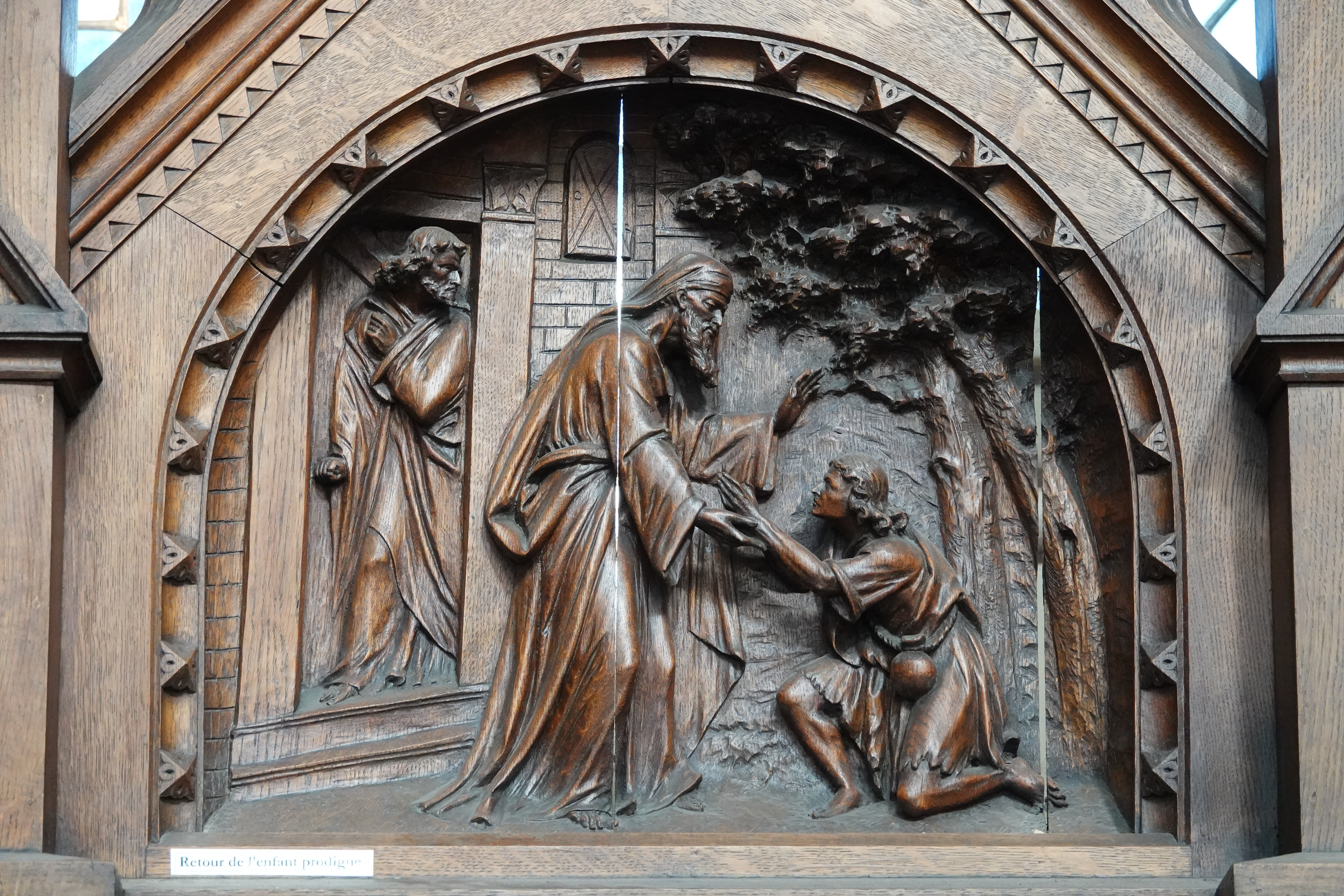
le retour du fils prodigue
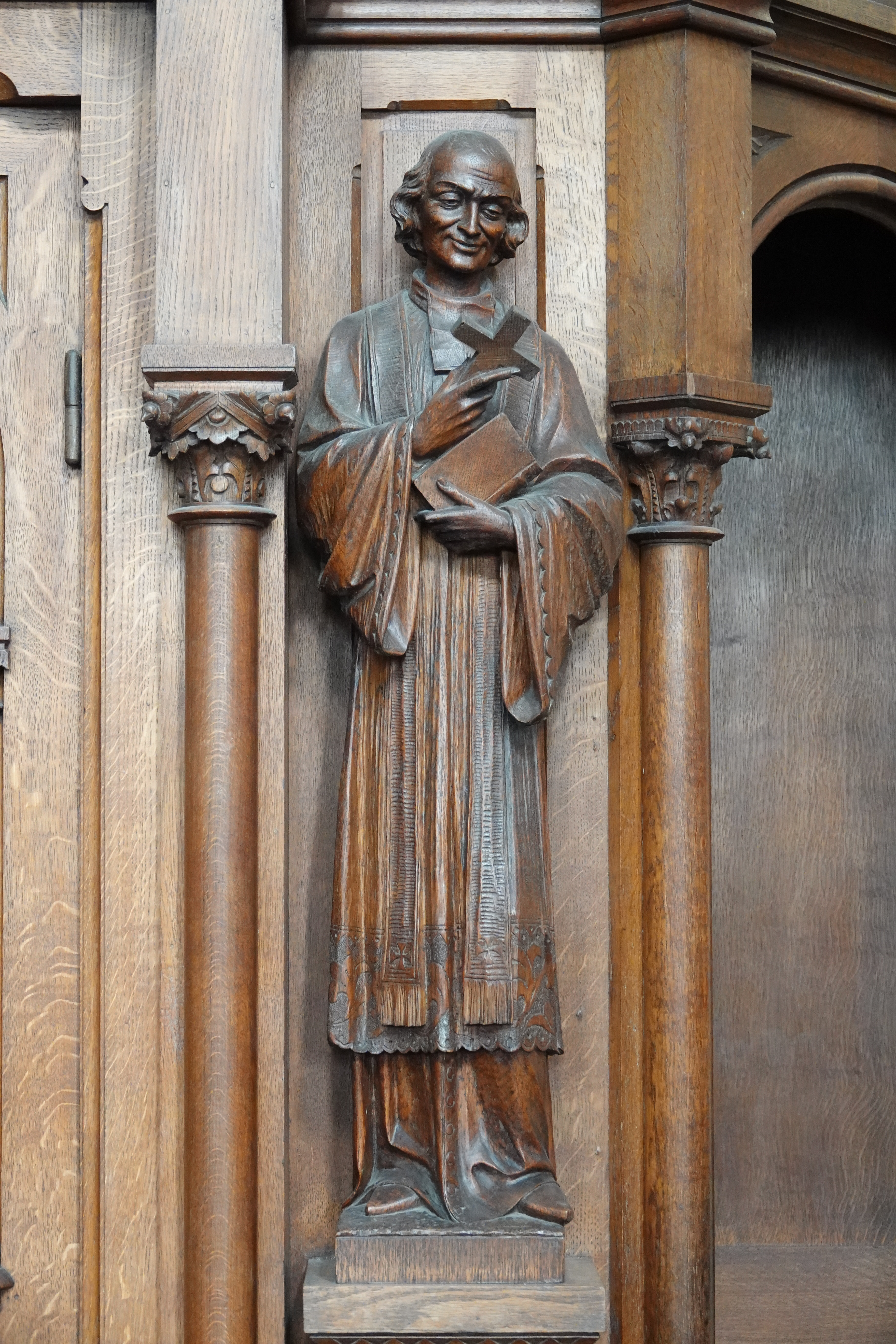
Curé d'Ars
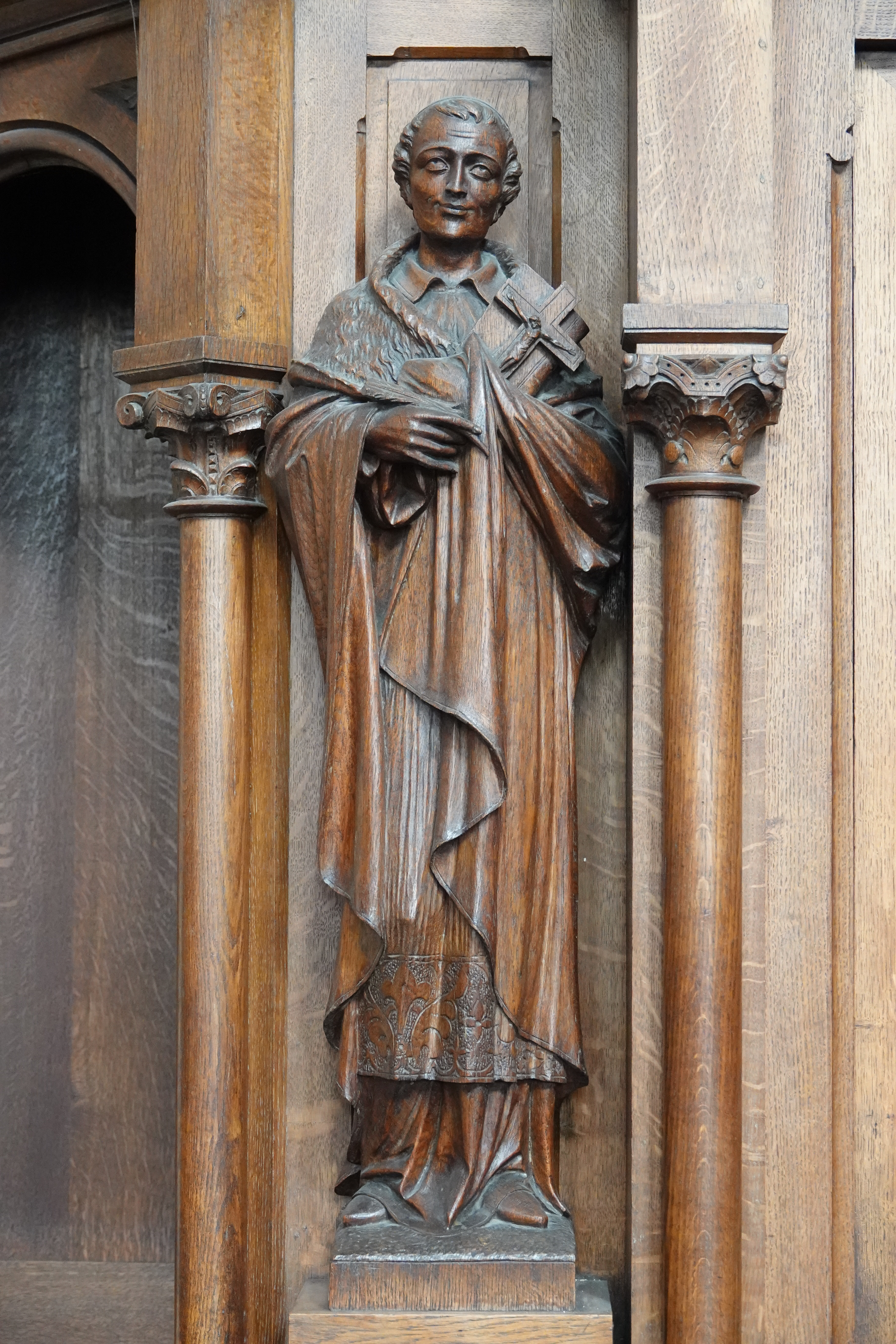
Saint Charles Borromée

- Rosendaël (Dunkerque), église Saint-Zéphirin[T 15],[N 11]
  - mobilier dont il ne reste qu'un confessionnal
- Roubaix, église du Saint-Rédempteur[T 15]
  - mobilier donné à l'église Saint-Michel de Berlaimont[N 12]
- Roubaix, église Sainte-Elisabeth[44],[T 15]
  - dessin du maître-autel en marbre (daté du 9 avril 1896)
  - dessin des autels latéraux (daté du 9 avril 1896)
  - confessionnal dont le dessus devait servir de tribune pour la pose d'un orgue d'accompagnement (vers 1902)

Le maître-autel et les autels latéraux sont réalisés par Goblet et Carette de Cousolre en 1897.
- Saint-André-lez-Lille, église Saint-André
  - deux confessionnaux. Les tympans représentent le martyr de Saint André et le Christ pardonnant à Marie-Madeleine
  - confessionnal doté d'une grande flèche néogothique et dont la porte est entourée des statues du Roi David et de Marie-Madeleine
  - chaire

Pattein a pu réaliser d'autres éléments de mobilier pour cette église. Une étude plus approfondie permettrait d'en savoir davantage.
- Saint-Jans-Cappel, église Saint Jean-Baptiste (1897)
  - buffet de l'orgue[P 47],[45].

Payé 3 000 francs, il est "gravement endommagé" lors de la Première Guerre mondiale.
- Saint-Sylvestre-Cappel, église Saint André (1898)[T 15]
  - buffet de l'orgue[P 48],[46]
- Samer, église Saint-Martin (1892)[T 15]
  - chaire à prêcher[P 49],[P 50](offerte par la confrérie du Saint Sacrement)
- Sercus, église Saint-Erasme[T 15],[47]
  - maître-autel en marbre (béni le 14 novembre 1897) surmonté d'une exposition en chêne
  - autel latéral de la Vierge
  - autel latéral de Saint Erasme
  - fonts baptismaux en pierre de Soignies
  - autel de Notre Dame de Pitié

D'après la monographie paroissiale de Sercus, le maître-autel est orné d'un chronogramme : DIVItIs aUro, neCnon paUperUM Labore, pIUs pastorIs zeLUs haeC aLtarIa VoVIt. Il a été dessiné par Pattein et exécuté à Coussolre. Il a coûté 3000 francs. 
Les autels latéraux en chêne ont coûté chacun 1500 francs. Il est signalé que Pattein a fait entourer les fonts baptismaux par une grille de fer. Ces fonts ont coûté 500 francs. L'autel de Notre-Dame de Pitié est peut-être celui qui sert aujourd'hui d'autel principal post Vatican II. Il a coûté 600 francs.
- Templeuve, église Saint-Martin[T 15]
  - éléments de mobilier (type et état inconnu)

Cette église est réaménagée et agrandie vers 1883 par Paul Destombes
- Terdeghem, église Saint-Martin[T 15]
  - stalles
  - confessionnaux
  - chapiteaux des colonnes et frises murales (vers 1885)

Cette église est transformée vers 1879.
Aïda Tellier a décrit abondamment le travail réalisé par Pattein concernant les frises et les chapiteaux dans l'annexe 3 de son article publié dans les Annales du Comité Flamand (Tome 60 - année 2002)
- Vieux-Berquin, église Saint-Barthélémy[T 15]
  - mobilier réalisé vers 1902 et disparu lors de la première Guerre Mondiale[T 15]
- Wattrelos, église Saint-Maclou[T 15]
  - chaire[48]

Aïda Tellier mentionne un projet (plan dessin) pour la chaire datée du 2 août 1898
- Wattrelos, église Saint-Vincent-de-Paul[T 15]
  - éléments de mobilier

Un retable et un confessionnal sont conservés dans les réserves du Musée des Arts et Traditions populaires de Wattrelos
- Wervicq-Sud, église de l'Immaculée-Conception (architecte Charles Maillard)[T 15]
  - chaire
  - porte monumentale intérieure à double battant et surmontée d'un double tympan
  - deux confessionnaux

La chaire est détruite après le concile Vatican II. Quelques morceaux subsistent dans l'église dont une très belle statue de Saint Jean Baptiste, autrefois au revers de la chaire. Les confessionnaux présentent plusieurs points communs avec ceux de l'église Saint-Sauveur de Lille. Enfin, la magnifique porte intérieure monumentale présente des points communs avec l'orgue-confessionnal de l'église Sainte-Elisabeth de Roubaix.
- Wez-Macquart (entre 1880 et 1890), église de l'Immaculée-Conception[T 15]
  - Maître-autel[6],[L 12],[3]

L'église et le mobilier ont disparu durant la Première Guerre mondiale
- Wignehies[9],[T 15], église de l'Invention-de-Saint-Étienne
  - chaire (1889)
  - banc de communion (deux anges soutenaient autrefois la nappe)
  - stalles (disparues)

Pattein fournit également les dessins des retables du maître-autel, de l'autel de la Vierge et de celui du Sacré-Cœur. Ils sont réalisés en marbre par Henry Vienne, marbrier de Cousolre en 1892.

Stalles, chaire et confessionnal pour l'église Saint-Etienne de Wignehies
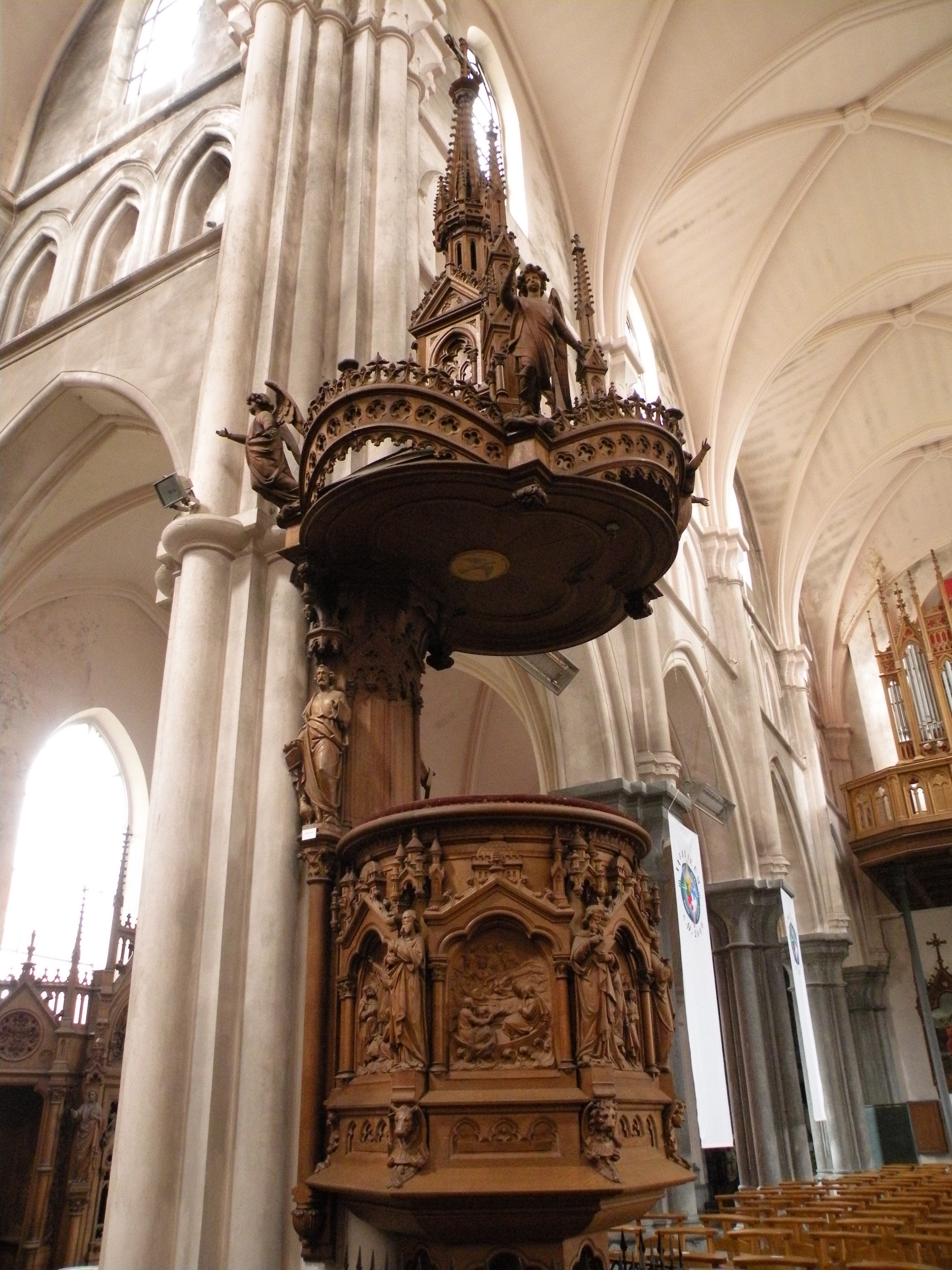
Chaire
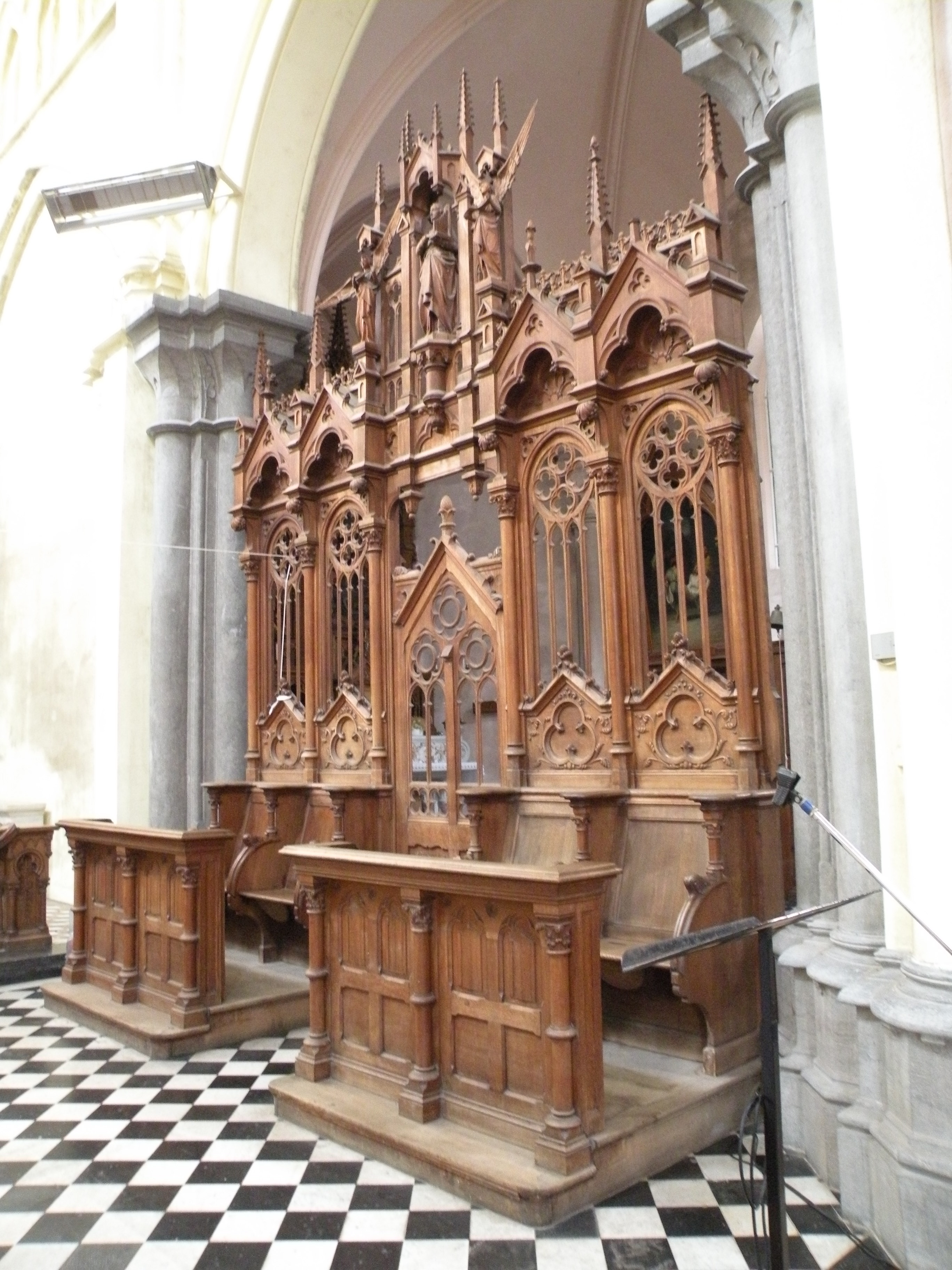
Stalle
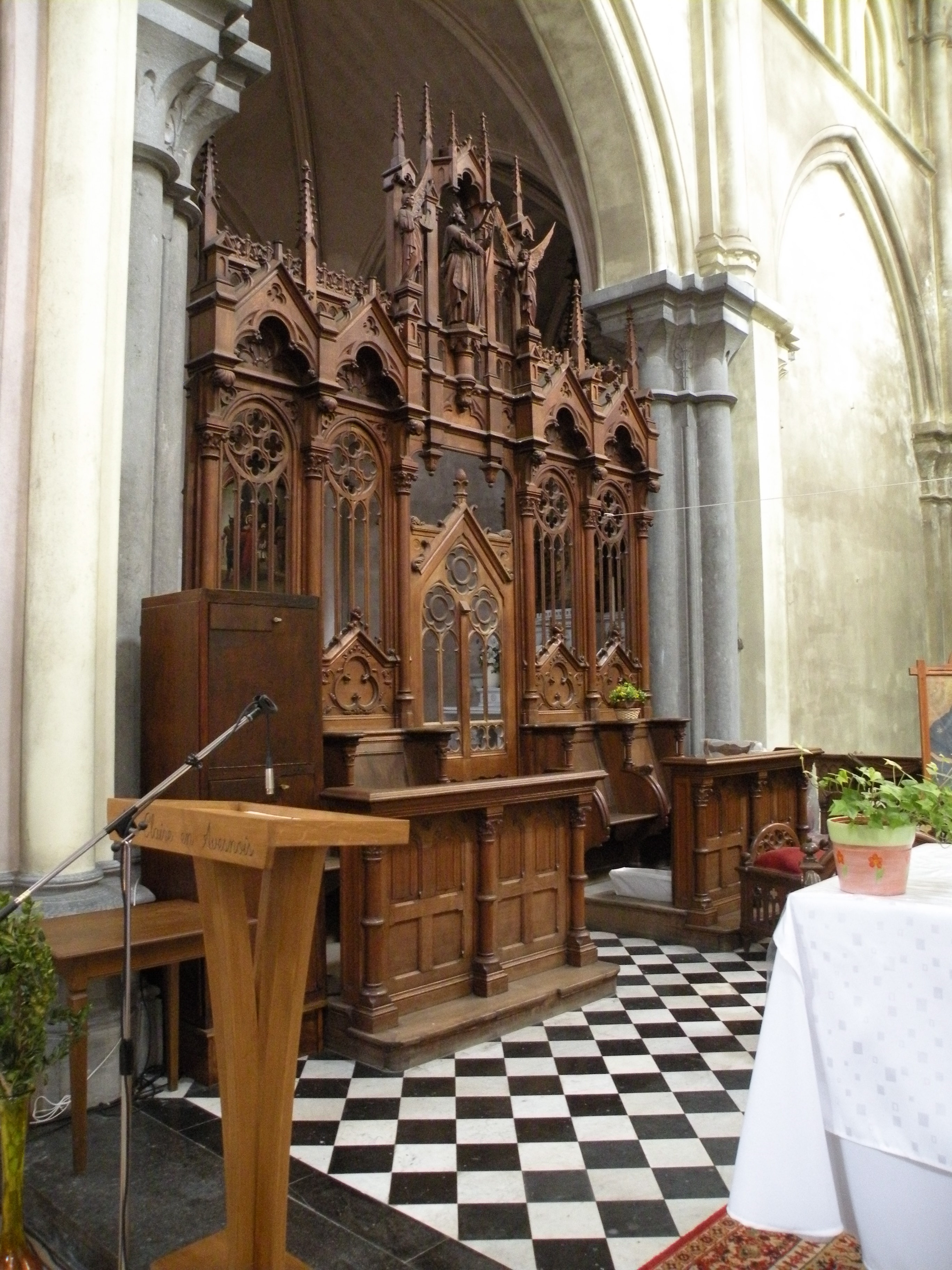
Stalle
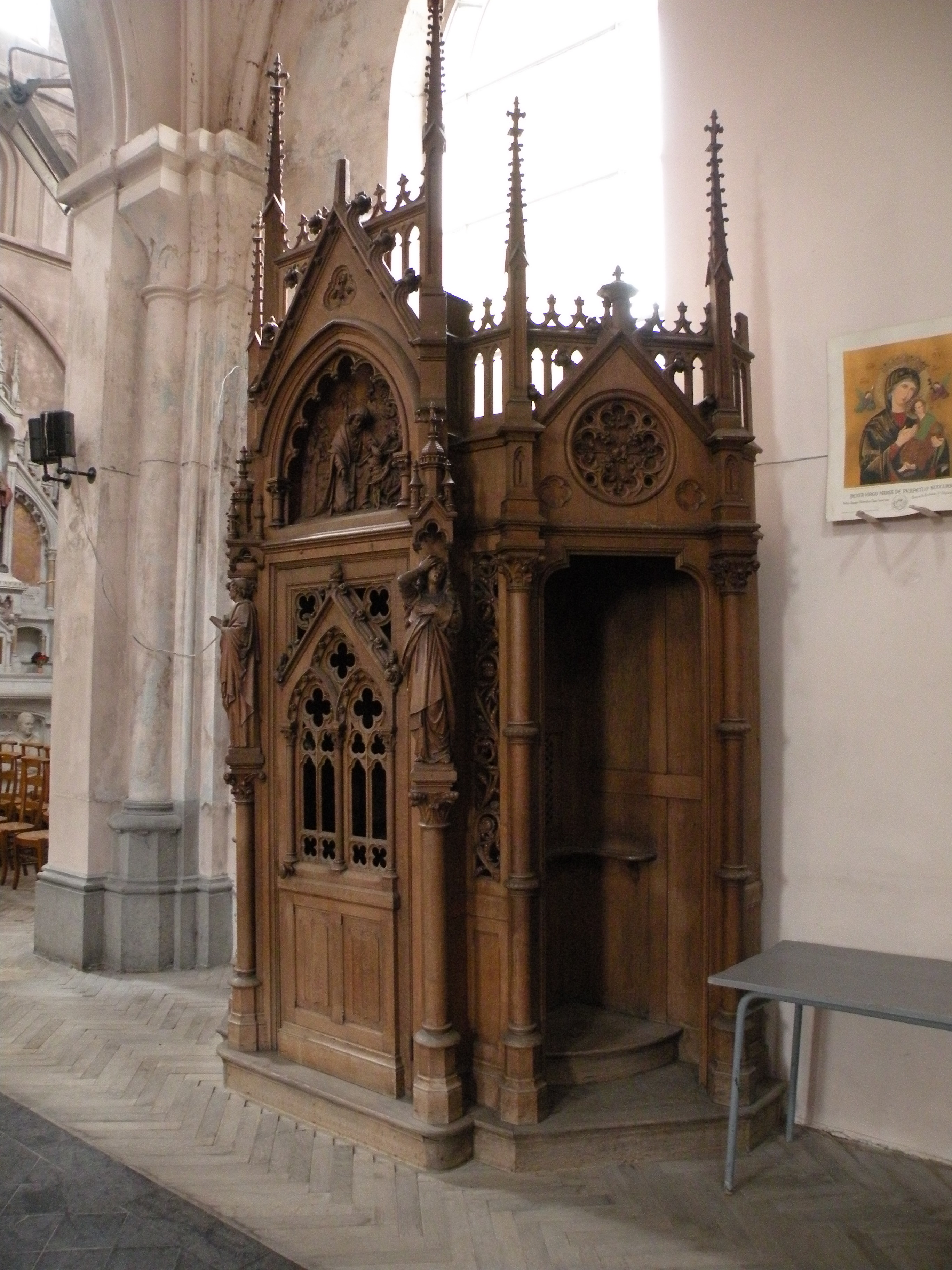
Confessionnal
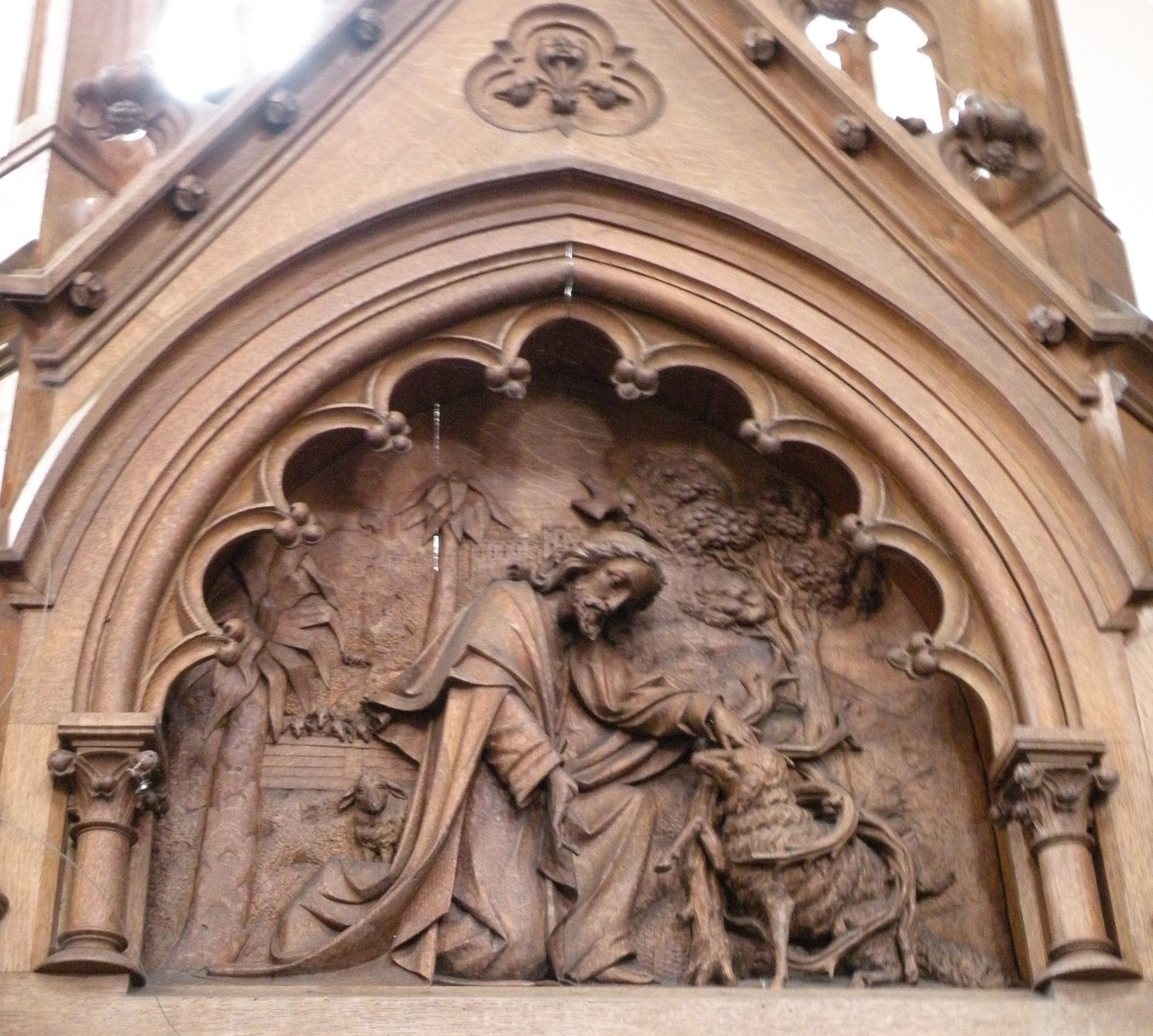
Tympan au-dessus de la porte d'un confessionnal

- Winnezeele, église Saint-Martin[T 15]
  - encadrement du chemin de croix
- Zermezeele, église Saint-Omer[T 14]
  - confessionnaux
  - Notre-Dame du Rosaire (vers 1900)

### Monuments aux morts
- Hardifort, monument aux morts de l'église (1922) en chêne avec des plaques de marbre gravées.

Il est en chêne, surmonté d'une statue de Saint Michel terrassant le dragon et présentant sur les côtés les statues de Jeanne d'Arc et de Sainte Catherine.
- Steenvoorde, square de l'église
  - Dessins et plans du monument aux morts (1913)[9],[L 15],[2],[L 16],[17]

### Monuments funéraires
- Dunkerque, cimetière
  - Médaillon sculpté[P 51]pour le tombeau de Charles André Joseph Delelis, maire de Dunkerque (1889)

### Œuvres profanes
Bien que produisant essentiellement des œuvres religieuses, Pattein réalise également des œuvres profanes : salles à manger, chambre à coucher, statues, objet d'art, monuments, rampes d'escalier,,,…

### Peinture
Gustave Pattein est aussi peintre,,. La peinture est probablement la première compétence qu'il a acquise avant de savoir sculpter. Il peint notamment des paysages durant sa détention en Allemagne lors de la Guerre de 1870,, et des paysages et des portraits lors de son exil durant la Première Guerre mondiale.
À la suite de l'ouverture du musée municipal d'Hazebrouck en 1911, il offre à ce dernier une série de 4 tableaux copiés par lui d'après des originaux. Ces tableaux aujourd'hui en mauvais état sont conservés dans les réserves du Musée des Augustins d'Hazebrouck.
Pour l'église Saint-Antoine de Petite-Synthe, en 1913, il réalise une copie du Christ en croix d'Antoine van Dyck pour surmonter le maître autel,, (tableau malheureusement disparu lors de la reconstruction de l'église dans les années 1980). Il l'avait copié sur place au Palais des Beaux-Arts de Lille.

## Postérité et hommage
Une rue du Ryveld à Steenvoorde porte le nom de rue des frères Patteyn depuis les années 1950. Elle rend hommage à Gustave Pattein et à son frère César Pattein, peintre.

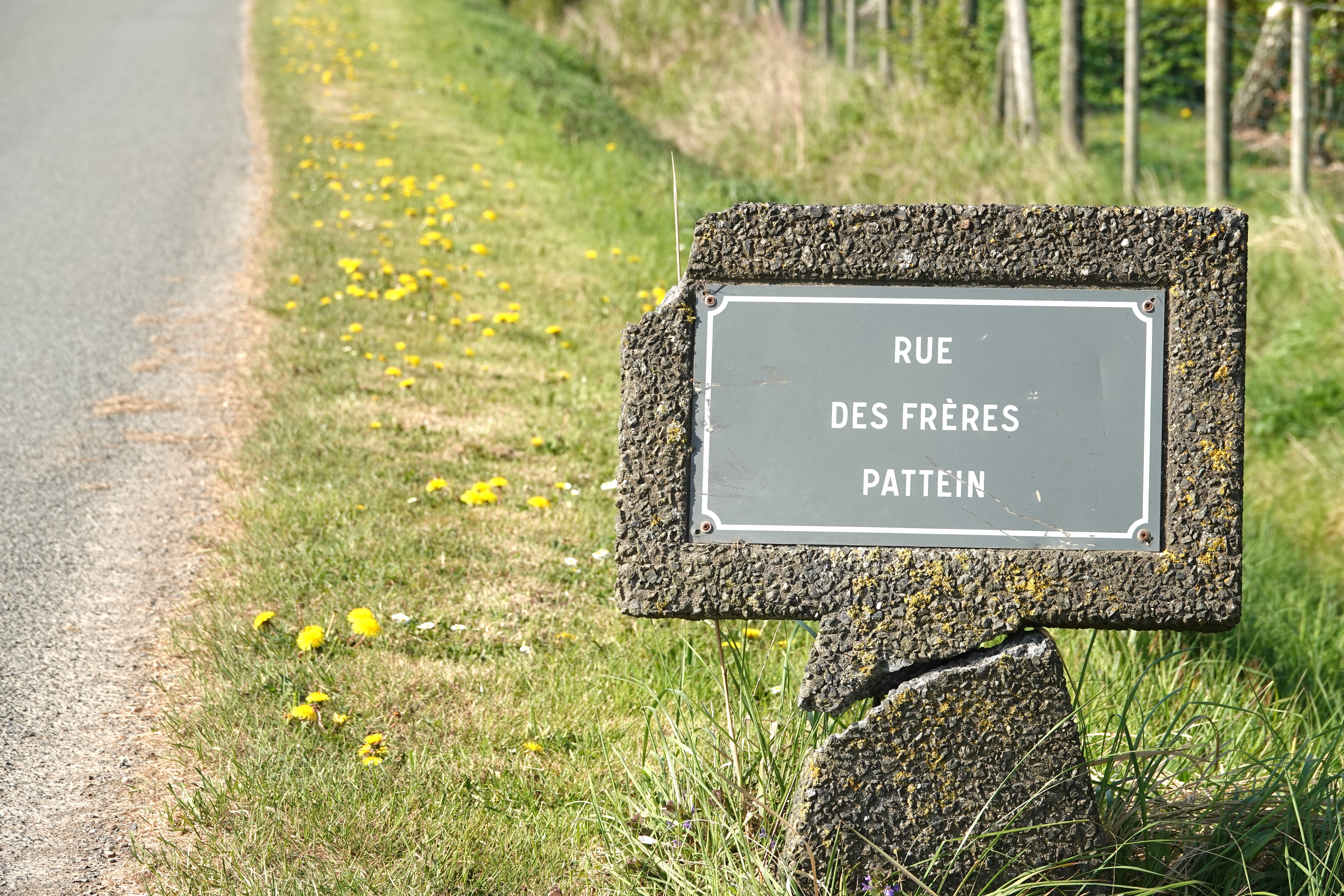
Rue des frères Pattein, Le Ryveld

#### Généralités
- Dictionnaire biographique illustré, vol. 64 : Nord, Paris, Librairie E. Flammarion. Néauber & Cie, coll. « Dictionnaires biographiques illustrés », 1909, 2e éd., 1228 p., p. 856-858
- Michel Loosen, La légende de "Rosalie" : la géante du Ryveld, Steenvoorde, Foyer Culturel de l'Houtland, 1993, 207 (203 paginées) (ISBN 2-907-365-55-X, lire en ligne), p. 189-203Ce livre reproduit les articles du Patriote des Flandres et de La Vie du Nord précédemment cités.
- Bernard Hédin, Etienne Delahaye et Luc Weeger, Orgues en Flandre : Arrondissement de Dunkerque (Nord), éditions du Patrimoine, 2002, 344 p. (ISBN 2-85822-533-8), p. 95

### Articles de presse

#### Généralités
- Paul Parisis, « Les Beaux-Arts, Nos artistes : Gustave Pattein », Le Beffroi : Revue mensuelle d'action régionaliste de la Flandre française,‎ 15 septembre 1919, p. 20-28 (lire en ligne)
- « Mort de Monsieur Gustave Pattein », Le Patriote des Flandres,‎ 21 décembre 1924
- « Les obsèques de M. Pattein, sculpteur », Le Nord Maritime, journal de Dunkerque et de la région Flamande., 43e année no 16 568,‎ 28 décembre 1924, p. 3 (lire en ligne)
- Jan des Dunes, « Gustave Pattein », Le Nord Maritime, journal de Dunkerque et de la région Flamande., 43e année no 16 569,‎ 29 décembre 1924, p. 4 (lire en ligne)
- Gaspard Van den Bussche, « Un rénovateur au XIXe siècle de la Sculpture sur bois dans le Nord : Gustave Pattein de Steenvoorde 1849-1924 », La Vie du Nord,‎ 12 juin 1943

#### Sur son milieu familial et son frère, le peintreCésar Pattein
- Docteur Poupart, Discours prononcé à l'occasion des funérailles de César Pattein le 31 janvier 1931. Ce discours a été reproduit dans une petite brochure biographique de l'artiste et dans le livre de Michel Loosen cité plus haut.
- Article de André Biebuyck, chroniqueur de La Voix du Nord, reproduit par Michel Loosen dans son livre en pages 169 et 170
- F.S., « Un peintre flamand : César Pattein », La Croix du Nord : grand journal quotidien du Nord de la France, no 13 261,‎ 2 septembre 1934, p. 6 (lire en ligne)

### Articles scientifiques
- Aïda Tellier, « Un sculpteur flamand Gustave Pattein, 1849-1924 », Annales du Comité Flamand de France, no 60,‎ 2002

### Conférences
- Claude Reynaert[49], "Pattein, un sculpteur remarquable", conférence donnée en l'église Saint Calixte de Lambersart le dimanche 16 octobre 2023.
- Aïda Tellier[50], "Gustave Pattein, un sculpteur en Flandre", conférence donnée dans l'église du Sacré-Coeur d'Hazebrouck le vendredi 27 juin 2025 dans le cadre de la Nuit des églises.